# تاريخ هولندا

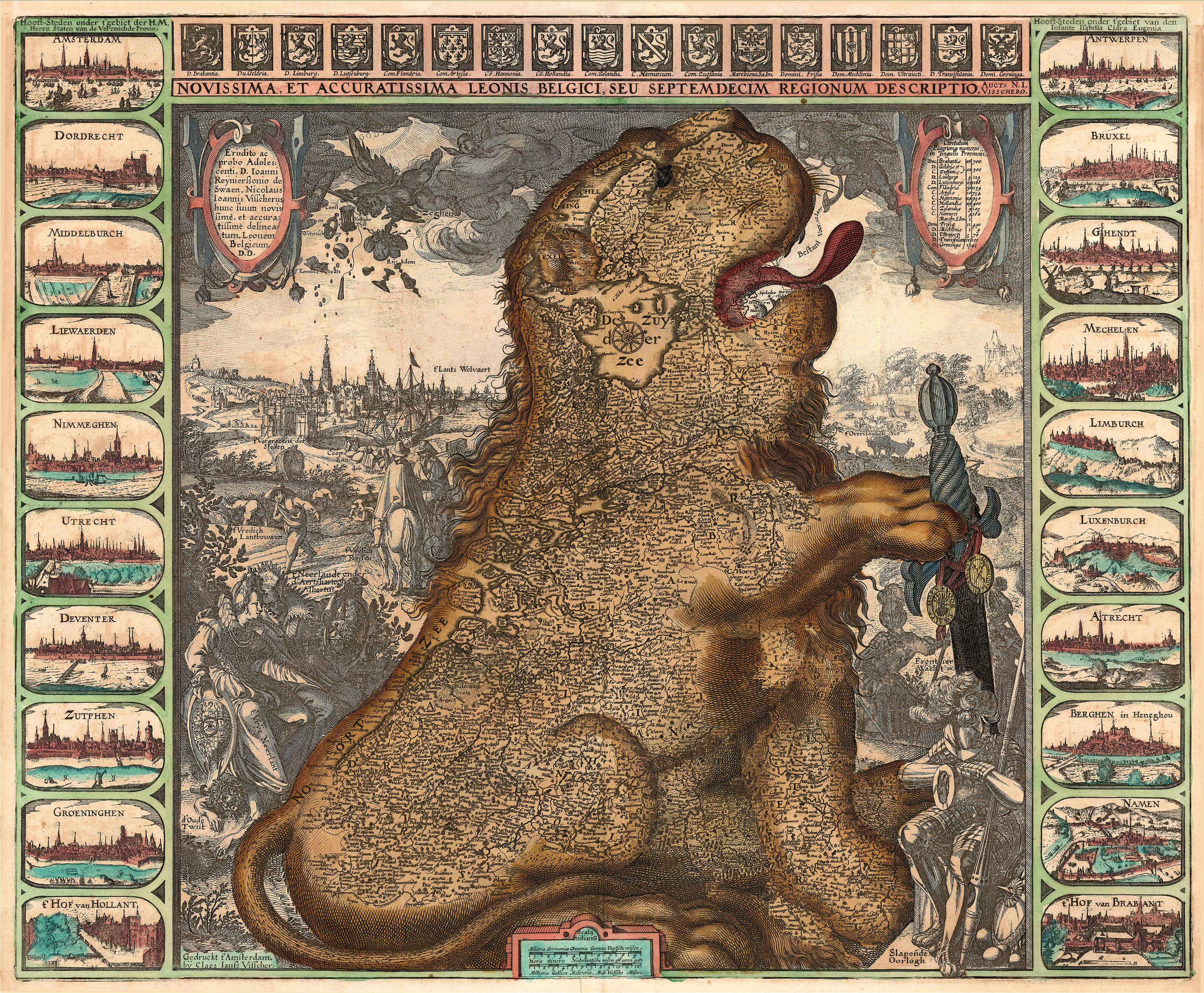
ليو بلجيكوس، خريطة للبلدان المنخفضة مرسومة على شكل أسد، بريشة كلايس يانس فيشر (II) عام 1609

تاريخ هولندا هو تاريخ بحارة كافحوا على دلتا أنهار الأراضي المنخفضة في بحر الشمال في شمال غرب أوروبا. وتبدأ سجلات التاريخ بالأربعة قرون التي شكلت المنطقة خلالها منطقة الحدود العسكرية للإمبراطورية الرومانية. وجاء ذلك تحت ضغط التحرك المتزايد من الشعوب الجرمانية إلى الغرب. وعندما انهارت السلطة الرومانية وبدأت العصور الوسطى التأمت الشعوب الجرمانية الثلاثة المهيمنة في المنطقة: الفريزيون في الشمال، الساكسونيون الواطئون في الشمال الشرقي، والفرنجة في الجنوب.
وخلال العصور الوسطى جاء أحفاد الأسرة الكارولنجية ليسودوا المنطقة، ثم تمدد حكمهم إلى جزء كبير من أوروبا الغربية. وبالتالي فإن منطقة هولندا أصبحت جزءاً من لوثارينجيا السفلى داخل الإمبراطورية الرومانية المقدسة الإفرنجية. ولعدة قرون كانت دوقيات مثل برابانت، هولندا، زيلند، فريزلاند، خيلدرز تتغاير خريطتها، ولم يكن هناك معادل موحد لهولندا الحديثة.
وفي عام 1433 سيطر دوق بورجوندي على معظم الأراضي المنخفضة في لوثارينجيا السفلى. وأنشأ الأراضي المنخفضة البورغندية والتي شملت بلجيكا الحديثة، لوكسمبورغ، وجزء من فرنسا.
ثم اتخذ الملوك الكاثوليك الإسبانيين تدابير قوية ضد البروتستانتية الجديدة والمعارضة الأخرى، والتي ركزت شعوبها فيما هو الآن بلجيكا وهولندا. وأدت الثورة الهولندية اللاحقة إلى تقسيم الأراضي المنخفضة البوروجوندية إلى «الأراضي المنخفضة الأسبانية» في الجنوب، والتي تتحدث الفرنسية والهولندية وتدين بالكاثوليكية، وهي ما يعادل اليوم تقريباً بلجيكا ولوكسمبورغ، وشمال «المقاطعات المتحدة» في الجنوب، والتي تتحدث الهولندية، وتدين بالبروتستانتية، مع أقلية متسعة من الكاثوليك، والتي أصبحت اليوم هولندا.
في العصر الذهبي الهولندي، والذي بلغ أوجه عام 1667 كان هناك ازدهار في التجارة والصناعة والفنون والعلوم. ونمت الإمبراطورية الهولندية في جميع أنحاء العالم وأصبحت شركة الهند الشرقية الهولندية واحدة من أقدم وأهم الشركات الوطنية التجارية في هولندا.
وخلال القرن ال18 اضمحلت سلطة وثروة هولندا، فقد أضعفتها سلسلة من الحروب مع البريطانيين والفرنسيين فقد استولت بريطانيا على المستعمرة الهولندية نيو أمستردام في أمريكا الشمالية، وحولتها إلى نيويورك. كما وتزايدت الاضطرابات والصراع بين الأورانيين والوطنيين. ثم اندلعت الثورة الفرنسية عام 1789، وتم إنشاء الجمهورية الباتافية الموالية للفرنسيين في 1795- 1806، وجعل نابليون مملكة هولندا (1806-1810) دولة تابعة، وفيما بعد مجرد مقاطعة داخل الإمبراطورية الفرنسية.
وبعد انهيار الإمبراطورية الفرنسية عام 1813 تم إنشاء «مملكة الأراضي المنخفضة المتحدة» الموسعة مع ظهور بيت أوراني كملوك، الذين كانوا أيضاً حكام بلجيكا ولوكسمبورغ. بلجيكا ثارت في عام 1830 وقبل 1839 حدودا جديدة تم الاتفاق عليه، تقسيم هولندا إلى الدول الثلاث في المنطقة اليوم. بعد فترة متحفظة في البداية، في دستور 1848 أصبح البلد ذا ديمقراطية برلمانية مع ملك دستوري. بقيت لوكسمبورغ الحديث في البداية موحدة مع هولندا، ولكن حكم اليوم من قبل فرع منفصل من العائلة المالكة الهولندية.
كانت هولندا محايدة خلال الحرب العالمية الأولى، ولكن خلال الحرب العالمية الثانية، وقد غزت هولندا والتي تحتلها ألمانيا. كما هو الحال في أجزاء كثيرة من أوروبا، كانت سنوات سلام ما بعد الحرب في البداية وقت الهجرة، تليها إعادة بناء مع نطاق واسع الأشغال العامة برامج مثل الأشغال الدلتا. في عام 1943، كان لدى هولندا أيضا على الاستسلام لليابان بسبب الحملة العسكرية اليابانية في آسيا، مما أدى إلى فقدان السيطرة هولندا إندونيسيا واندونيسيا تصبح مستعمرة من اليابان. بعد استسلم اليابانية إلى الحلفاء في عام 1945، أعلنت إندونيسيا استقلالها. أعلن سورينام حدث استقلالها عن هولندا في عام 1975. والانتعاش الاقتصادي، والتكامل الأوروبي، وإدخال التدريجي للدولة الرفاه أيضا في هذه الفترة. وقد تميز النصف الثاني من القرن ال20 بالسلام والازدهار النسبي. شكلت هولندا تحالف اقتصادي جديد مع بلجيكا ولوكسمبورغ، والبنلوكس، والثلاثة أصبح أعضاء المؤسسين.

## ما قبل التاريخ (قبل 800 ق.م)

### التغييرات التاريخية في الأرض
تشكلت المنطقة التي تشكل هولندا في حقبة ما قبل التاريخ بشكل كبير بسبب جغرافيتها دائمة التحول والانخفاض.
|  |  | |
|  |  | تلال شاطئية وكثبان مسطحات رملية مدية، مسطحات طينية مدية، مستنقعات ملحية مستنقعات خث وسهول فيضية ومناطق طمي (بما في ذلك مجاري الأنهار القديمة ضفاف الأنهار الممتلئة بالطمي والخث) أودية أنهار كبرى (غير مغطاة بالخث) كثبان أنهار (كثبان بليستوسين) مياه مفتوحة (بحار، بحيرات، أنهار) أرض عصر جليدي (> −6 م مقارنة بالمستوى الطبيعي) أرض عصر جليدي ( -6م – 0م) أرض عصر جليدي ( 0م – 10م) أرض عصر جليدي ( 10م – 20م) أرض عصر جليدي ( 20م – 50م) أرض عصر جليدي ( 50م – 100م) أرض عصر جليدي ( 100م– 200م) |

### أوائل مجموعات الصيادين (قبل 5000 ق.م)

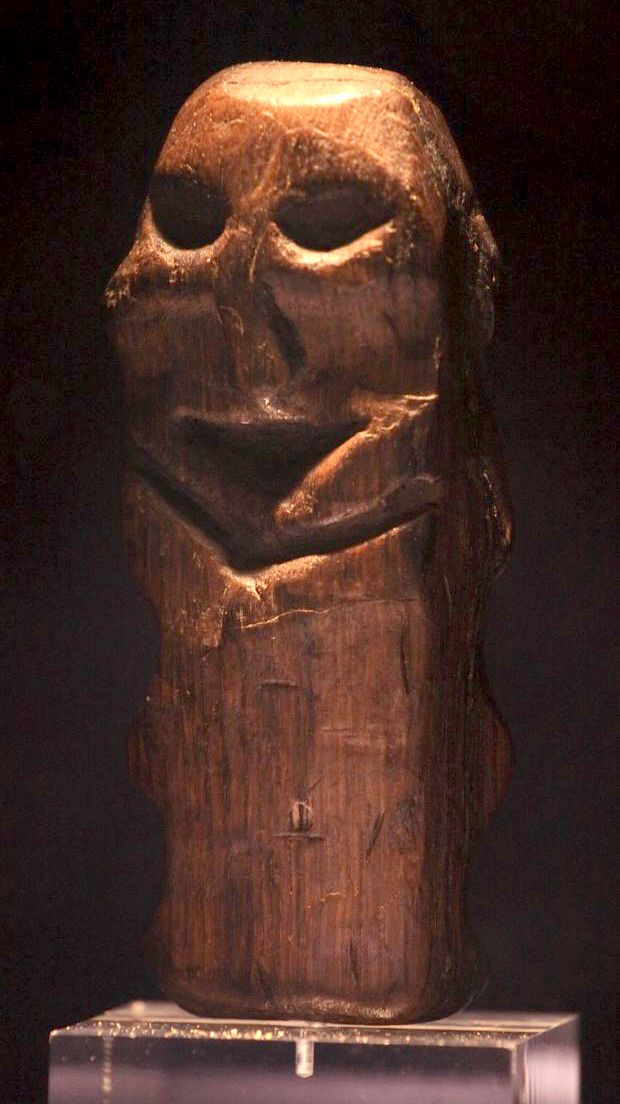
شكل من خشب السنديان وجد في فيليمستاد (4500 ق.م). معروض في المتحف الوطني للآثار في ليدن. ارتفاع:.

سكن الإنسان الأول المنطقة التي هي الآن هولندا منذ على الأقل 37,000 عاماً مضت، كما يشهد بذلك أدوات الصوان التي اكتشفت في فوردن عام 2010. عُثِر عام 2009 على جزء من جمجمة نياندرتال يبلغ عمره 40,000 عاماً في الرمال جرفها بحر الشمال قبالة شاطئ زيلند.
كان لهولندا خلال آخر العصر الجليدي مناخ تندرا شحيح النبات وعاش قومها في ظل الظروف القاسية معتمدين على الصيد وجمع الثمار. وسكنت عدة جماعات باليوثية المنطقة بعد انقضاء العصر الجليدي. ومن المعلوم إقامة إحدى القبائل الميزولوثية في جوار بحيرة بيرخومر مار (فرايزلاند) حوالي عام 8000 ق.م. ومن المعلوم عن جماعةٍ أخرى أقامت في مُستقرّ آخر صناعتهم لقوارب الكانو. يعد زورق بيسي المكتشف في هولندا أقدم أثر معروف لقارب كانو على وجه الأرض. تبين للباحثين من خلال التحليل عبر تقنية التأريخ بالكربون-14 أن الزورق بُني في الفترة ما بين 8200 ق.م و 7600 ق.م. الزورق معروض بمتحف درينتس في أسن.
يعود تاريخ انتشار الصيادين وجامعي الثمار من السكان الأصليين لحضارة سويفتربانت بدءاً من حوالي عام 5600 ق.م. ويُربطون إلى حد بعيد بالمحيط الذي تطغى عليه المياه المفتوحة والأنهار وكانوا مرتبطين بالحضارة الإيرتيبولية الإسكندنافية الجنوبية (5300–4000 ق.م). ويُحتمل بالنظر بالاتجاه غرباً أن نفس القبائل هذه قامت ببناء معسكرات لصيد الطرائد الشتوية ومنها الفُقْمات.

### دخول الزراعة (حوالي 5000- 4000 ق.م)
وصلت الزراعة إلى إحدى بقاع هولندا حوالي 5000 ق.م مترافقةً مع حضارة الفخار الخطي، والتي يُرجح كونهم مزارعين من أوروبا الوسطى. كانت الزراعة تُمارس فقط على الهضبة راسبية الطفالي الواقعة إلى أقصى الجنوب (جنوب ليمبورخ)، ولكن حتى هناك لم يدم النشاط الزراعي على نحوٍ دائم. ولم تشهد المزارع تطوراً يذكر في بقية أنحاء هولندا.
كما عُثِرَ على بعض الأدلة التي تشير إلى وجود مستوطنات بشرية صغيرة في أجزاءٍ أخرى من البلاد. وتحوًَّل أهل هذه المستوطنات إلى تربية الحيوان واستئناس الماشية في فترة ما بين 4800 ق.م و 4500 ق.م. هذا وقد ذكر عالم الآثار الهولندي ليندرت لاوا كويمانس: «يتضحُ أكثر فأكثر بأن تحول مجتمعات ما قبل التاريخ للزراعة كانت عملية طبيعية بكل ما تحمله الكلمة من معنى وجرت على نحو بالغ التدريج.» جرى هذا التحول بدايةً في الفترة 4300 ق.م–4000 ق.م وتميزت هذه الفترة بإدخال الحبوب على شكل كميات صغيرة إلى الطيف التقليدي الواسع للاقتصاد.

### ثقافة فونل بيكر والثقافات الأخرى (حوالي 4000- 3000 ق.م)

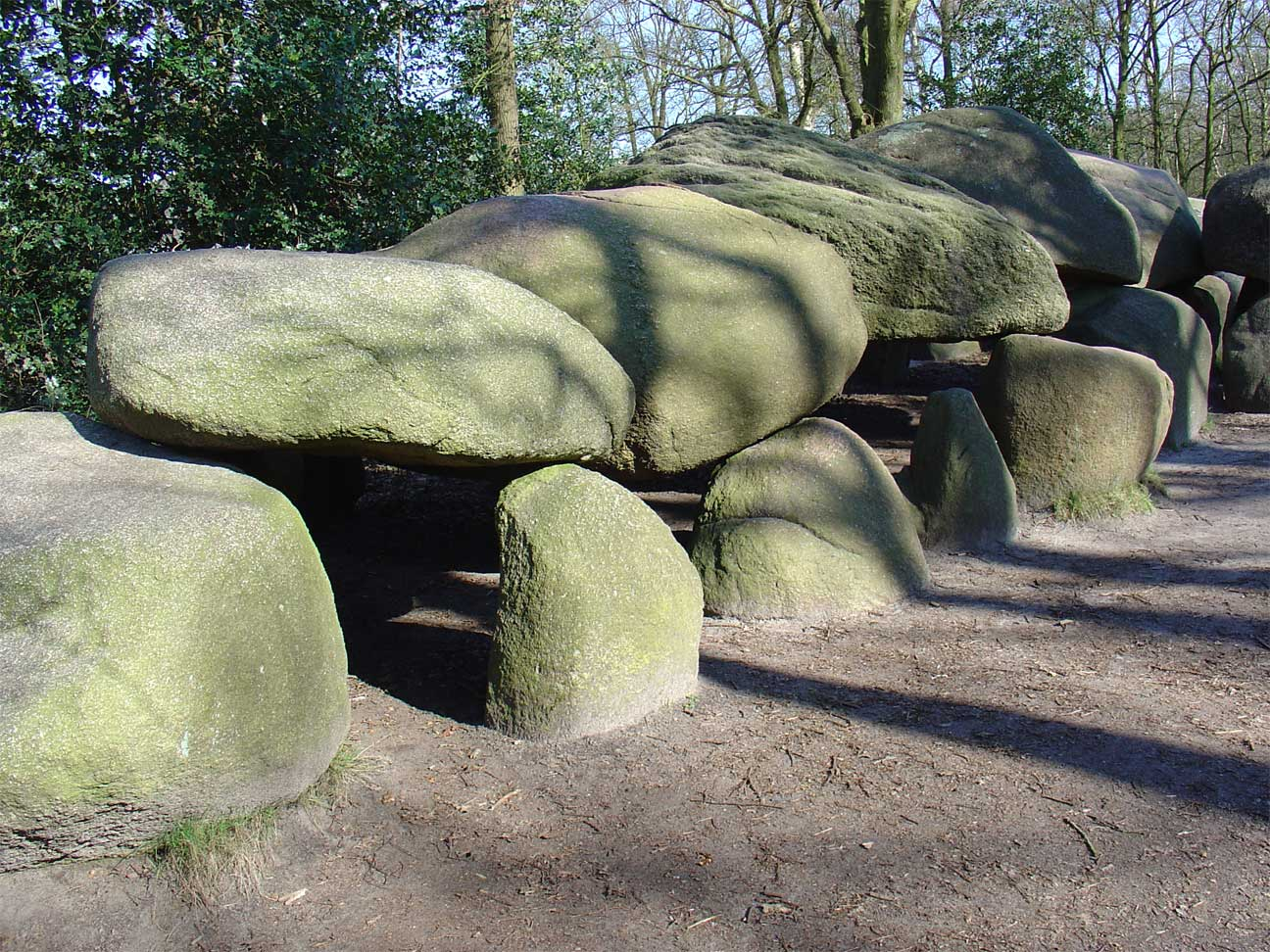
دولمن D27، أكبر دولمن في هولندا، موجود بالقرب من بورخر في درينته.

كانت ثقافة فونلبيكر ثقافة زراعة امتدت من الدنمارك حتى شمال ألمانيا وشمال هولندا. شُيدت إبان هذه الفترة من عصور ما قبل التاريخ الهولندي أولى البقايا ذات الأهمية: الدولمن، وهي عبارة عن آثار حجرية كبيرة. وتقع في درينته، وريُرجح أنها بُنيت في الفترة ما بين 4100 ق.م و 3200 ق.م.
ووجدت ثقافة فلاردنجن (حوالي 2600 ق.م) إلى الغرب، وهي ثقافة أكثر بدائية على ما يبدو واعتمدت في معيشتها على الصيد وجمع الثمار وصمدت جيداً في وجه الظروف المهددة في الفترة المؤدية إلى العصر الحجري الحديث.

### ثقافات كوردد وير والقدور الجرسية (حوالي 3000- 2000 ق.م)
حصل انتقال من ثقافة فونلبيكر الزراعية إلى ثقافة كوردد وير الرعوية حوالي عام 2950 ق.م، وهي أفق أثري كبير ظهر في أوروبا الغربية والوسطى، ويرتبط بتقدم اللغات الهندوأوروبية. ويُرجح أن سبب حدوث هذا التحول كان نتيجة التطورات[بحاجة لمصدر] في ألمانيا الشرقية، وحدثت خلال جيلين.
كما كانت حضارة القدور الجرسية حاضرةً في هولندا.
لم تكن ثقافة كوردد وير وثقافة القدور الجرسية في الأصل من هولندا ولكنهما كانتا أوروبيتان بطبيعتهما؛ فقد امتدتا لتغطيا معظم الأجزاء الشمالية والوسطى من أوروبا.
يرجع الدليل الأول على استخدام العجلة إلى هذه الفترة بالتحديد أي حوالي 2400 ق.م. كما جرب شعب هذه الثقافة أيضاً الصناعة بالنحاس، ومن الأدلة المؤكدة لهذا هو ما عُثِرَ عليه من سنادين حجرية وسكاكين نحاسية ورأس رمح نحاسي في فيلواه. تُظهر الأدوات النحاسية التي عُثِرَ عليها وجود نشاط تجاري كان قائماً مع مناطق أخرى من أوروبا لعدم وجود النحاس في التراب الهولندي بصورة طبيعية.

### العصر البرونزي (حوالي 2000- 800 ق.م)

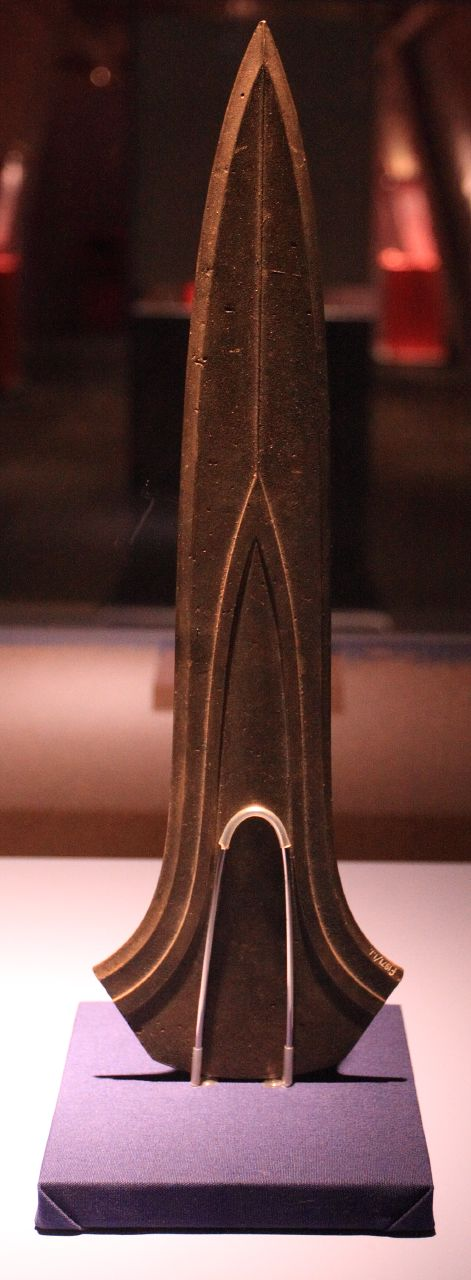
شكل احتفالي من البرونز (ليس سيفاً، ولكن يسمى "سيف جوتفاس")، الذي يرجع تاريخه إلى 1800-1500 ق.م، وجد جنوب أوتريخت

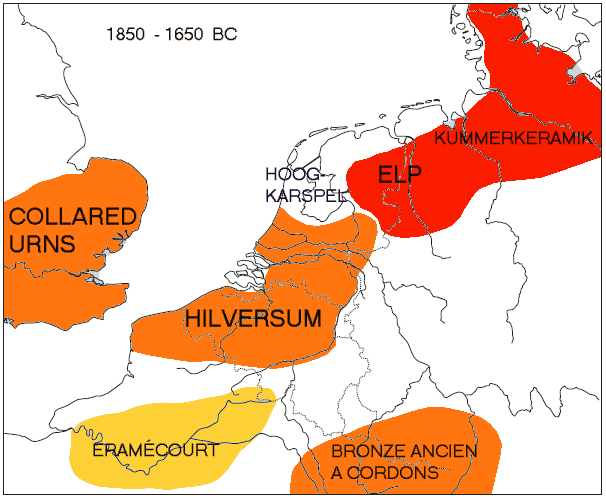
موقع ثقافتي إلب وهيلفرسوم العائدتان للعصر البرونزي.

ربما بدأ العصر البرونزي في مكان ما حوالي 2000 ق.م، واستمر حتى حوالي 800 ق.م. تم العثور على أقرب أدوات برونزية في قبر شخص من العصر البرونزي يسمى «حدّاد فاخينينجن». كما تم العثور على أشكال أخرى من العصر البرونزي من فترات لاحقة في إيبه، دراون وغيرها. ووجدت قطع برونزية مكسورة في فورسخوتن يبدو أن المقصود منها إعادة التدوير، وهذا يدل على مدى قيمة البرونز قيمة في هذا العصر. والقطع البرونزية التي نجدها من هذه الفترة أكثرها سكاكين، وسيوف، وفئوس، وشظايا عظمية وأساور.
اُكتشِفَت معظم الأشياء العائدة للعصر البرونزي التي عُثِرَ عليها بهولندا في درينته. يُظهر أحد هذه العناصر امتداد شبكات التبادل التجاري خلال هذه الفترة على مسافة واسعة. صُنّعت الدلاء البرونزية الكبيرة المكتشفة في درينته في إحدى مناطق شرقي فرنسا أو في سويسرا. واستعمِلت هذه الدلاء في مزج النبيذ بالماء (إحدى العادات الرومانية-الإغريقية). تؤشر الاكتشافات العديدة التي عُثِرَ عليها في درينته للأشياء الثمينة مثل القلادات ذات الخرز القصديري بأنها كانت مركزاً تجارياً في هولندا خلال العصر البرونزي.
تطورت حضارة القدور الجرسية (2700–2100 ق.م) محلياً لتغدو حضارة القدور السلكية الشائكة (2100–1800 ق.م) في العضر البرونزي. شكل المنطقة في الألفية الثانية قبل الميلاد حداً فاصلاً بين الأفقين الشمالي (النوردي) والأطلسي، وانقسمت إلى منطقتين شمالية وأخرى جنوبية تنقسمان تقريباً على طول مجرى نهر راين.
كانت ثقافة إلب في الشمال (حوالي 1800 حتى 800 ق.م) ثقافة أثرية ترجع للعصر البرونزي، تميزت بأوانيها الفخارية منخفضة الجودة المعروفة باسم "Kümmerkeramik" (أيضاً "Grobkeramik") كعلامة. اتسمت الطور الأول بانتشار الجثوات (1800–1200 ق.م) المرتبطة بشدة بالجثوات المعاصرة الموجودة في شمال ألمانيا وإسكندنافيا والتي بدو أنها ارتبطت بثقافة التلال الجنائزية (1600–1200 ق.م) في أوروبا الوسطى. أعقب هذا الطور تغيير تابع اتسم بعادات دفن الأورنفيلد (حرق الموتى) (1200–800 ق.م). وأضحت ثقافة هيلفرسوم (1800–800 ق.م) مهيمنة في المنطقة الجنوبية، ويبدو أنها أخذت الأواصر الثقافية عن حضارة القدور السلكية الشائكة مع بريطانيا.

## فترة ما قبل الرومان (800- 58 ق.م)

### العصر الحديدي

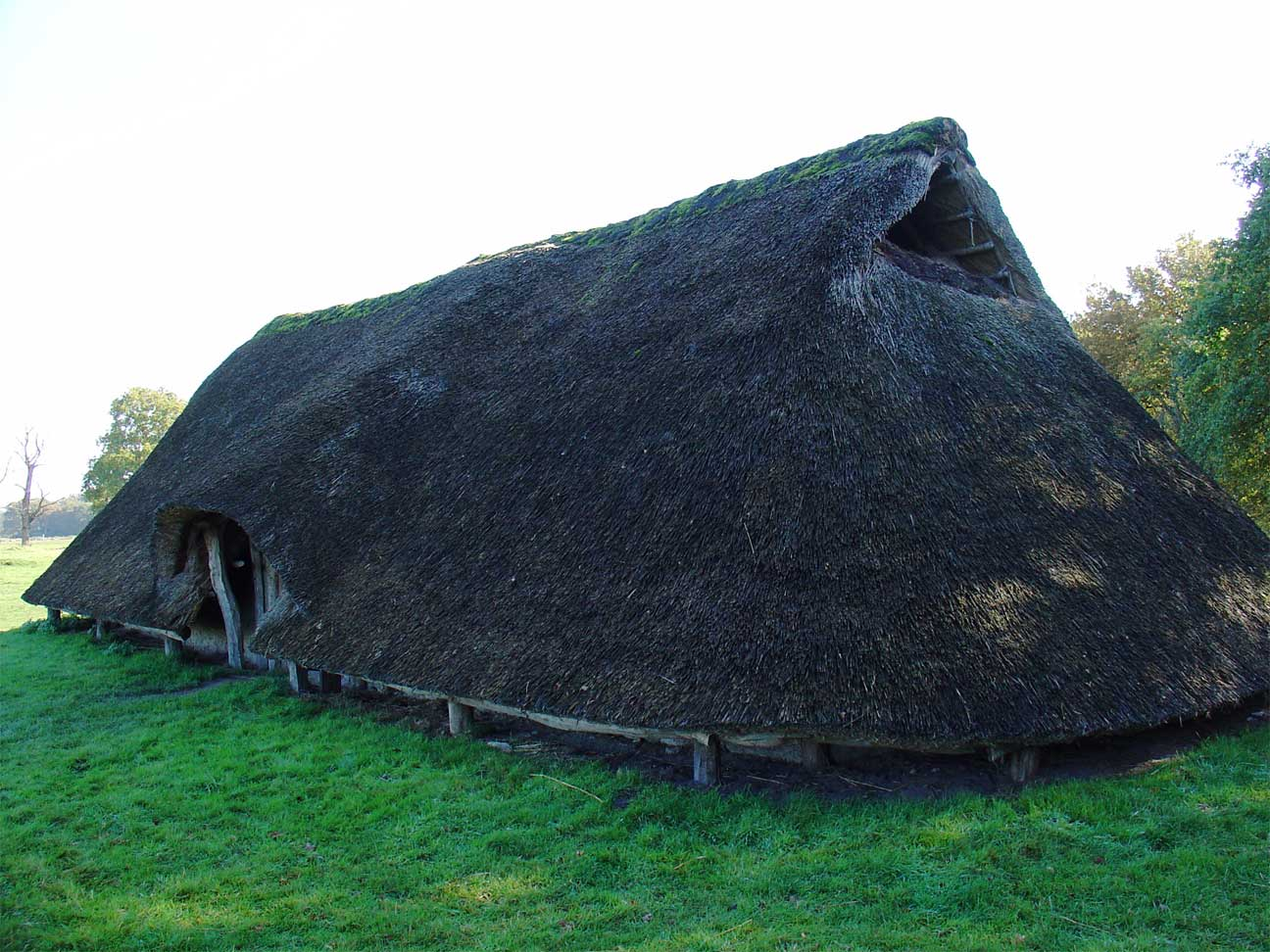
إعادة بناء مسكن من العصر الحديدي راينتشهفيلد بالقرب من أورفيلته في درينته.

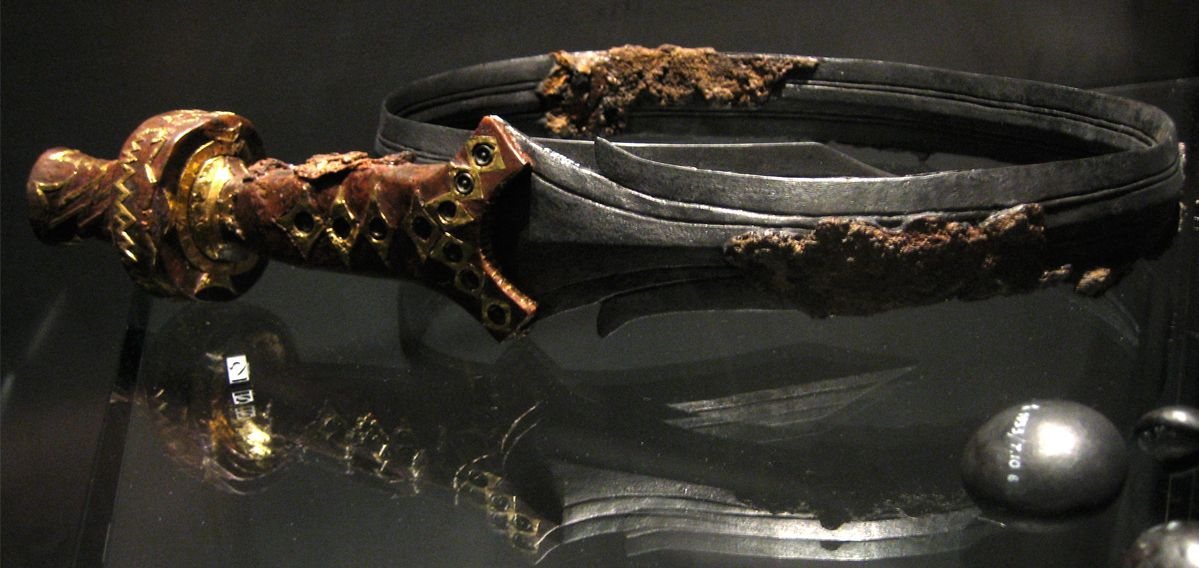
السيف المنحني الأصلي من مقبرة الملوك (أوس)، المتحف الوطني للآثار

جلب العصر الحديدي قدراً من الرخاء للسكان الذين يعيشون في المنطقة المعروفة اليوم باسم هولندا. وكان خام الحديد متوفراً في كافة أنحاء البلاد، بما في ذلك مستنقع الحديد المستخرج من الخام في مغيض (موراس أيزريرتس moeras ijzererts ) في الشمال، والكرات التي تحمل الحديد الطبيعية التي وجدت في فيلواه وخام الحديد الأحمر بالقرب من الأنهار في برابانت. وقد سافر الحدادون من مستوطنة صغيرة إلى أخرى بالبرونز والحديد، مصنعو الأدوات حسب الطلب، بما في ذلك الفئوس، السكاكين، الدبابيس، النصال والسيوف. بعض الأدلة حتى تشير إلى صنع سيوف دمشقية باستخدام وسيلة متقدمة للطرق التي تجمع بين مرونة الحديد مع قوة الفولاذ.

### وصول المجموعات الجرمانية

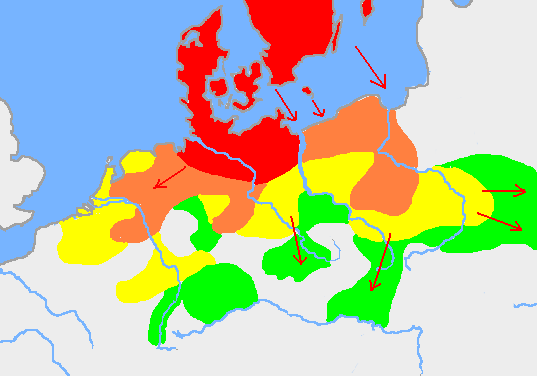
توزيع المجموعات الجرمانية البدائية حوالي عام 1م

سكنت القبائل الجرمانية في الأصل كلًا من جنوبي إسكندنافيا وشلسفيغ هولشتاين وهامبورغ، ولكن ثقافات العصر الحديدي اللاحقة من نفس المنطقة على غرار Wessenstedt (800 قبل الميلاد إلى 600 قبل الميلاد) وثقافة ياستورف، ربما انتمت أيضًا إلى هذه المجموعة.

### الكلت في الجنوب
الكلت كان ثقافة أصولها في أوروبا ثقافة هالستات المركزية (سي 800-450 قبل الميلاد)، واسمه ليجد القبر غنية في هالستات، النمسا. من قبل في وقت لاحق ثقافة لاتين الفترة (سي 450 قبل الميلاد حتى الغزو الروماني)، كانت هذه الثقافة سلتيك، سواء عن طريق انتشار ثقافي أو هجرة بشرية، وسعت على نطاق واسع، بما في ذلك في المنطقة الجنوبية من هولندا. يمكن أن يكون هذا متناول الشمالي من الإغريق.

### نظرية نوردفيستبلوك
تكهن بعض العلماء (دي ليت De Laet، جيسلينج Gysseling، رولف هاشمان Hachmann، كوساك وكون Kossack & Kuhn) أن هناك هوية عرقية منفصلة، لا جرمانية ولا كلت عاشت في هولندا حتى الفترة الرومانية. ورأوا هولندا أنها كانت جزءاً «نوردفيست بلوك» في العصر الحديدي، والتي امتدت من من سوم إلى فيزر. ووجهة نظرهم أن هذه الثقافة، التي كان لها لغتها الخاصة، تم استيعابها من قبل الكلت إلى الجنوب والشعوب الجرمانية من جهة الشرق حتى فترة قبل الرومان مباشرةً.

## العصر الروماني (57 ق.م- 410م)

### القبائل المحلية
فتحت القوات الرومانية تحت قيادة يوليوس قيصر منطقة بيلجي الواقعة جنوب راين القديم وغرب الراين إبَّان الحروب الغالية في سلسلة من الحملات التي امتدت من 57 قبل الميلاد حتى 53 قبل الميلاد. لم تترك القبائل الموجودة في منطقة هولندا حينذاك سجلات مكتوبة وراءها، ولهذا فإن جميع المعلومات المعروفة عنهم خلال هذه الفترة التي سبقت العهد الروماني تعود إلى ما كتبه الرومان والإغريق عنهم. واحدة من أهم هذه السجلات التاريخية هو كتاب قيصر 'تعليقات على الحرب الغالية' (باللاتينية: Commentarii de Bello Gallico)، وقد وصف قيصر في الكتاب قبيلتين رئيستين أقامتا فيما يُعرف الآن بهولندا وهما مينابي وإيبورونوس وكلاهما كانتا في الجنوب، وهي المنطقة التي كان قيصر نشطاً فيها. ووضع مبدأ أن الراين يُشكل وحدة طبيعية تمتد حدودها ما بين بلاد الغال وجرمانيا العظمى. ولكن لم يشكل الراين حدودا قويةً بحد ذاته، وأوضح قيصر وجود جزء من بلجيكا الغالية حيث كانت العديد من القبائل المحلية (بما في ذلك قبيلة إيبورونوس) "Germani cisrhenani"، أو مختلطة الأصل في حالات أخرى.
كان الامتداد الجغرافي لقبيلة مينابي قد وصل إلى جنوب زيلاند عبر شمال برابنت ويحتمل أنه بلغ انتشارها إلى جنوب هولندا مخترقةً خيلدرلند. ويبدو أن منطقتهم قد قُسِّمت أو تقلصت خلال الفترة الرومانية اللاحقة حتى أضحت محتواةً بصورة أساسية فيما يُعرف الآن بغربيّ بلجيكا.
انتشرت الإيبورونوس التي كانت أكثر قبائل الـGermani Cisrhenani على مساحة جغرافية واسعة فشملت على الأقل جزءاً من ليمبورخ الهولندية، وامتدت شرقاً إلى الراين فيما يُعرف الآن بألمانيا، وكذلك امتدت باتجاه شمال غربيّ الدلتا وهو ما جعلهم يتجاورون الحدود مع قبيلة مينابي. ويُحتمل أن منطقتهم امتدت حتى خيلدرلند.
- قبائل سمَّاها يوليوس قيصر
- القبائل أثناء الإمبراطورية الرومانية

أدى الحكم الروماني اللاحق الذي دام حوالي 450 عاماً إلى إحداث تغيير عميق في المنطقة التي تُعرف الآن باسم هولندا. غالباً ما احتدم الصراع بين القبائل الجرمانية الحرة للسيطرة على الراين إذ امتد على نطاقٍ واسع.
ذكر المؤرخ الروماني بلينيوس الأكبر قبائل أخرى انتهى بها المطاف لتستوطن جزر الدلتا خلال العهد الروماني وهي كنانيفيتاس في جنوب هولندا، وفريسي التي انتشرت في معظم الأراضي التي تُشكل هولندا الحديثة شمالي الراين القديم، والفريزيافونيون التي يُظهر أن منطقتهم امتدت من الدلتا وصولاً إلى شماليّ شمال برابنت، وقبيلة مارساكي الذين امتدت منطقتهم من الساحل الفلامندي وصولاً إلى الدلتا، وقبيلة ستوري.
ذكر قيصر أنه قام بإزالة اسم الإيبورونوس ولكن سكن التوكساندري في مكانهم معظم شمال برابنت وما يُعرف الآن بمقاطعة ليمبورخ التي يخترقها نهر الميز، وقبيلة بيتاسي، والكاتاليني، والسانيسي، والتونغري (يذكر تاسيتس أن تونغري كان اسماً جديداً للإشارة إلى ما يعرف سابقاً بـGermani cisrhenani).

### الثورة الباتافية

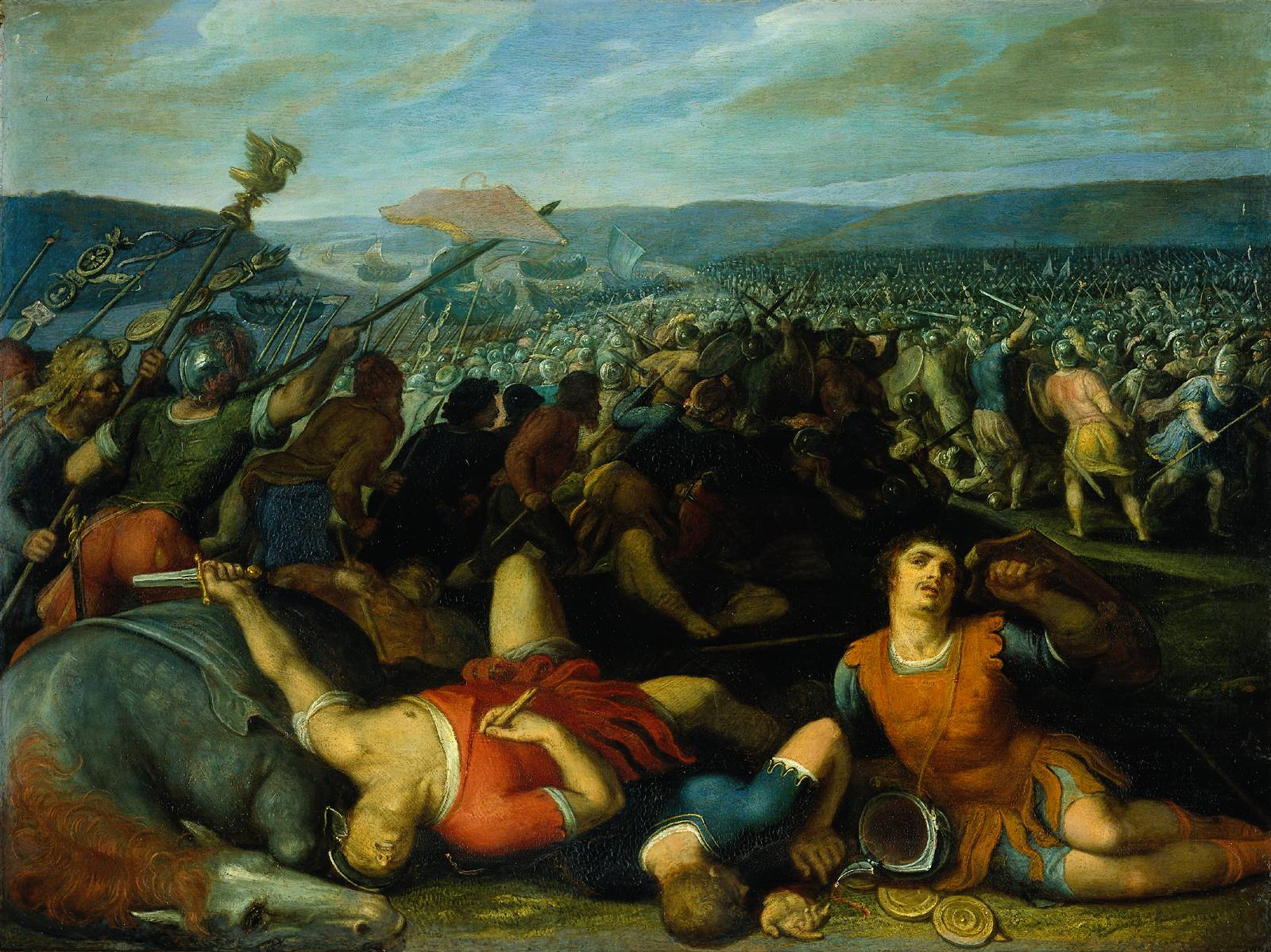
Throughout Dutch history, but especially during the حرب الثمانين عاما, the Batavians have been romantically portrayed as the heroic ancestors of the Dutch people. "The Batavians Defeating the Romans on the Rhine", c. 1613, by أوتو فان فيين.

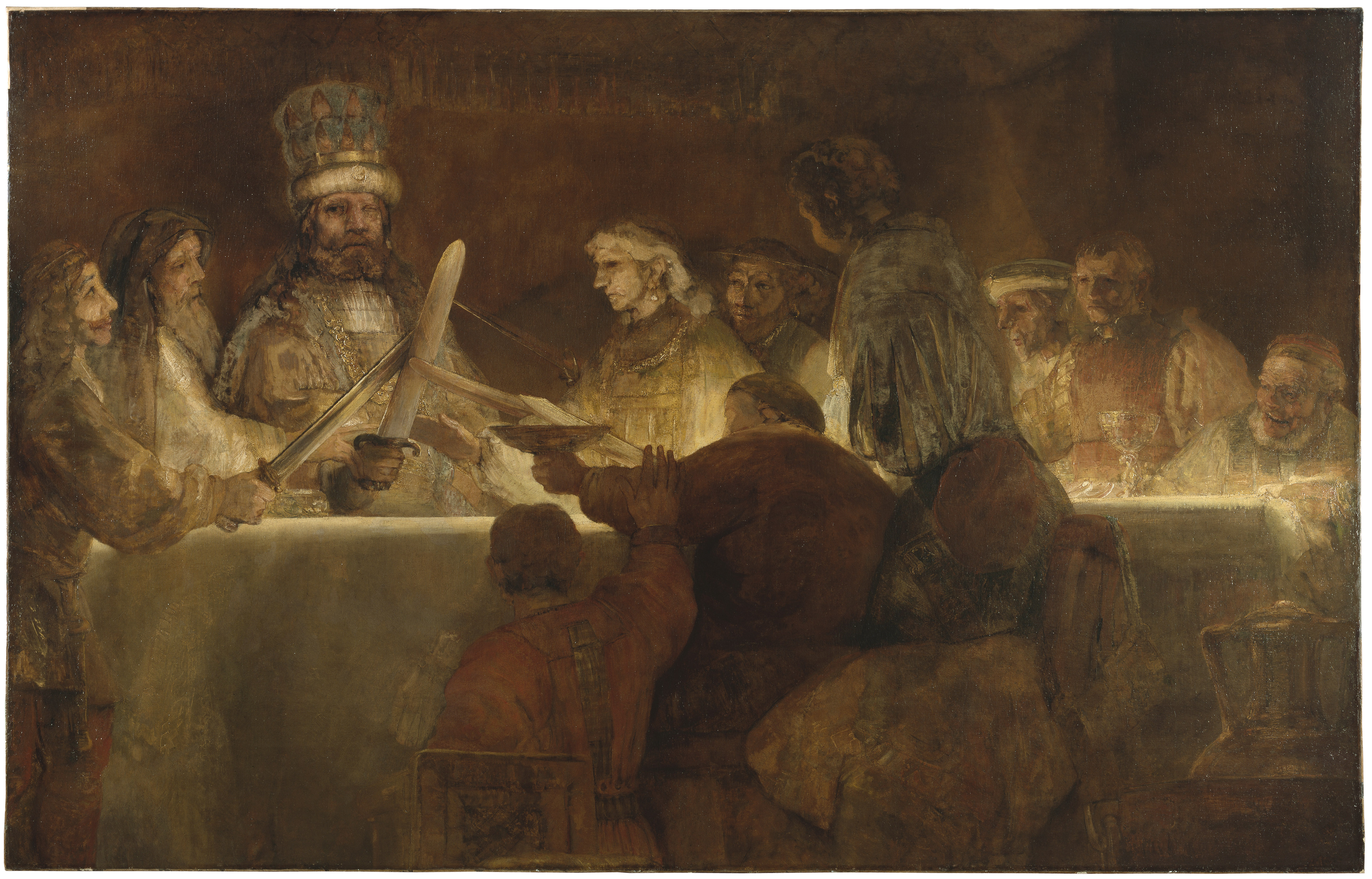
The Conspiracy of Claudius Civilis, 1661, by رامبرانت, depicts a باتافي (قبيلة جرمانية) oath to جايوس يوليوس سفيلايس, the head of the ثورة باتافي against the روما القديمة in 69.

### ظهور الفرنجة

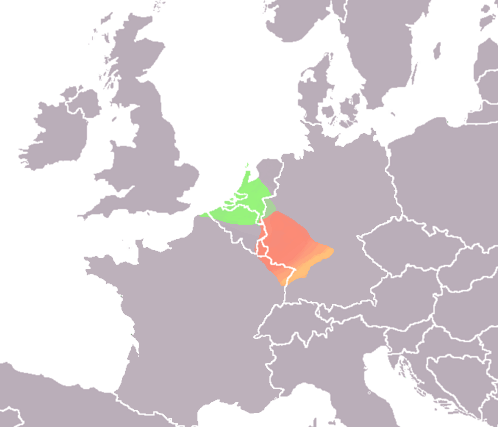
Map showing roughly the distribution of الفرنجة الساليون (in green) and Ripuarian Franks (بالأحمر) at the end of the Roman period.

### اختفاء قبيلة الفريسي

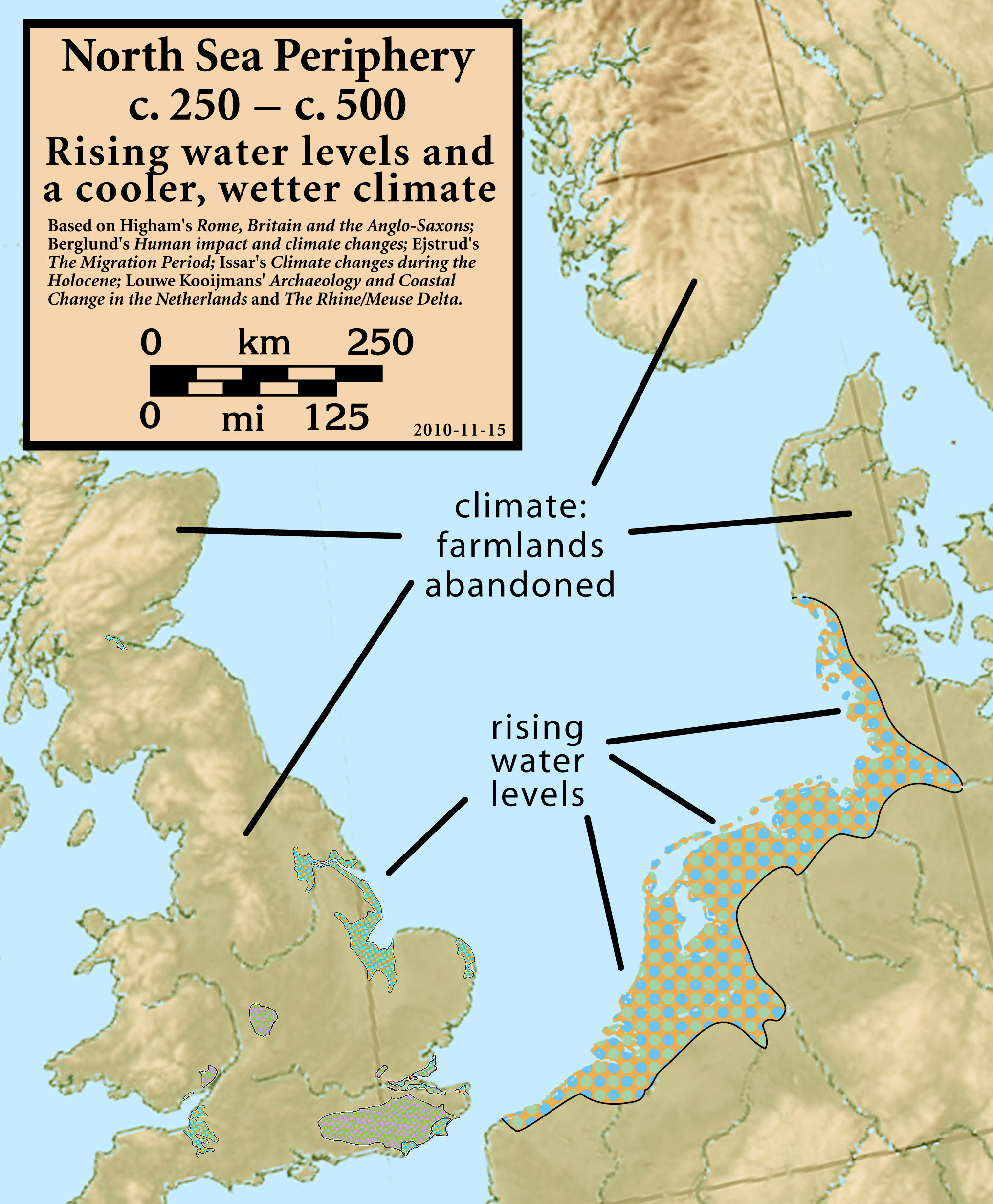
الحدود الخارجية لبحر الشمال خلال الفترة من حوالي 250 حتى 500 بعد الميلاد

أسهمت ثلاثة عوامل في اختفاء قبيلة الفريسي من شمالي هولندا: أولها وفقاً لما ورد في المخطوطة الثامنة من نص «المدائح اللاتينية الاثنتا عشر» (باللاتينية: XII Panegyrici Latini) أن قبيلة فريسي أُجبِرت على إعادة التوطين في منطقة رومانية حوالي عام 296م، وذلك على اعتبارهم ليتاي (وهو ما كان يشبه القنانة في العهد الروماني). وهذا آخر إشارة تاريخية لقبيلة فريسي القديمة في السجلات التاريخية. أمَّا السجل الأثري فيقترح إجابة لما حلَّ بهم. يُظهر اكتشاف نوع من الفخَّار تتفرد به منطقة فريزيا خلال القرن الرابع بعد الميلاد أُطلِقَ عليه «terp Tritzum» أن ثمة عدد مجهول من أفراد القلبية يُرجح أنه أُعِيدَ توطينهم باعتبارهم ليتاي في الفلاندر وكنت تحت وطأة الإكراه الذي مارسه الرومان. وثانياً فإن بيئة المناطق الساحلية منخفضة الارتفاع في شمال غربيّ أوروبا بدأت بالانخفاض حوالي عام 250م وانحسرت تدريجياً متراجعةً على مدى المئتيّ سنة اللاحقة. وأدى كل من الانخساف التكتوني وارتفاع مستوى سطح الماء الباطني (مستوى التشبع) والعُرْم العاصفية مجتمعةً إلى غمر بعض المناطق بالطغيان البحري (تقدم البحر). وتسارع هذا بسبب النقلة التي طرأت على مناخ المنطقة حيث أصبح أكثر برودةً وإمطاراً. فإذا كان هناك أي أفراد من الفريسي الباقين في منطقة فريزيا، لكانوا غرقوا. ثالثاً انخفض عدد السكان عقب سقوط الإمبراطورية الرومانية في ضوء توقف النشاط الروماني وانحسار المؤسسات الرومانية. أدت هذه العوامل الثلاثة آنفة الذكر إلى إلى اختفاء وجود قبيلة فريسي من المنطقة. وإجمالاً ظلت الأراضي الساحلية غير آهلة بالسكان خلال مدة المئتيّ سنة المقبلة.

### الفريزيون

Map showing roughly the distribution of Franks and Frisians c. 716 AD

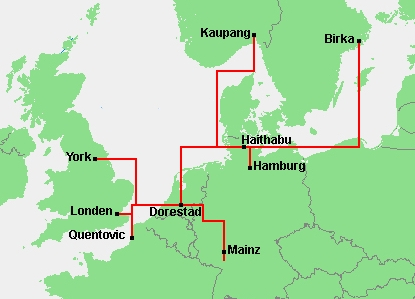
دورستاد and main traderoutes

### الفرنجة

Expansion of the فرنجة from 481 to 870 AD.

### الشكوك الحديثة حول التمييز بين الفريزيين التقليديين والفرنجة والساكسونيين

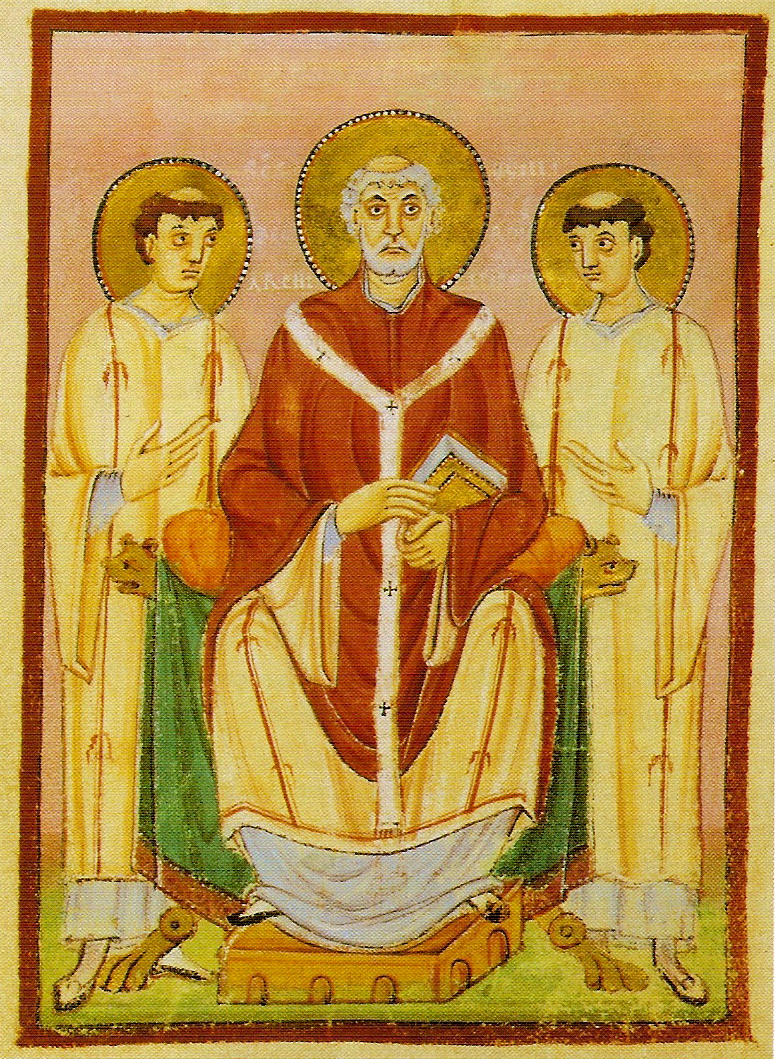
فليبرورد، أنجلوسكسونيون missionary from نورثمبرلاند, Apostle to the Frisians, first bishop of Utrecht.

### سيطرة الفرنجة والاتحاد مع الإمبراطورية الرومانية المقدسة

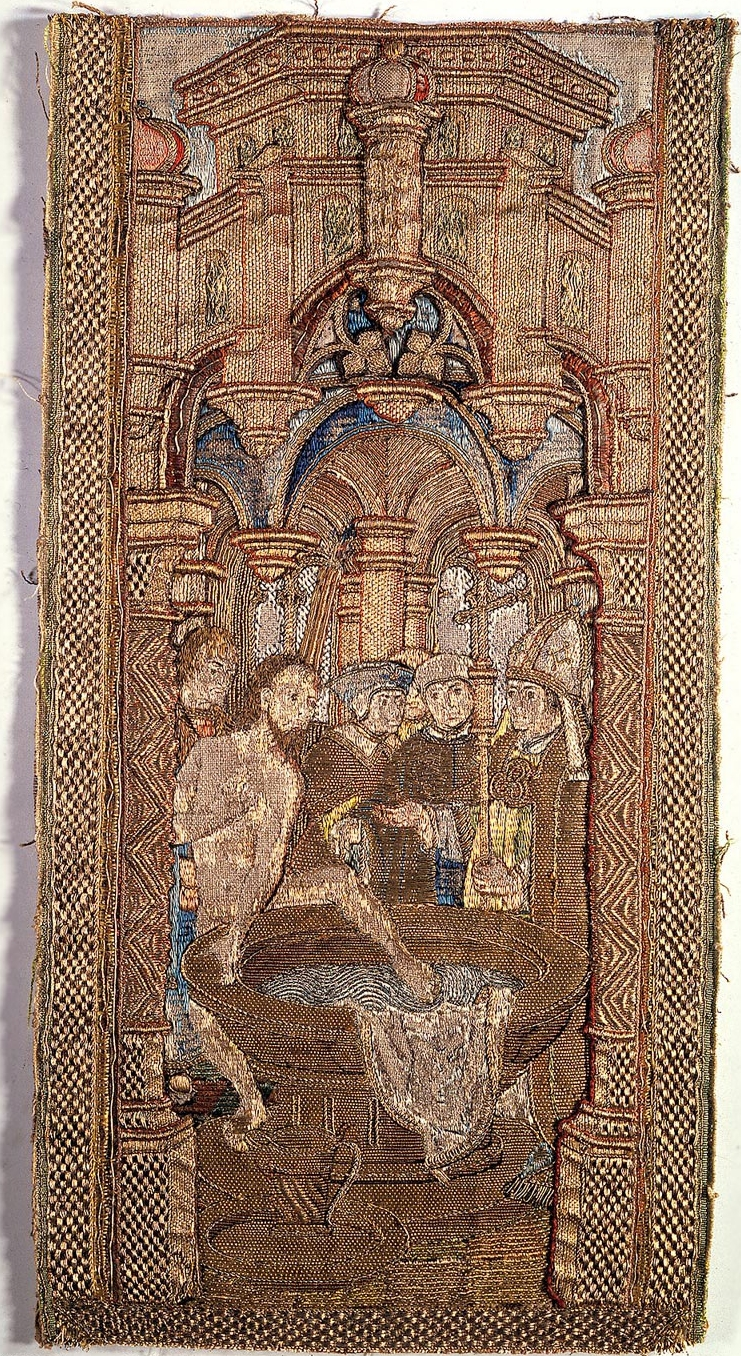
An early 16th-century tapestry depicting the near baptism of رادبود, who died in 719.

### غزوات الفايكينج

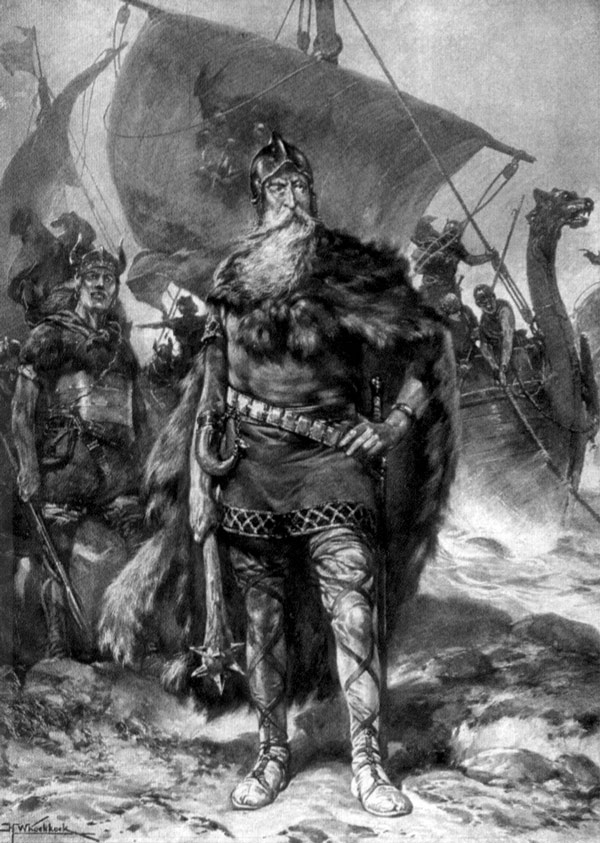
روريك من دورستاد، فايكنج conqueror and ruler of فرايزلاند, a romantic 1912 depiction by

### الإنفصال السياسي

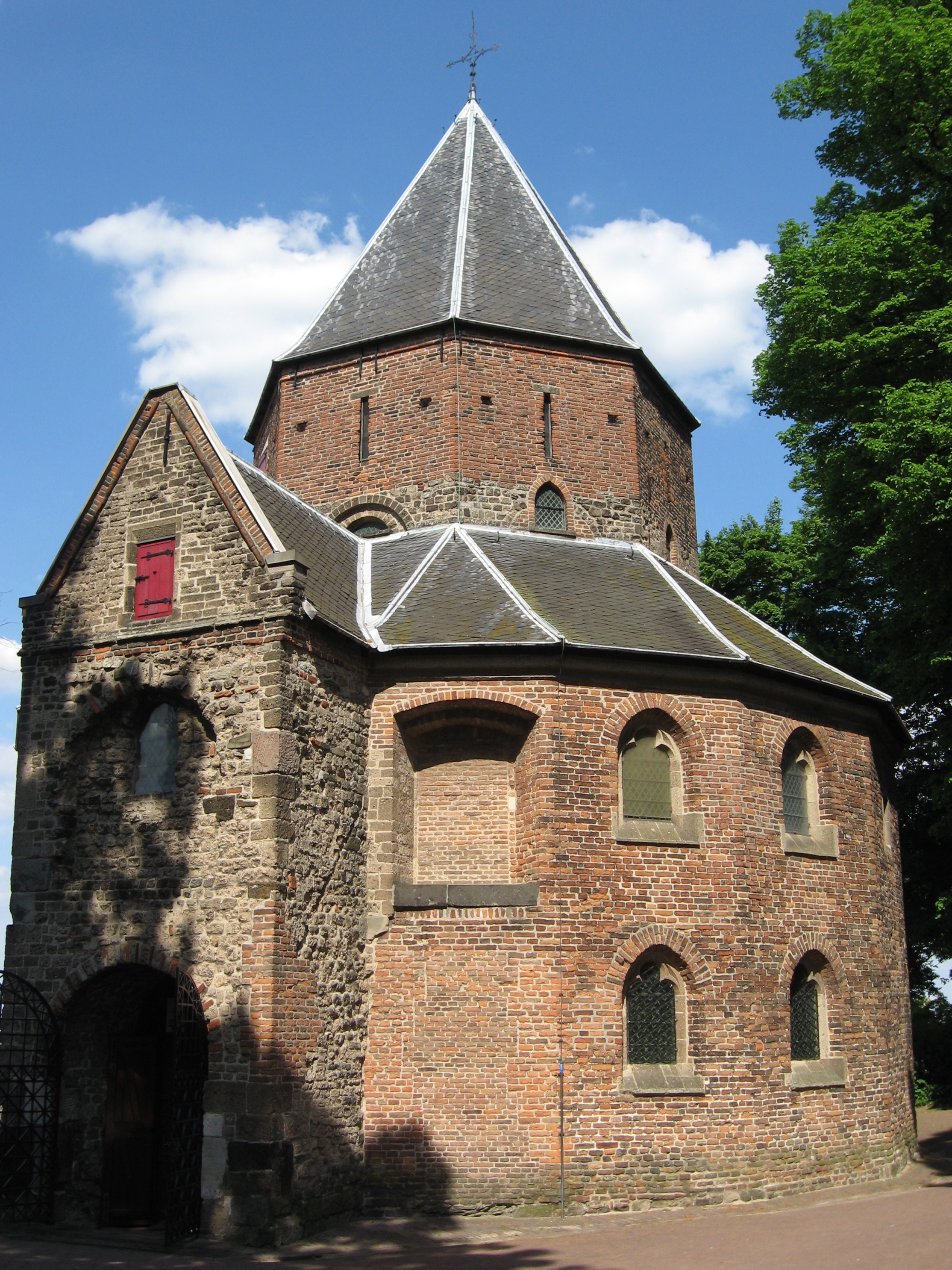
Chapel of St Nicholas (nl or Valkhofkapel) in نايميخن, one of the oldest buildings in the Netherlands.

### ظهور هولندا

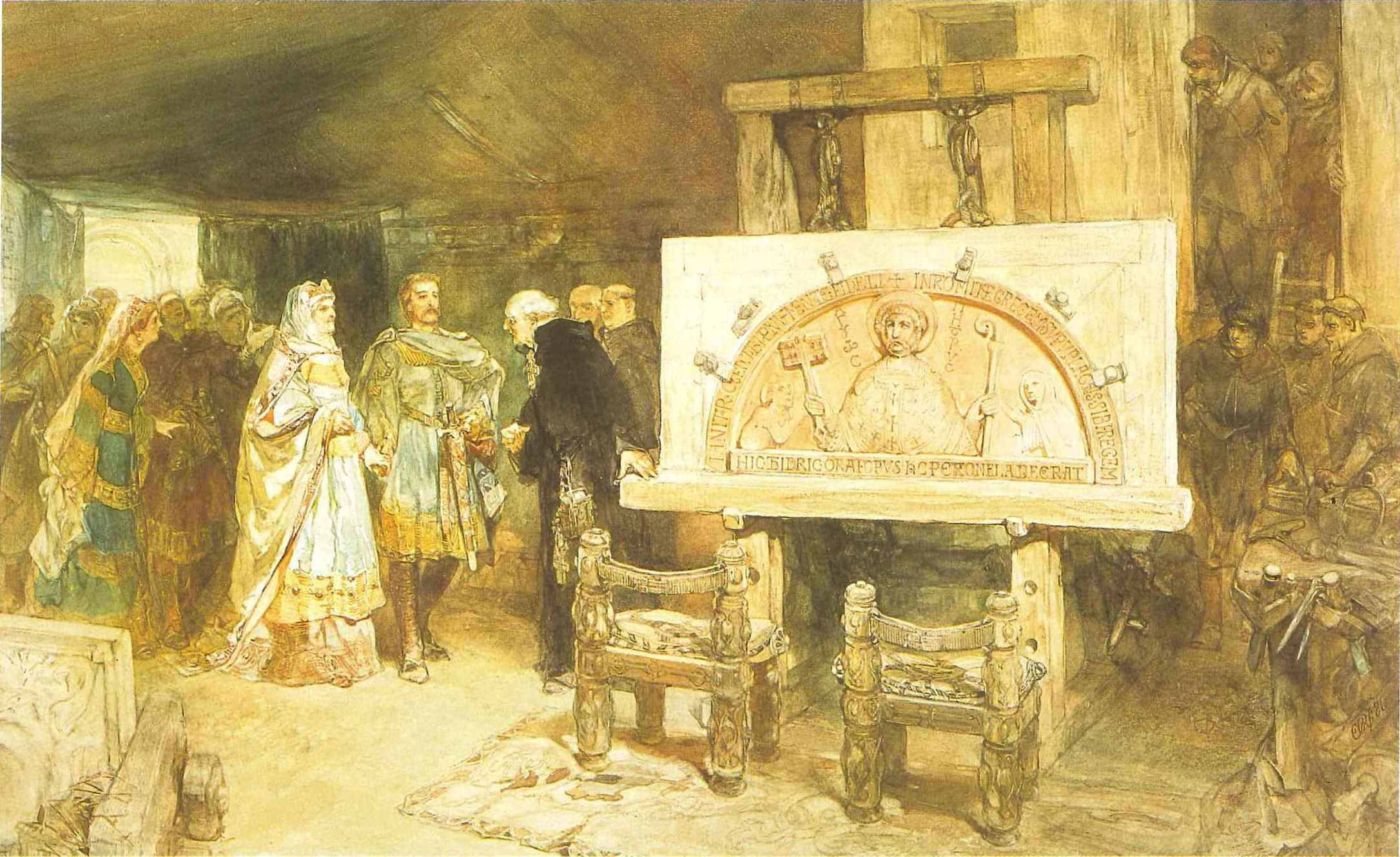
ديريك السادس، كونت هولندا, 1114–1157, and his mother Petronella visiting the work on the Egmond Abbey, Charles Rochussen, 1881. The sculpture is the Egmond Tympanum, depicting the two visitors on either side of St Peter

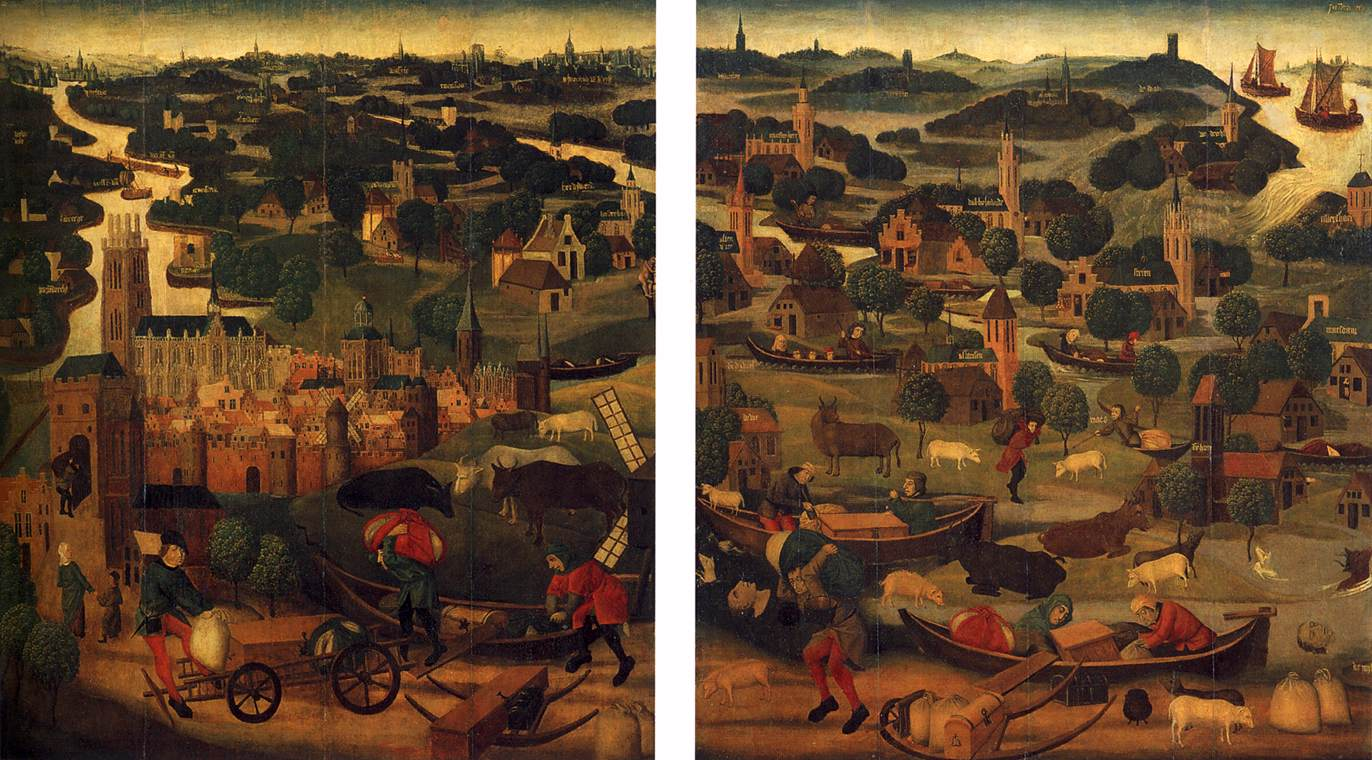
Two wings of an altar piece, c. 1500, depicting the St Elizabeth Flood of 18–19 November 1421, with Dordrecht at the front left.

### حروب هوك وكود

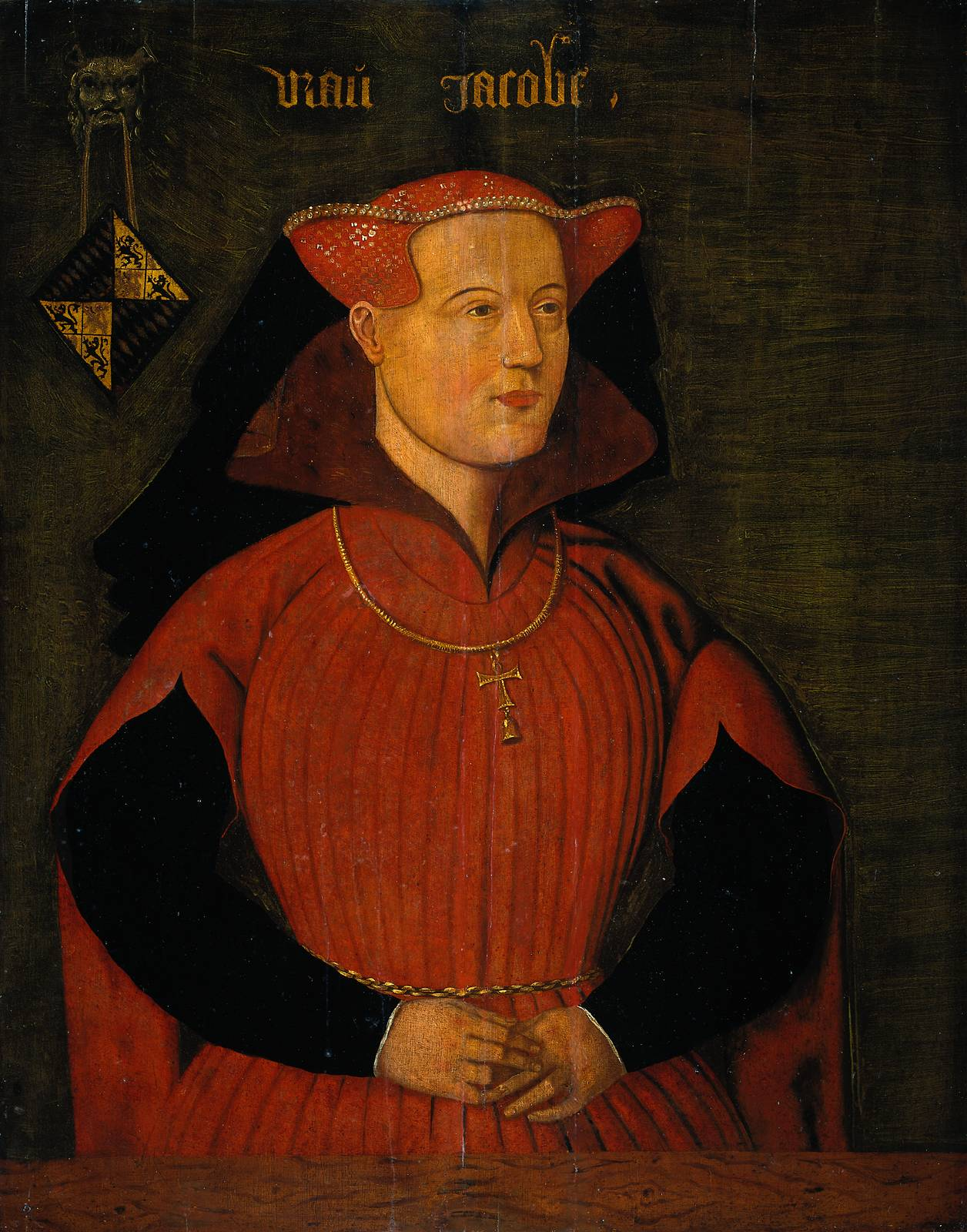
جاكلين، كونتيسة هينو, 1401–1436, known to the Dutch as "Jacoba of Bavaria"

## الفترة البورجندية والهابسبورجية (1433- 1567م)

The Low Countries in the late 14th century

### حكم آل هبسبورج من إسبانيا

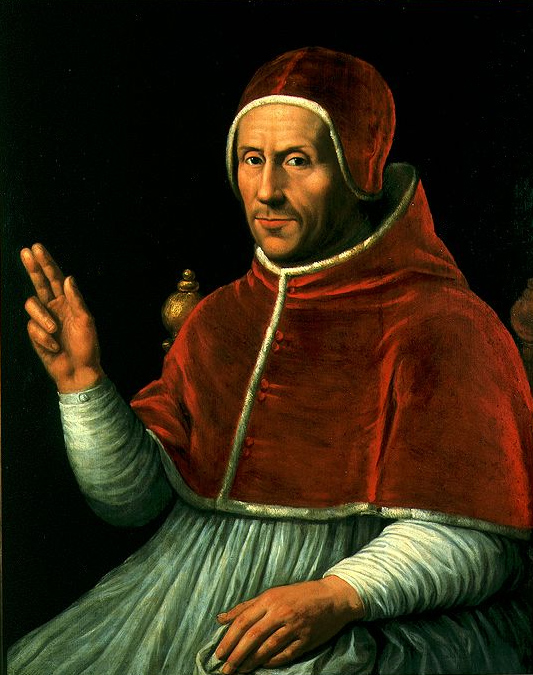
Influential أوترخت theologian Adriaan Florenszoon Boeyens, 1459–1523, was an advisor to Charles; in the last year of his life he became pope as أدريان السادس (1522-23)

وقعت الأراضي الهولندية والبلجيكية تحت يد آل هابسبورغ عام 1477. وحدت أراضي هولندا وبلجيكيا واللوكسمبورغ تحت اسم الأراضي المنخفضة في عام 1579، التي كانت تُشكل الولايات الشمالية من الإمبراطورية الأسبانية تحت حكم آل هابسبورغ. أُسست جمهورية الأراضي المنخفضة المتحدة عام 1581، بعد إعلان نفسها منسحبة من الاتحاد الإسباني. بعد سلسة من النزاعات تمكنت الأراضي المنخفضة من الحصول فعلياً على استقلالها في 1648. شهدت البلاد بعد ذلك عصراً ذهبياً اقتصادياً وثقافياً في القرن السابع عشر، وصلت فيها مرتبة الدول العظمى. استعمرت فيه الأراضي المنخفضة بلدان في آسيا، أفريقيا وأمريكا اللاتينية، وسيطرت على كثير من الطرق الملاحية العالمية. أصبحت تعتمد تدريجياً في القرن الثامن عشر على جيرانها إلى أن وُحدت مع بلجيكا، مرة أخرى، على إثر قرارات مؤتمر فيينا عام 1815 بعد انتهاء الحروب النابليونية تحت اسم مملكة الأراضي المنخفضة. نشبت خلافات على السطح بين الهولنديين والبلجيك بسبب اختلاف الثقافة واللغة بينهم إلى أن بدأت بلجيكا عام 1830 كفاحها للاستقلال عن الأراضي المنخفضة. حصلت الأراضي المنخفضة على حدودها المعروفة اليوم عام 1839 بعد استقلال بلجيكا واللوكسمبورغ نهائياً عنها.

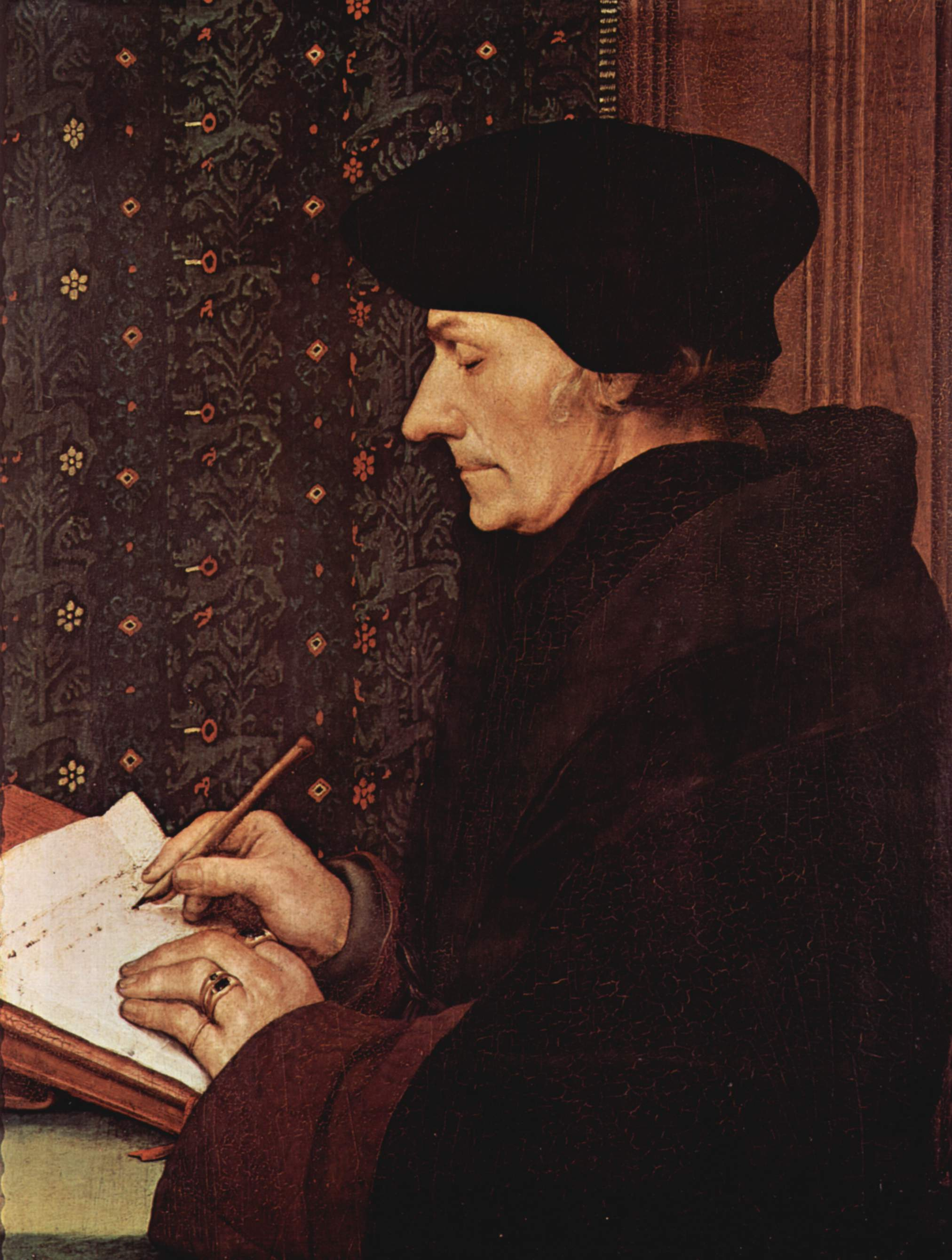
دسيدريوس إراسموس, 1466–1536, روتردام Renaissance humanist, Catholic priest and theologian, by هانس هولباين الصغير, 1523.

### الإصلاح الديني

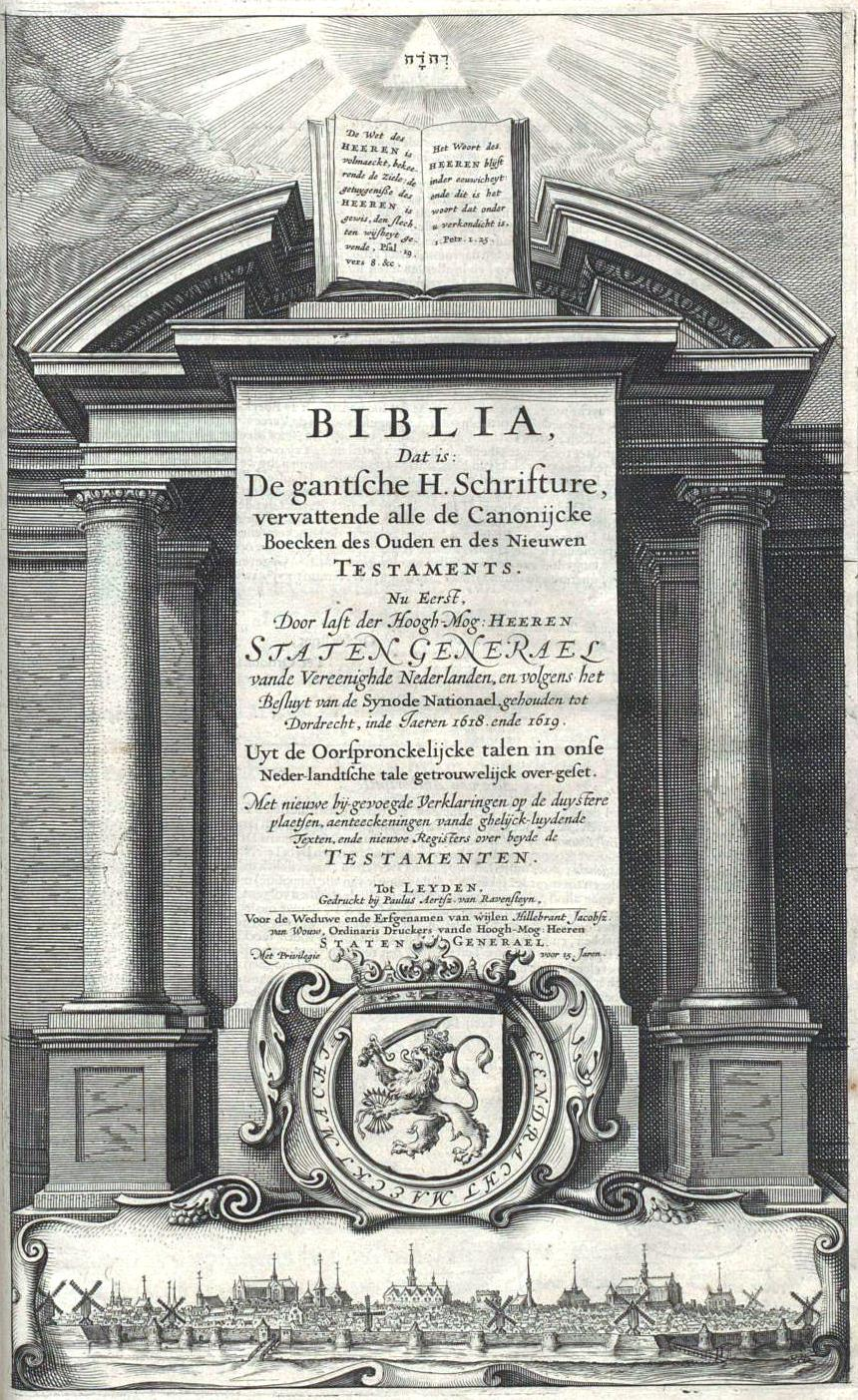
Title page of the 1637 Statenvertaling, the first Bible translated from the original Hebrew and Greek into Dutch, commissioned by the Calvinist Synod of Dort, used well into the 20th century.

### إرهاصات الحرب

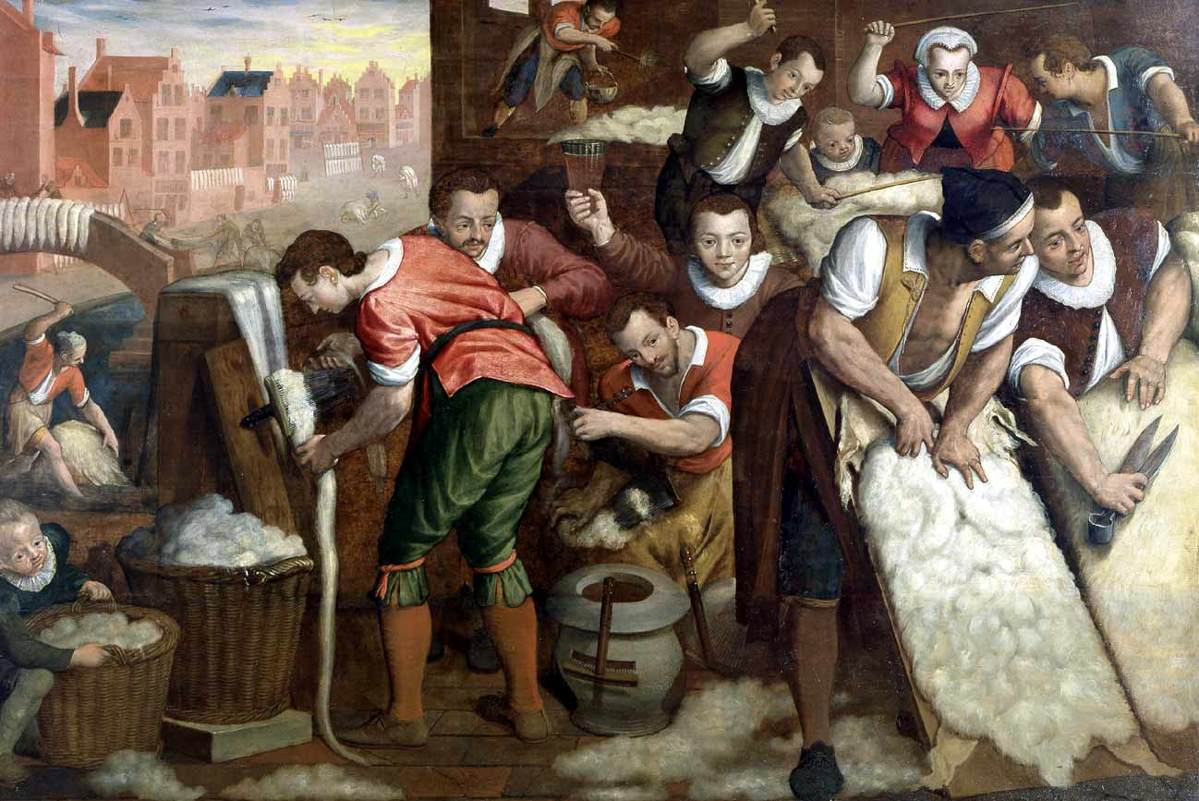
1595 painting by Isaac van Swanenburg illustrating لايدن textile workers

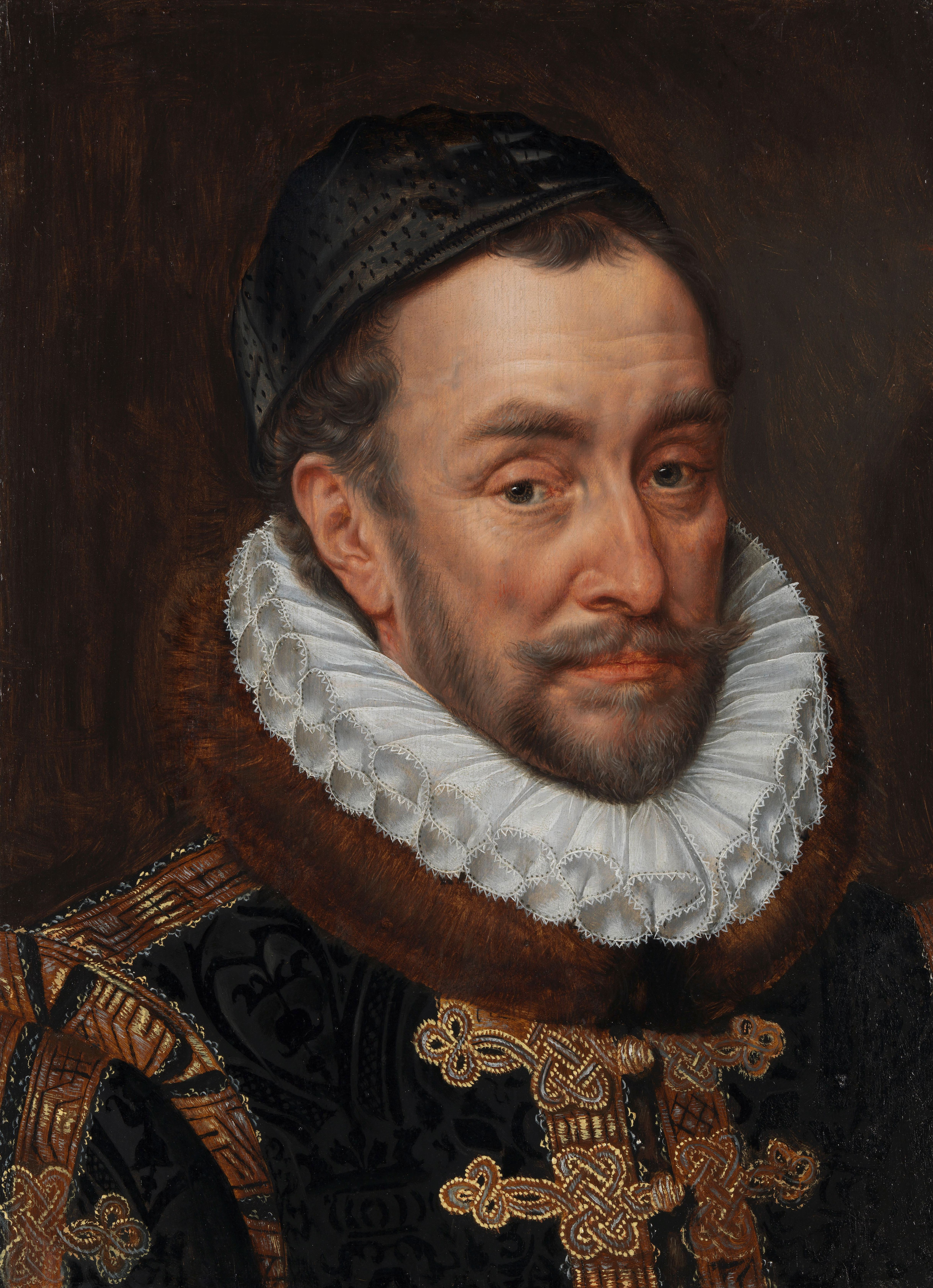
William I, Prince of Orange, called ويليام الصامت

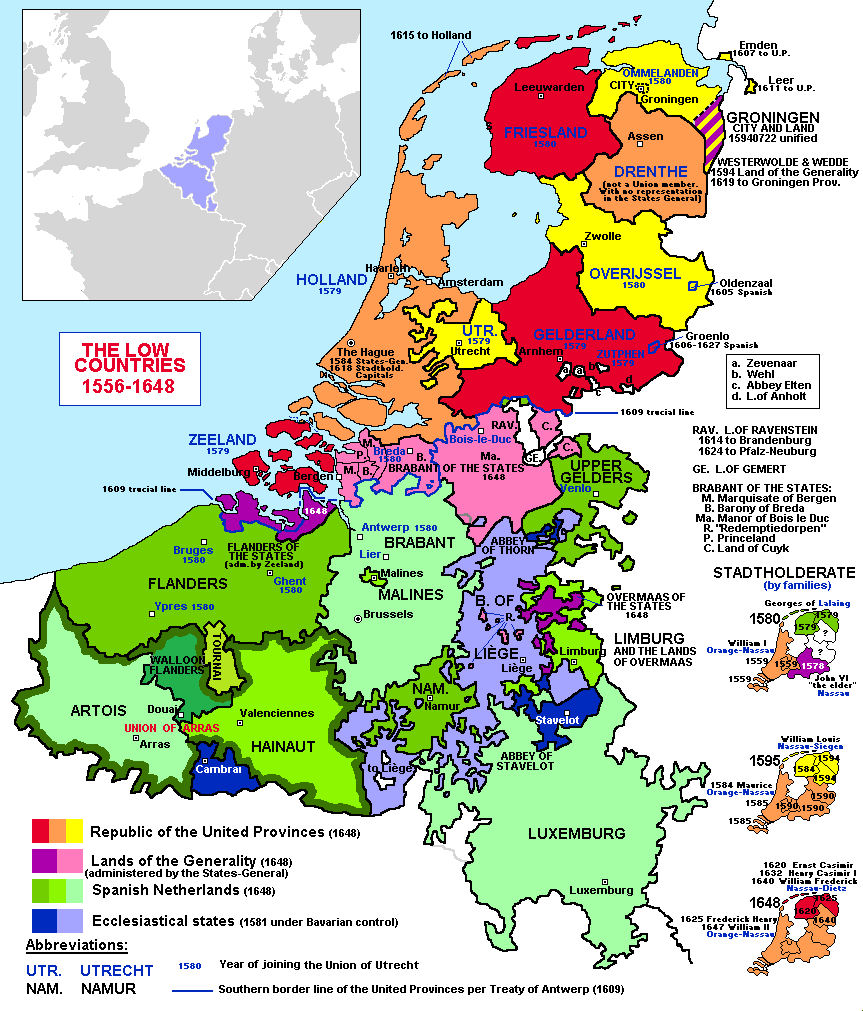
Low countries 1559-1609

### حرب الثمانين عاماً (1568- 1648م)

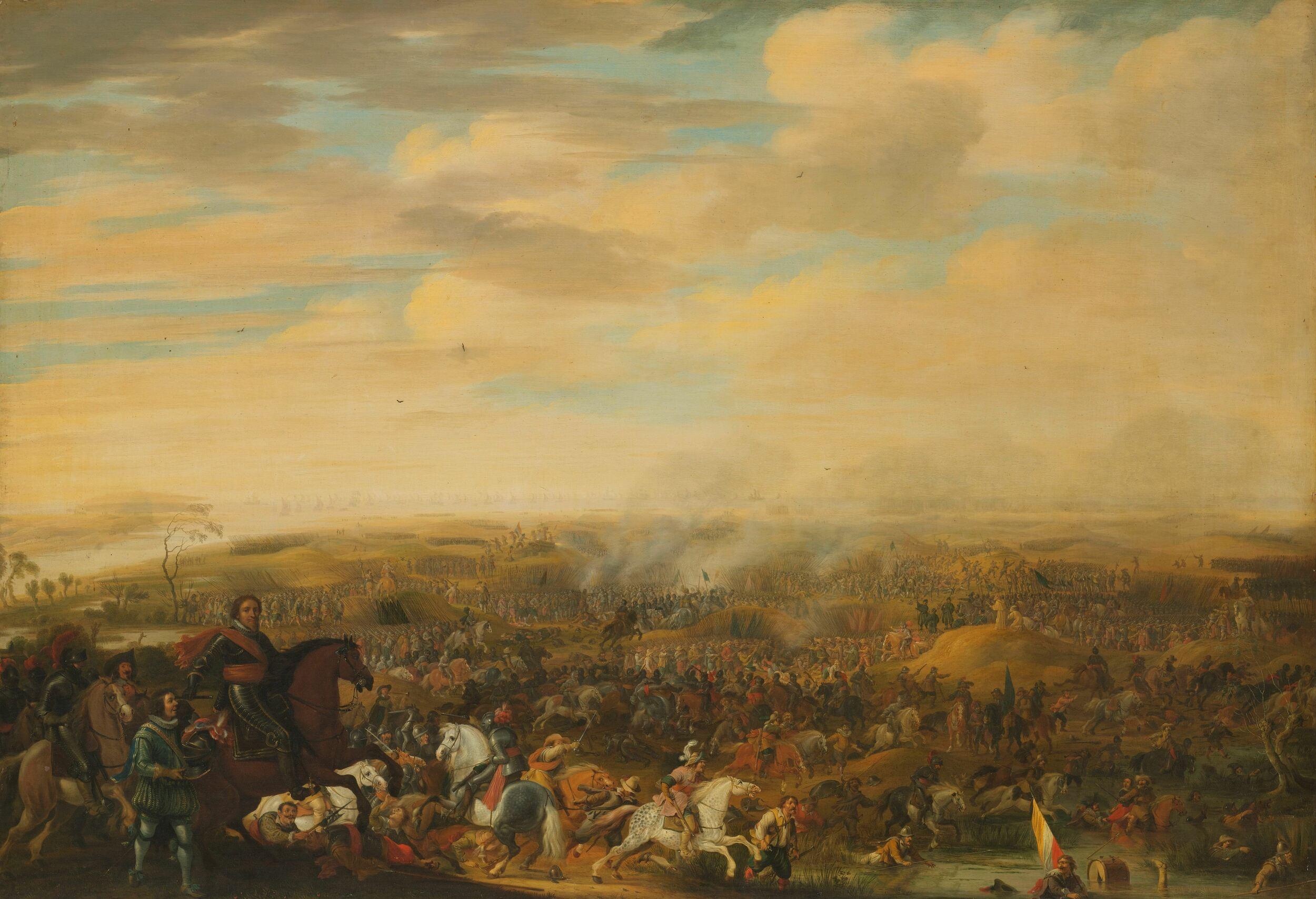
موريس فان ناساو at the Battle of Nieuwpoort, 1600, by Paulus van Hillegaert

## العصر الذهبي

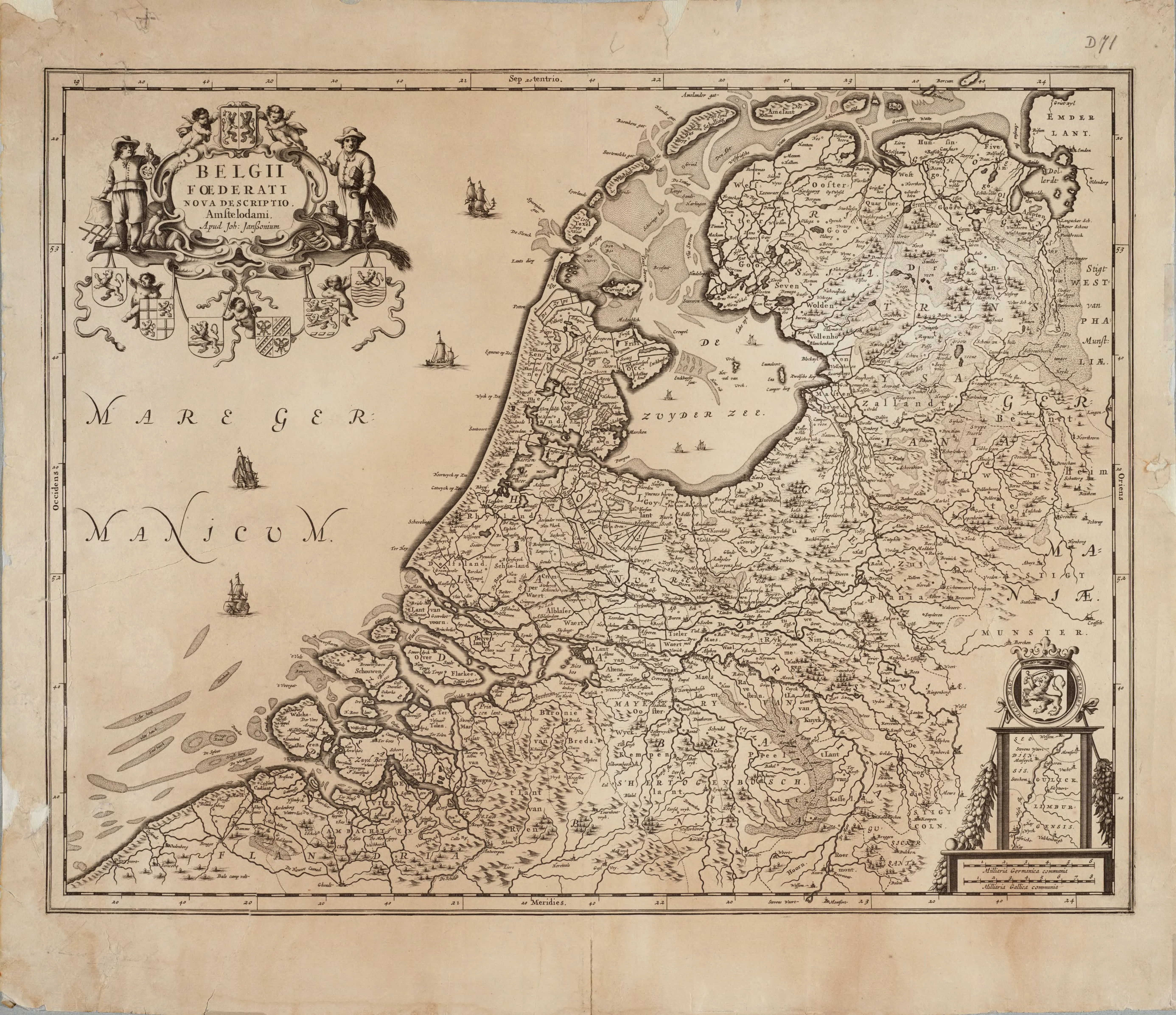
Map of Dutch Republic by Joannes Janssonius

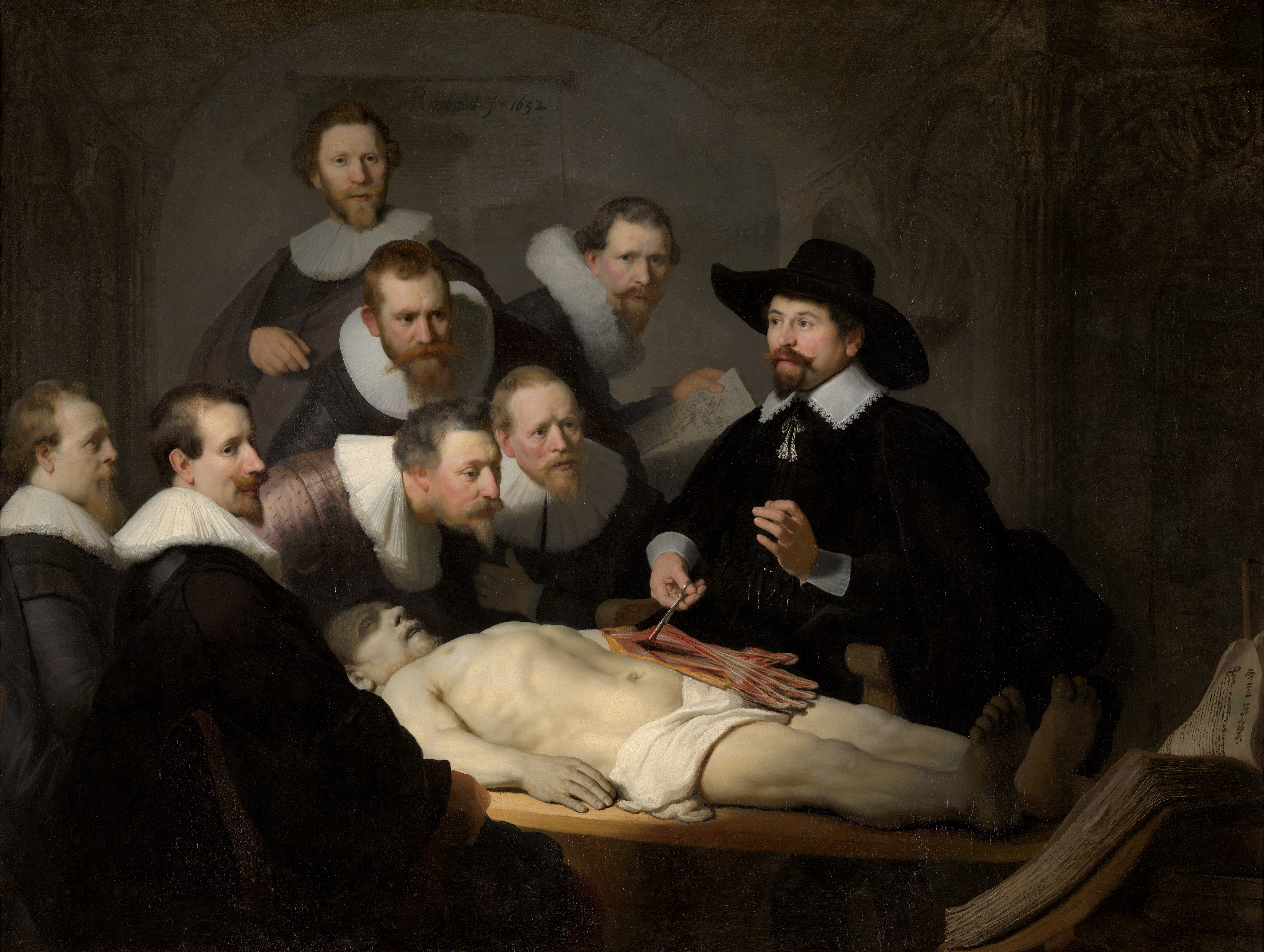
درس التشريح مع الدكتور تولب, by رامبرانت, 1632

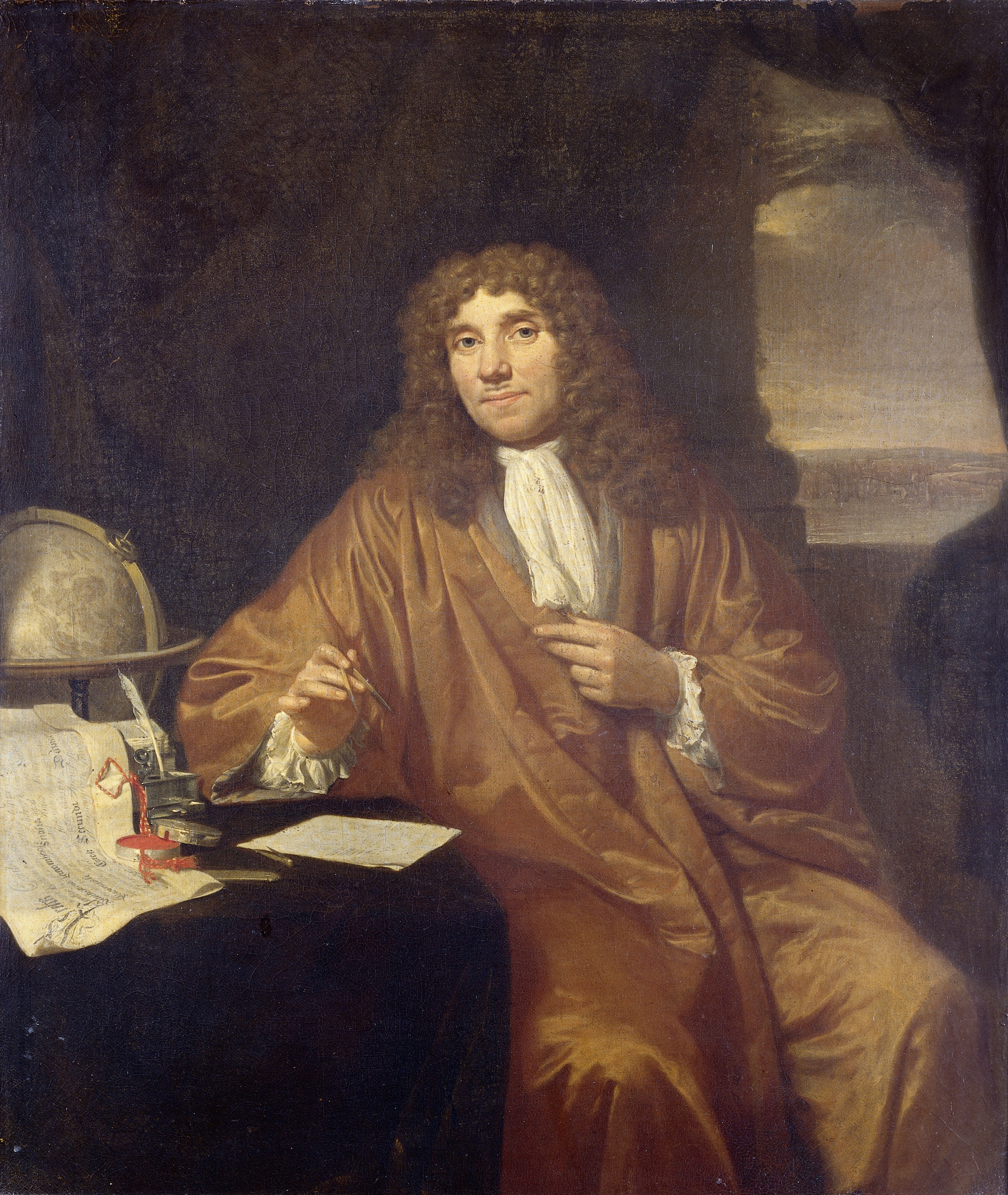
أنطوني فان ليفينهوك

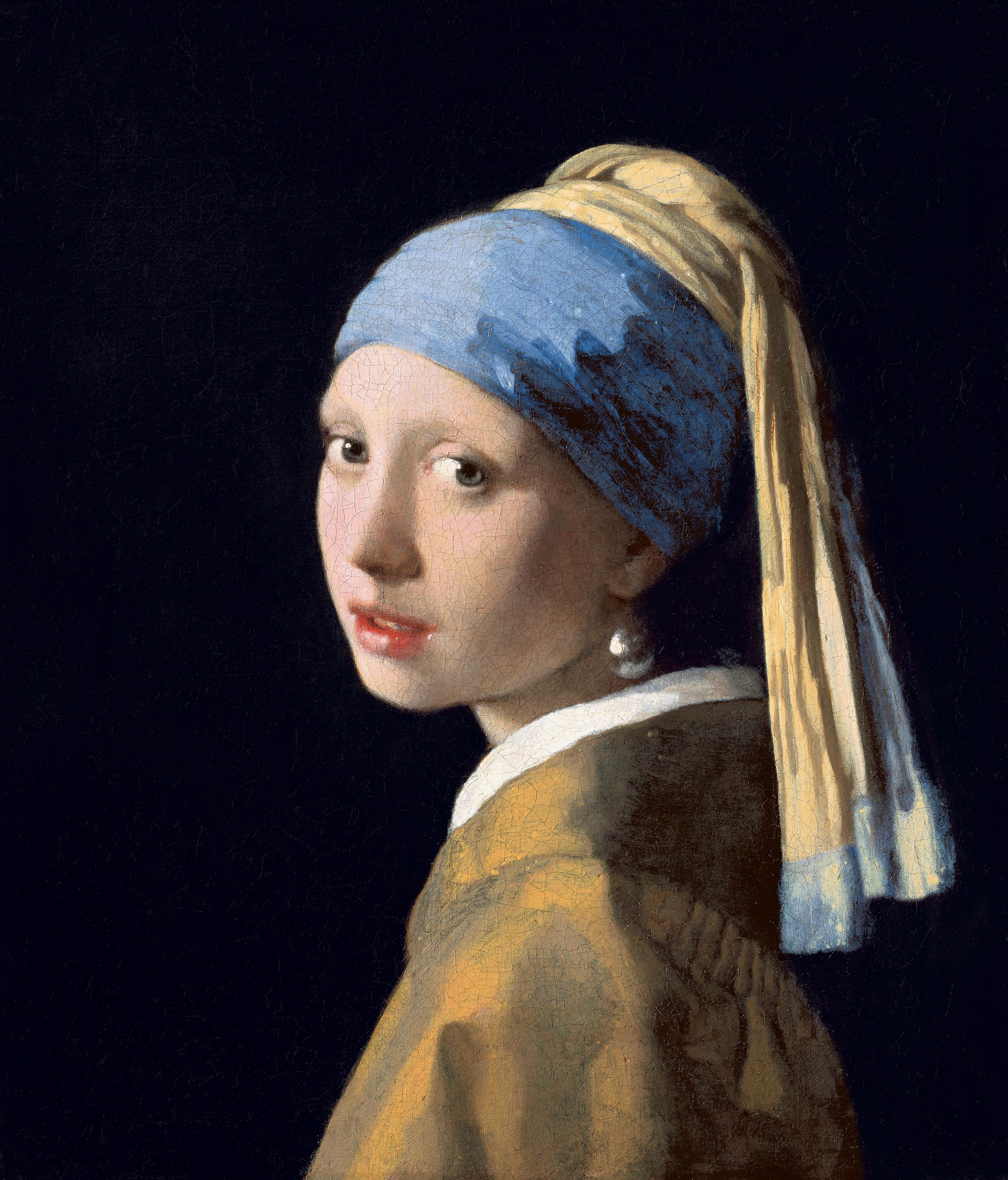
يوهانس فيرمير's الفتاة ذات القرط اللؤلؤي (لوحة)

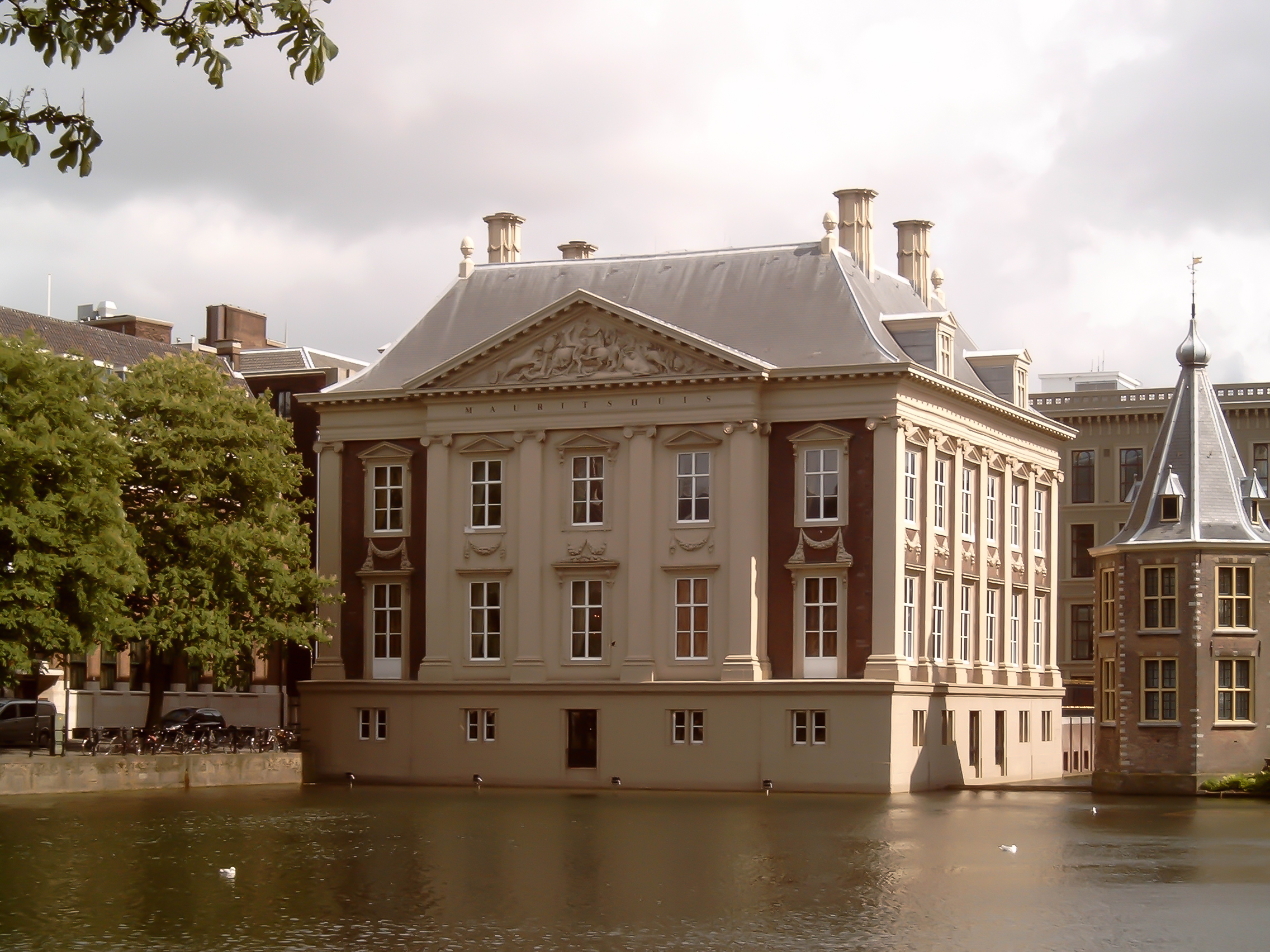
The Dutch Classicist ماورتشهاوس, named after and built 1636–1641, was designed by ياكوب فان كامبن and بيتر بوست.

### الهولنديون في آسيا: الشركة الهندية الشرقية الهولندية

Logo of the شركة الهند الشرقية الهولندية (Vereenigde Oost-Indische Compagnie or "VOC" in Dutch, literally "United East Indian Company").

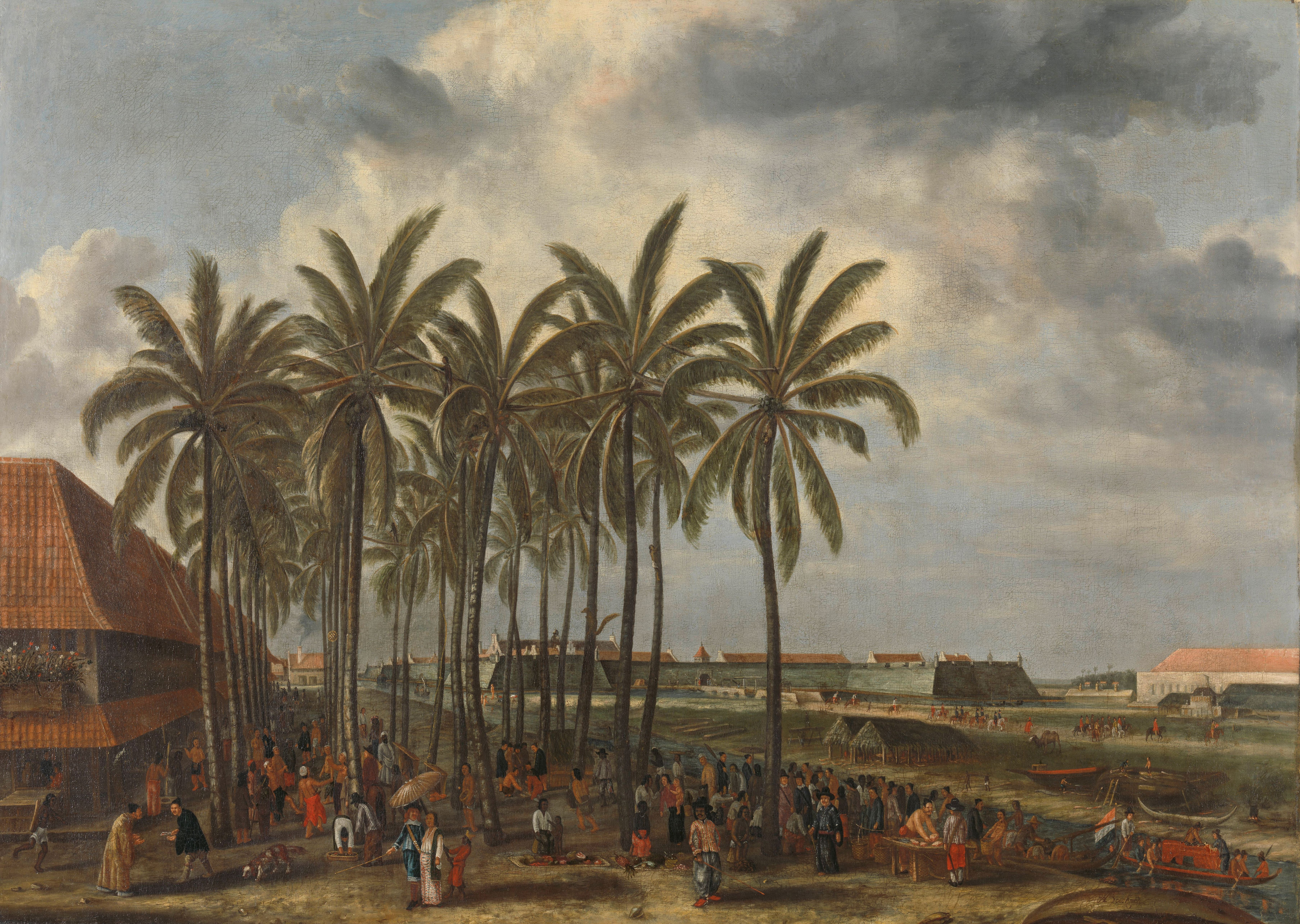
Dutch Batavia built in what is now جاكرتا, by Andries Beeckman c. 1656

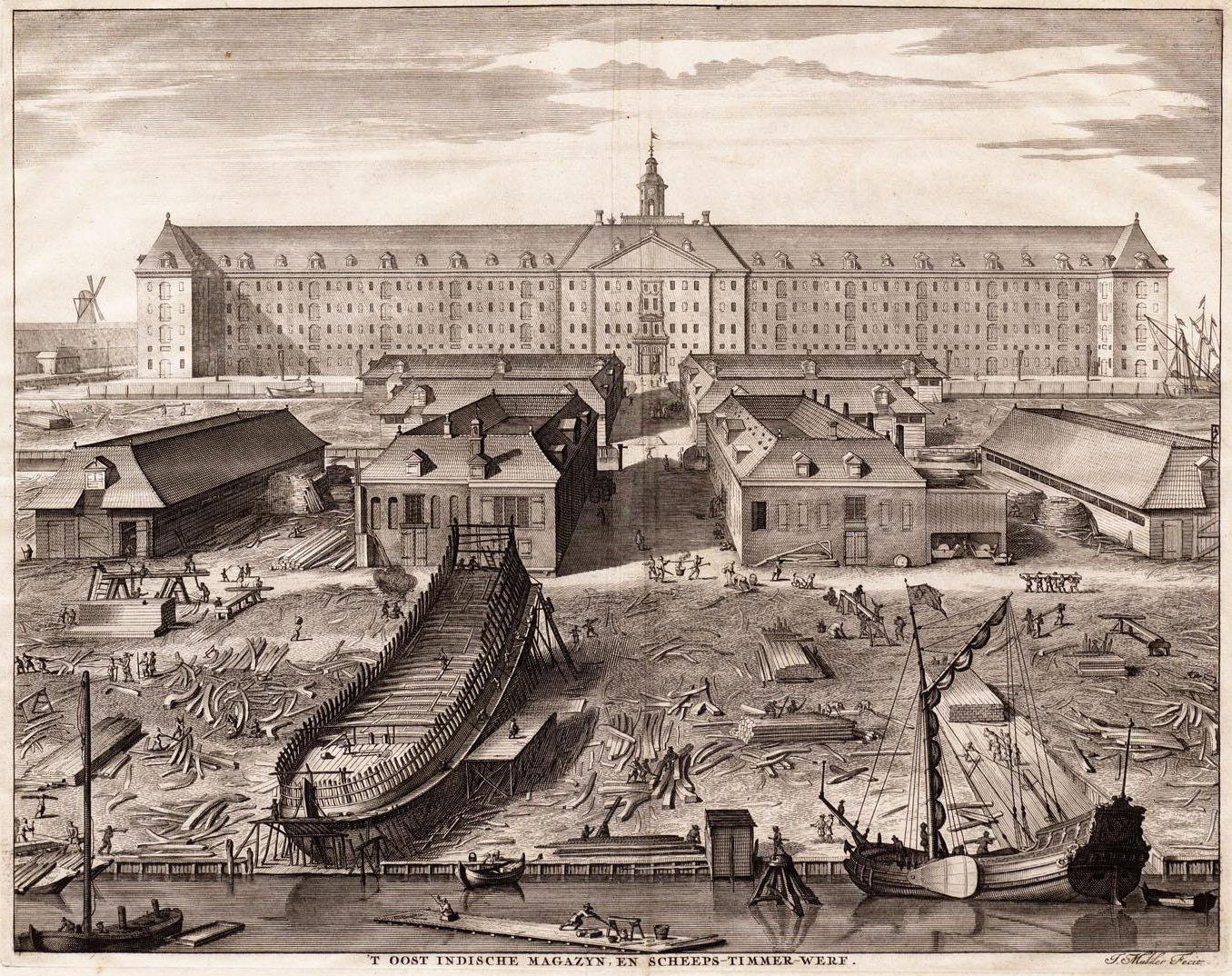
The shipyard of the Dutch East India Company in Amsterdam, c. 1750.

### الهولنديون في أفريقيا

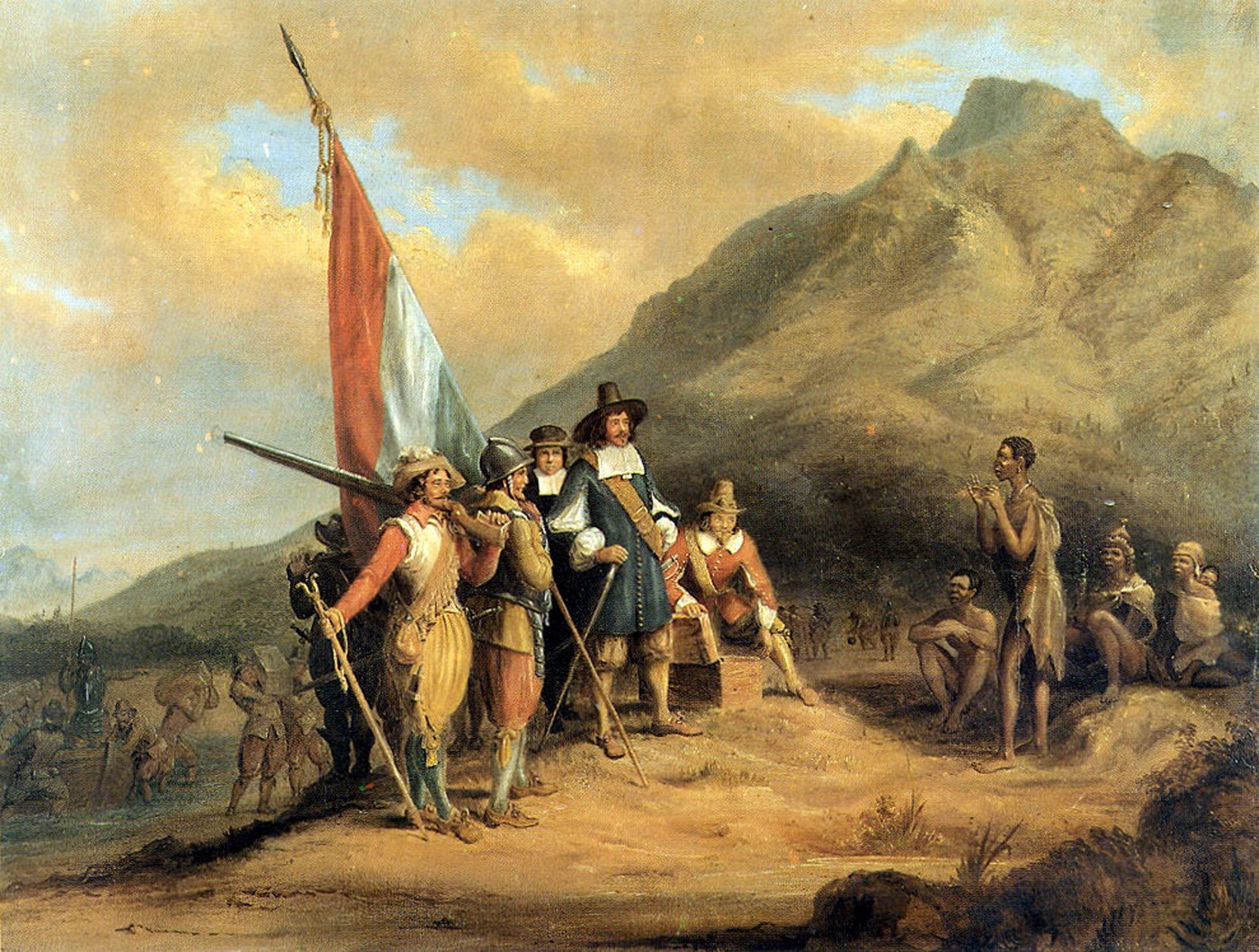
Painting of an account of the arrival of يان فان ريبيك, by تشارلز ديفيدسون بيل.

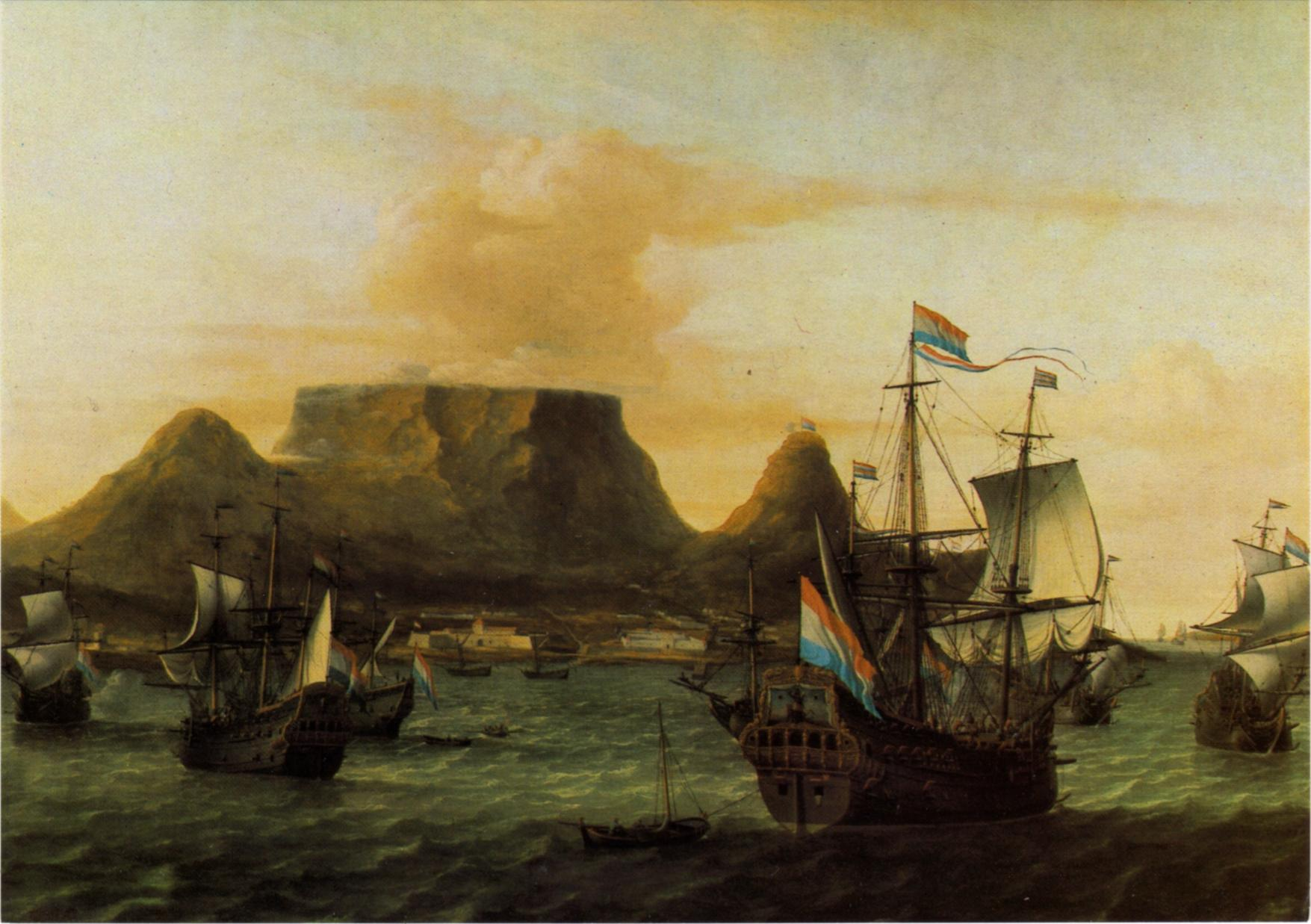
De Tafelbaai by Aernout Smit, 1683

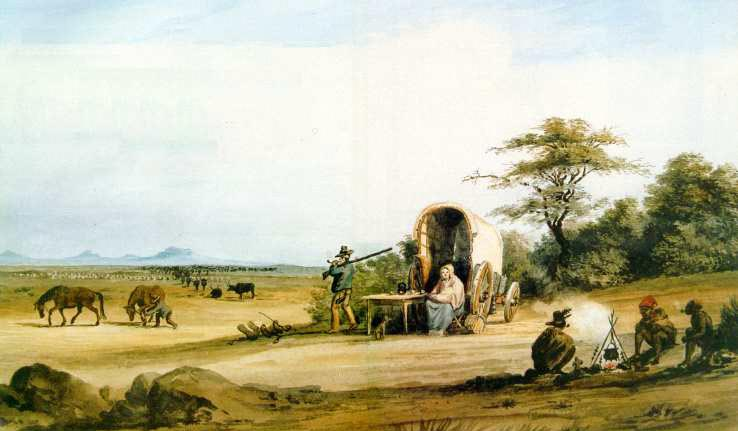
An account of the first trekboers

## الجمهورية الهولندية: الحكام وأمناء المدن (1649- 1784م)

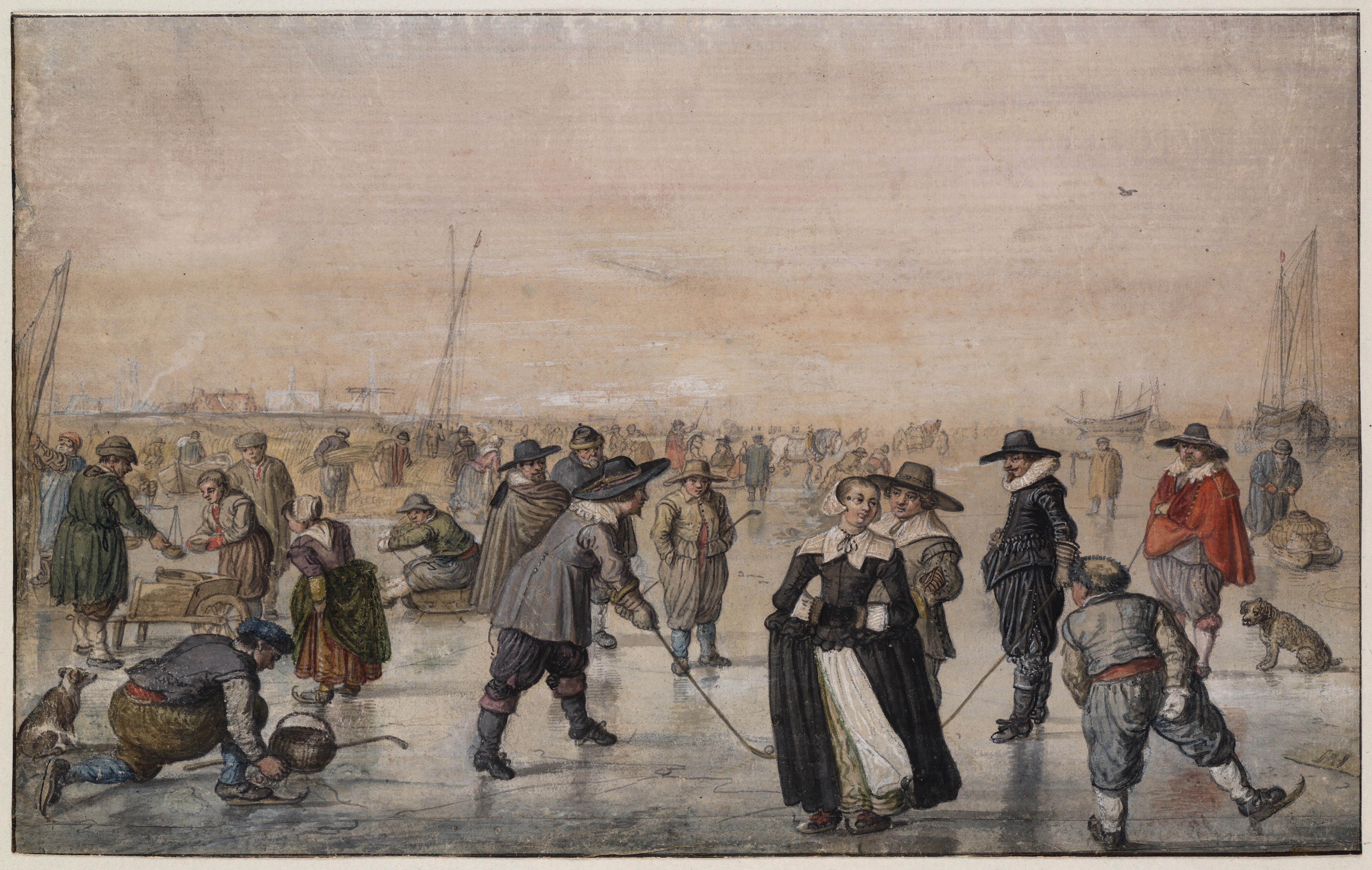
Skating fun, a traditional rural scene by 17th-century Dutch painter Hendrick Avercamp

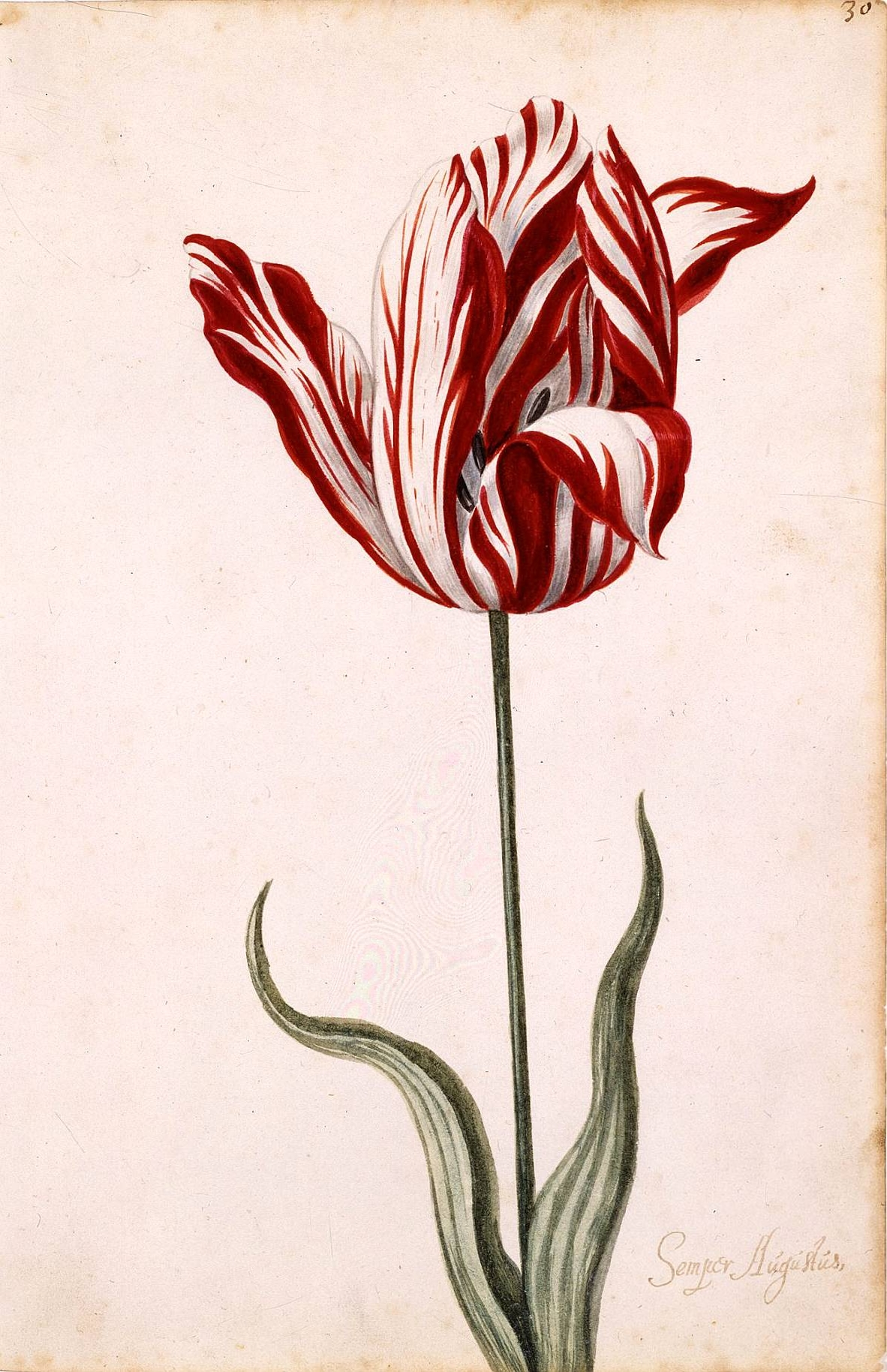
The Semper Augustus was the most expensive tulip sold during the short-lived bubble of 1636-37, the جنون التوليب.

### أمستردام

ساحة دام in the late 17th century: painting by Gerrit Adriaenszoon Berckheyde (جيمالد جاليري، برلين)

### أول فترة بدون حكام: الحروب الأنجلوهولندية (1650- 1674م)

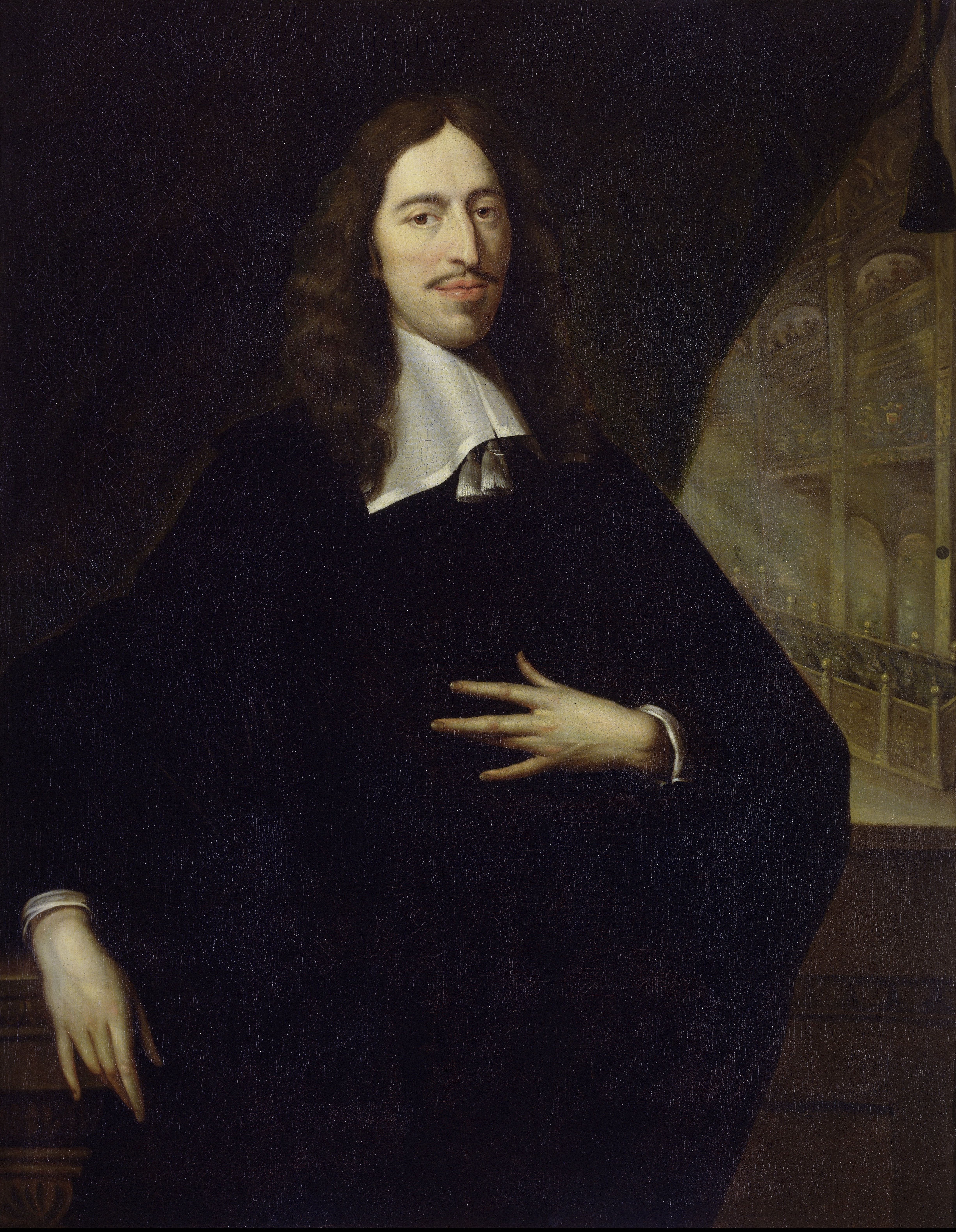
Johan de Witt (born 1625, died 1672), المتقاعد الأكبر of Holland, painted between 1643–1700 after Jan de Baen

### الحرب الفرانكوهولندية والحرب الأنجلوهولندية الثالثة (1672- 1702م)

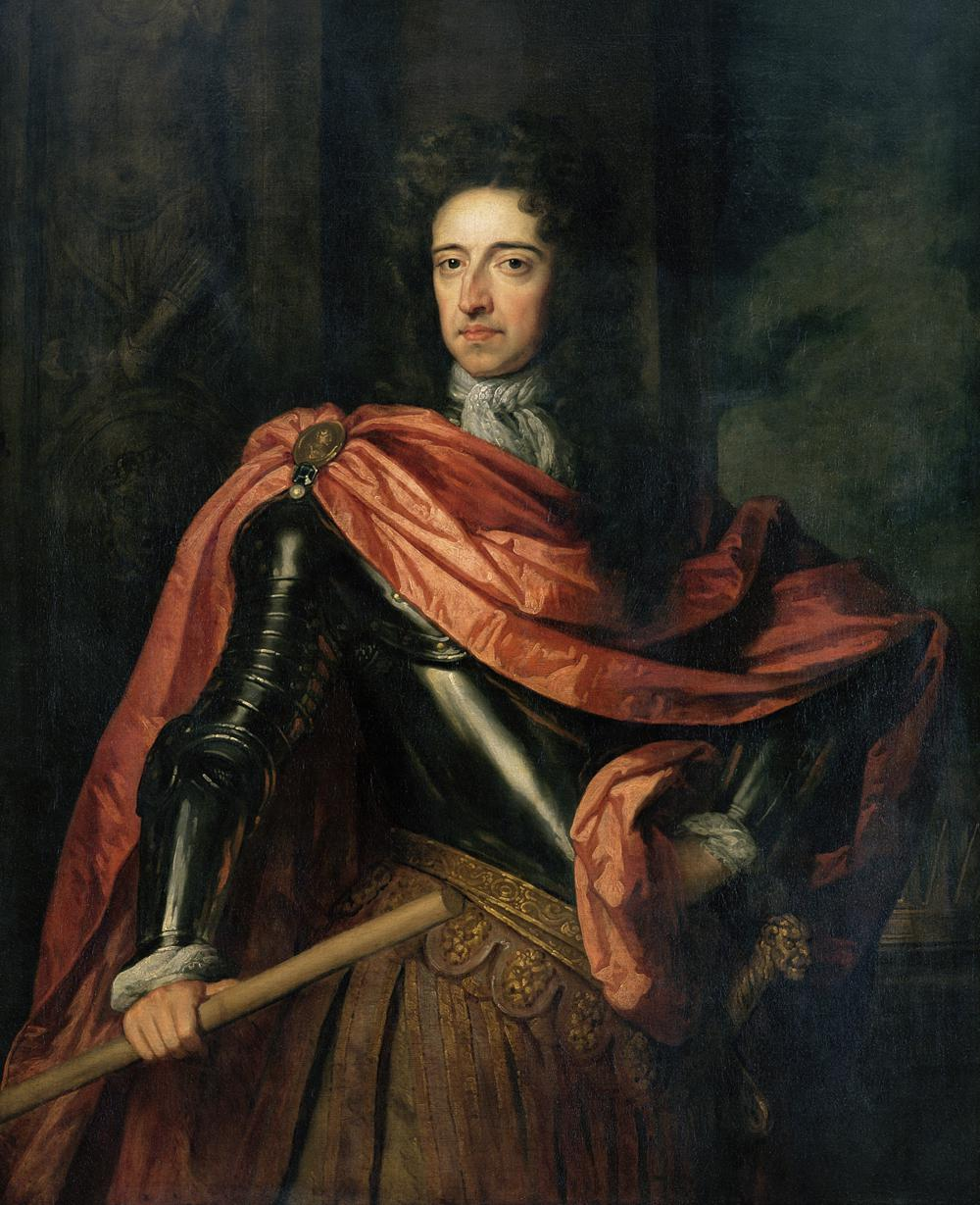
Willem III, Prince of Orange, born 1650, died 1702, reigned as ويليام الثالث ملك إنجلترا from 1689 to 1702 after the الثورة المجيدة

### ثاني فترة بدون حكام (1702- 1747م)

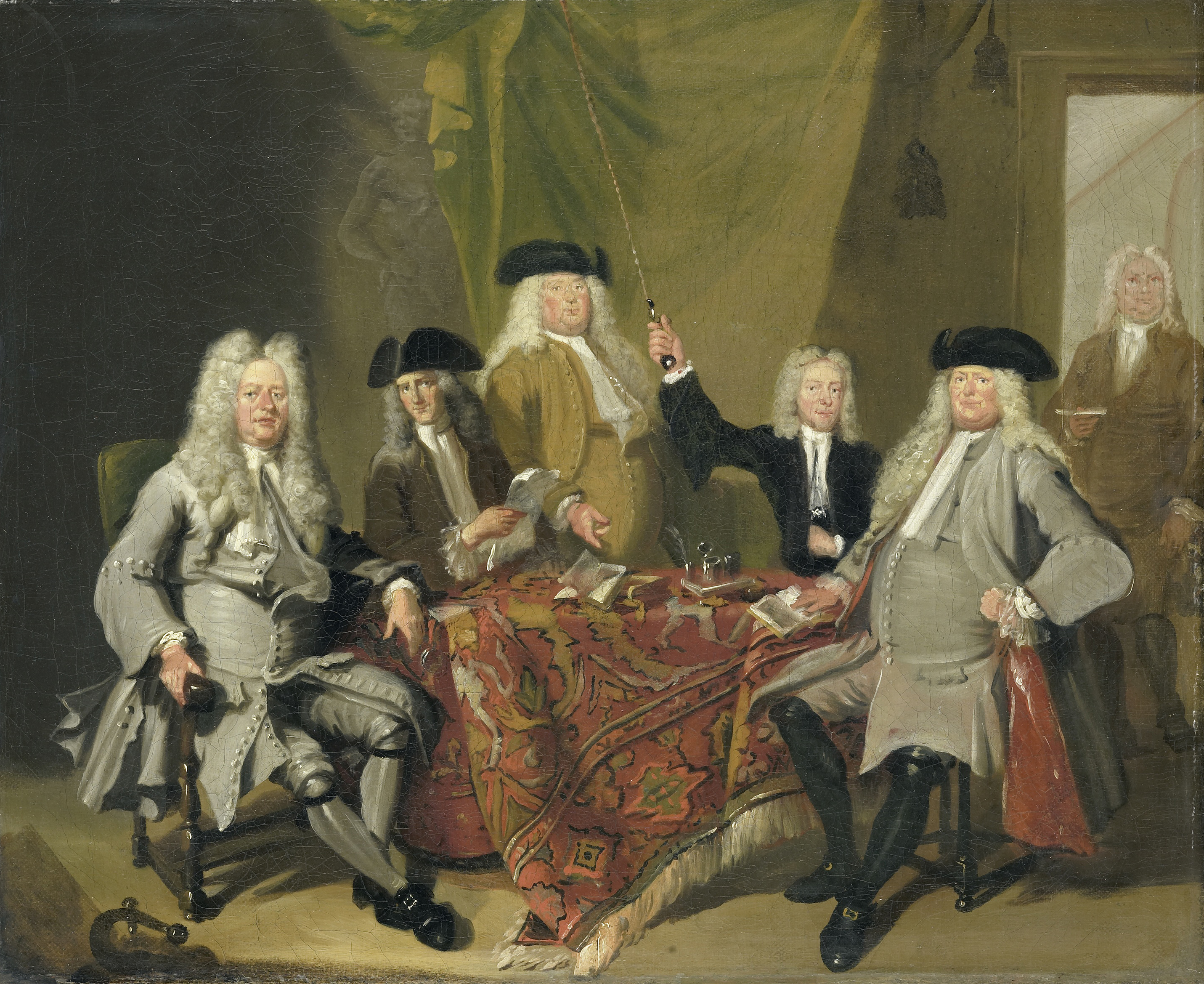
The Inspectors of the Collegium Medicum in Amsterdam, by Cornelis Troost, 1724. This period is known as the "Periwig Era".

### الثورة الأورانية (1747- 1751م)

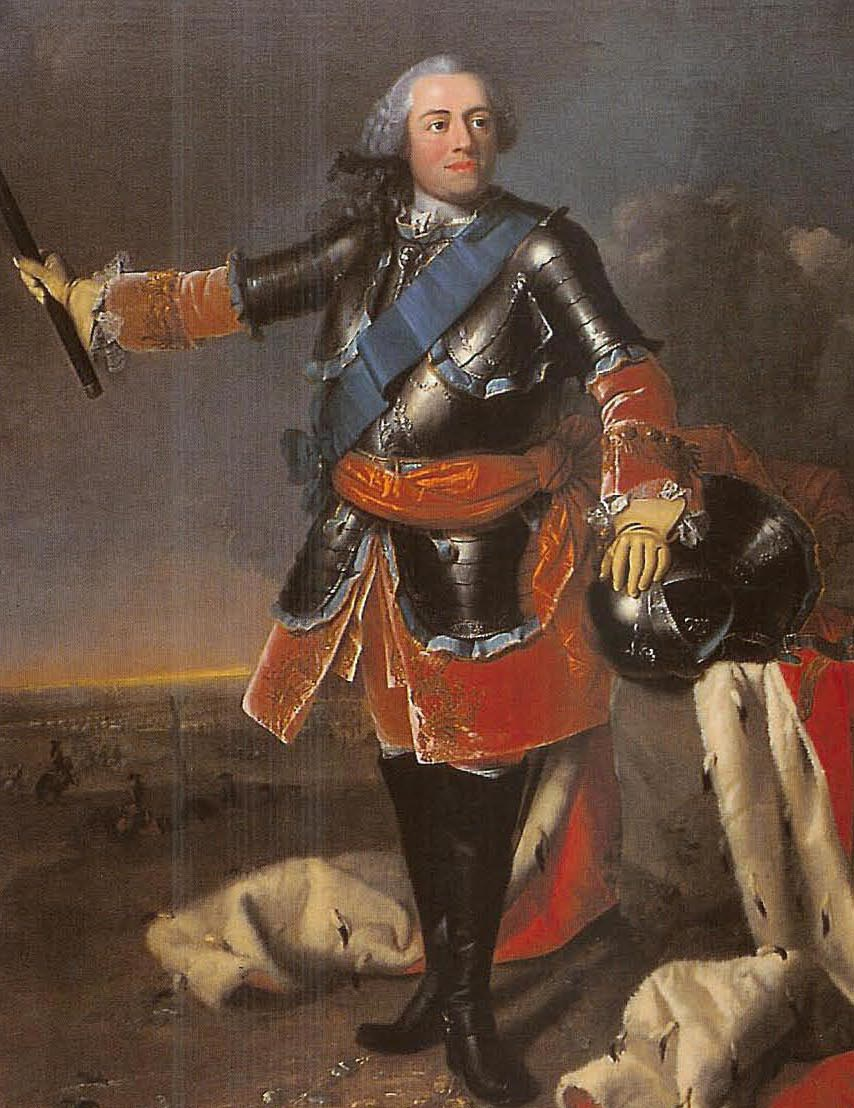
ويليام الرابع أمير أورانيا, stadholder from 1747–1751

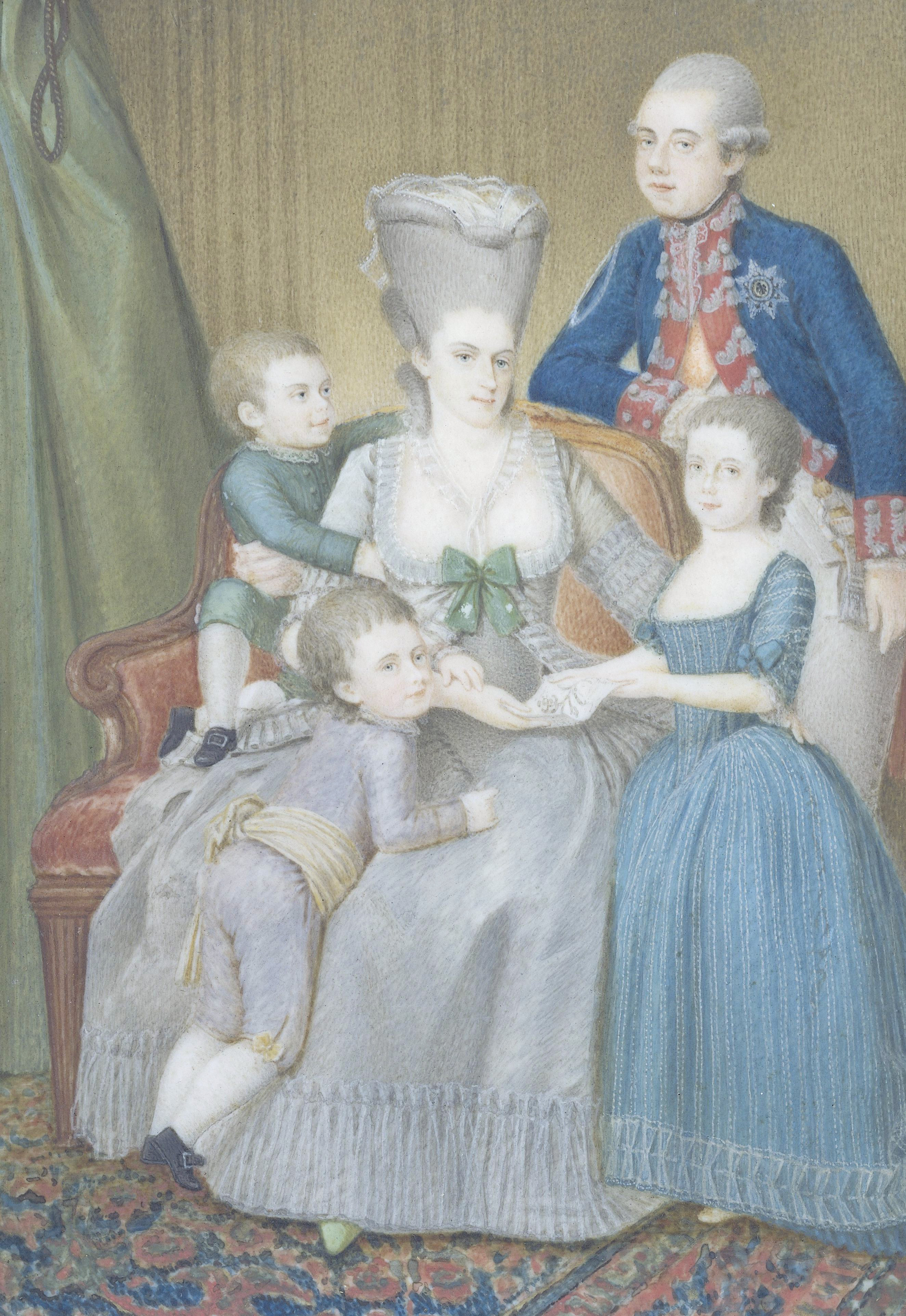
فيليم الخامس أمير أورانيا, stadholder from 1751–1806, and with three of their five children. From left to right: the future فيلم الأول, Frederick, and Frederica Louise Wilhelmina.

### الحرب الأنجلوهولندية الرابعة (1780- 1784م)

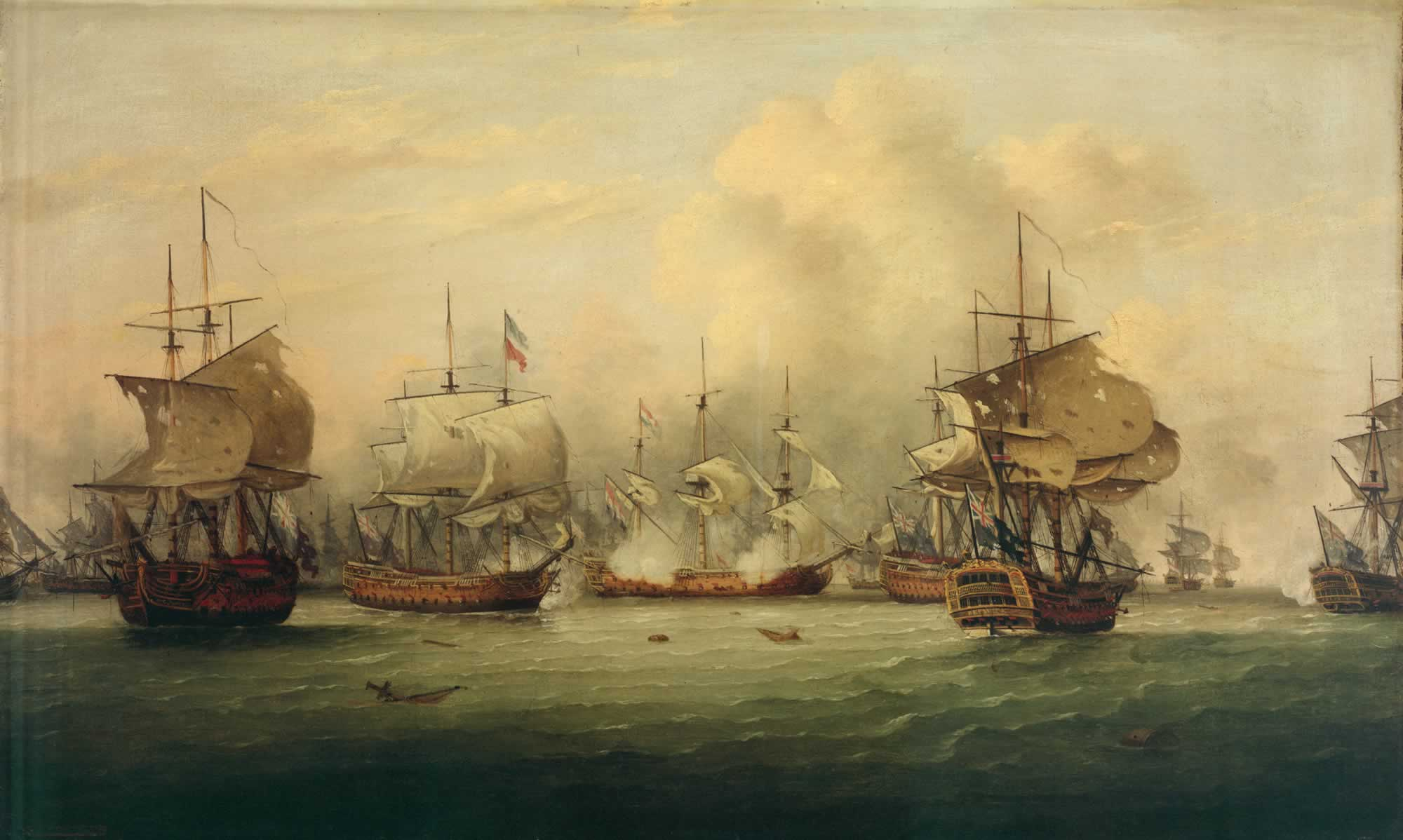
Battle of Dogger Bank (1781), by Thomas Luny

### الثورة الوطنية وقمعها (1785- 1795م)

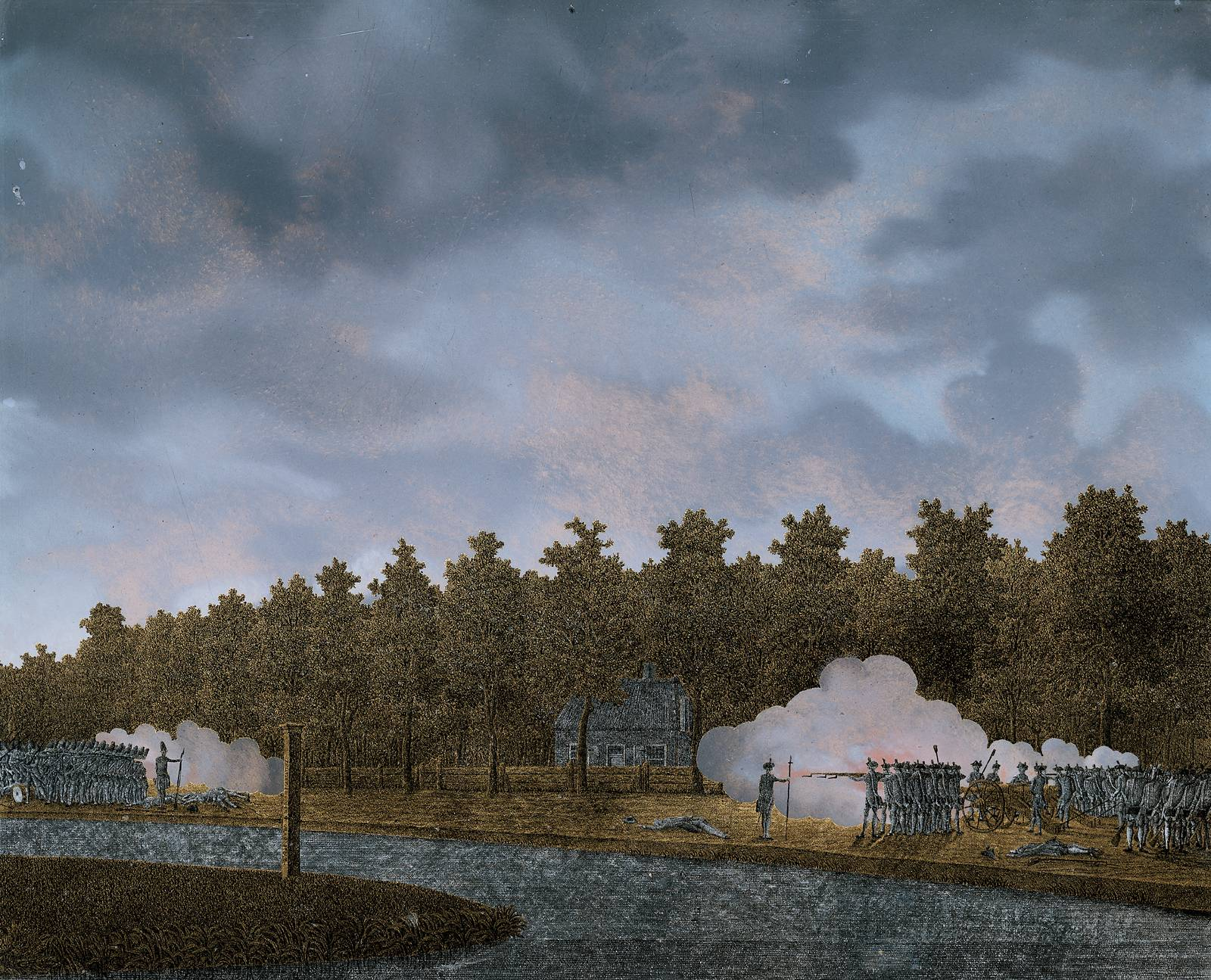
Firefight on the Vaartse Rijn at on 9 May 1787. The pro-revolutionary Utrecht الوطنيين (الجمهورية الهولندية) are on the right; the troops of ستاتهاودر فيليم الخامس أمير أورانيا on the left. Painted by Jonas Zeuner, 1787

### الجمهورية الباتافية (1795- 1806م)

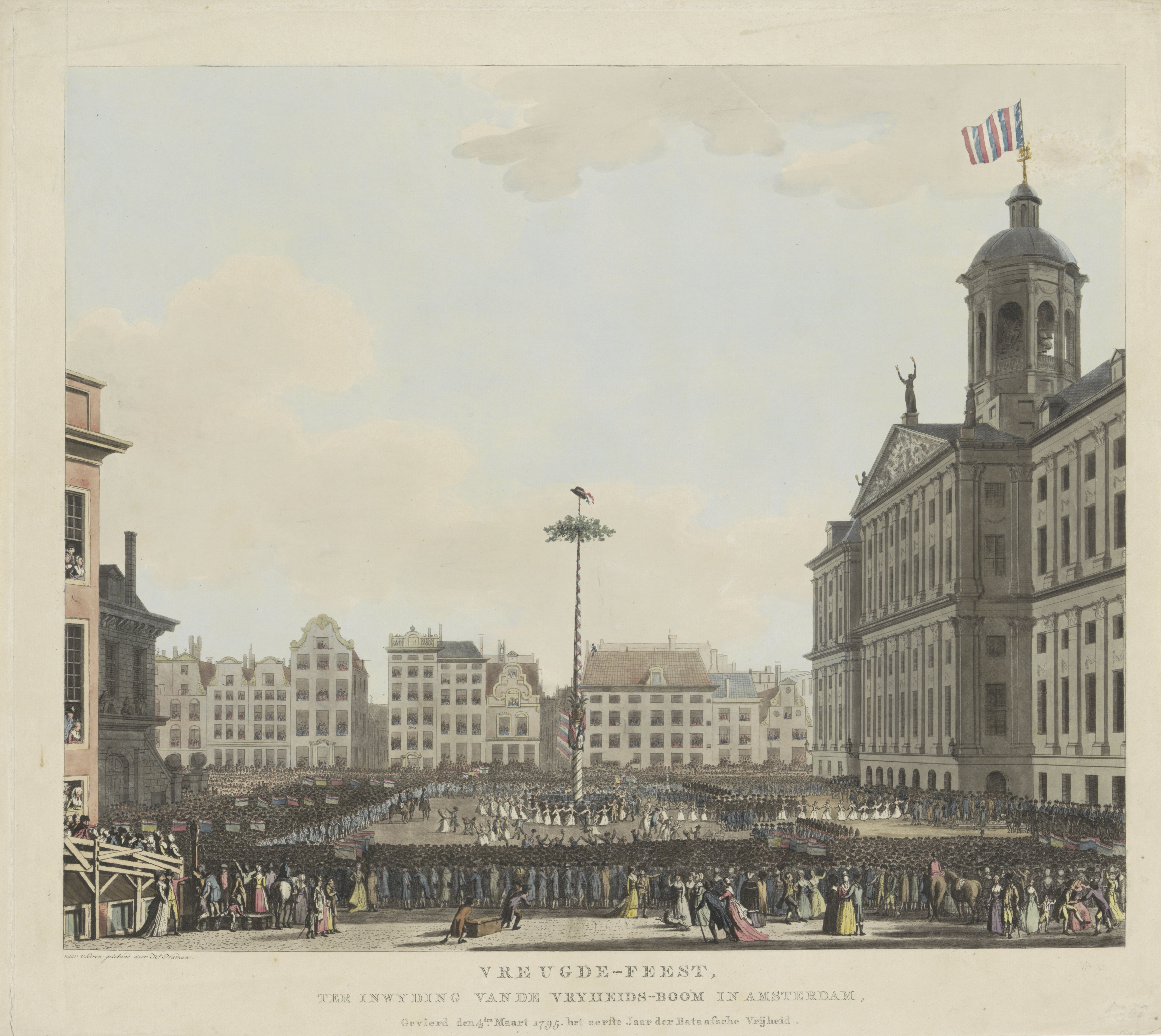
Liberty tree erected in Dam Square in Amsterdam, 1795; by H. Numan

### مملكة هولندا لويليام الأول (1806- 1815م)

Administrative divisions of the الإمبراطورية الفرنسية الأولى in 1812, illustrating the incorporation of the Netherlands and its internal reorganisation.

### الإصلاح الدستوري 1848م والتحرر

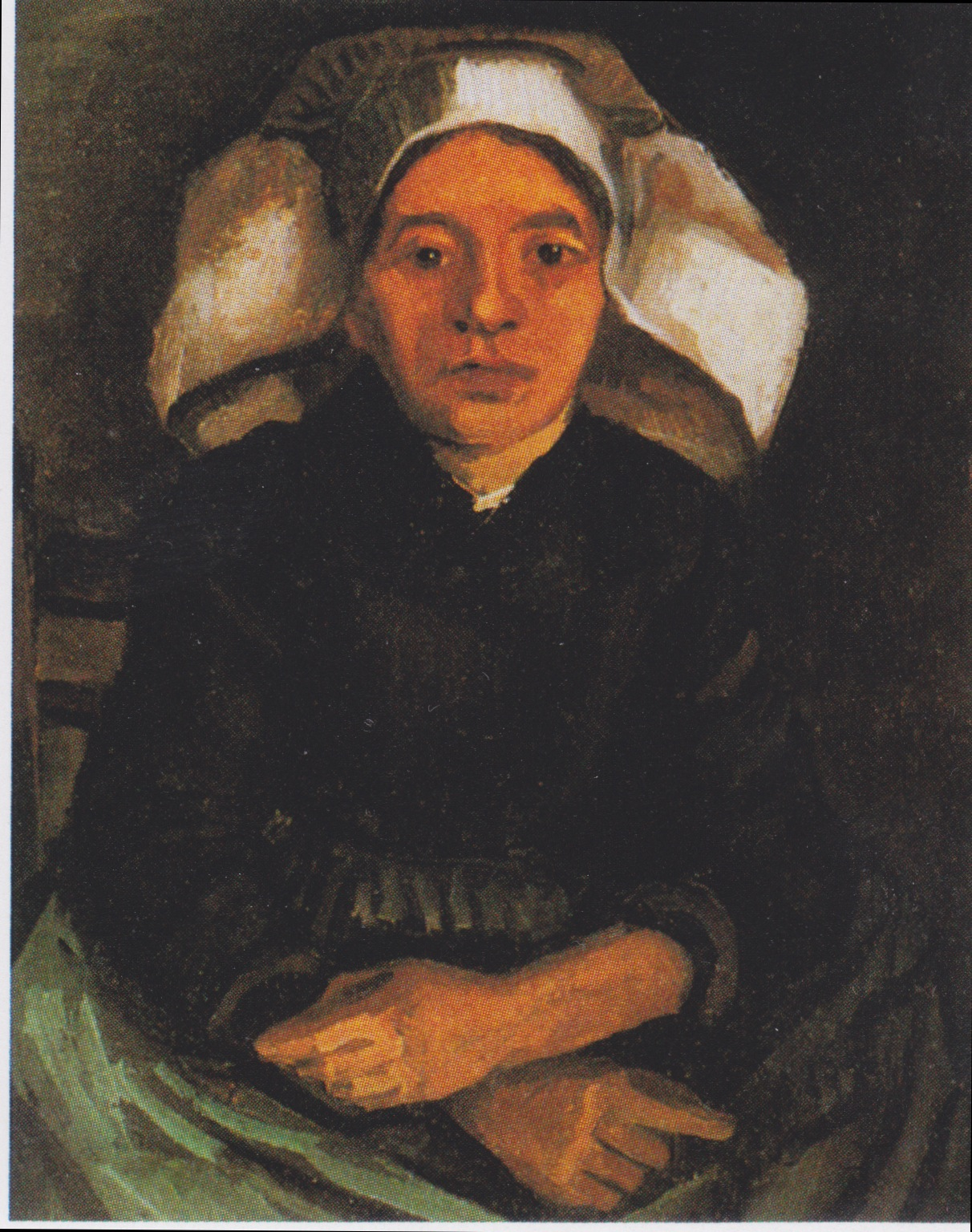
Peasant woman, seated, with a white hood, painted in Nuenen in December 1884 by فينسنت فان غوخ (1853-1890). Born in زونديرت, van Gogh was a Dutch post-Impressionist painter whose work, notable for its rough beauty, emotional honesty and bold color, had a far-reaching influence on 20th-century art.

## الإمبراطورية الهولندية

### الهولنديون في الأمريكتين

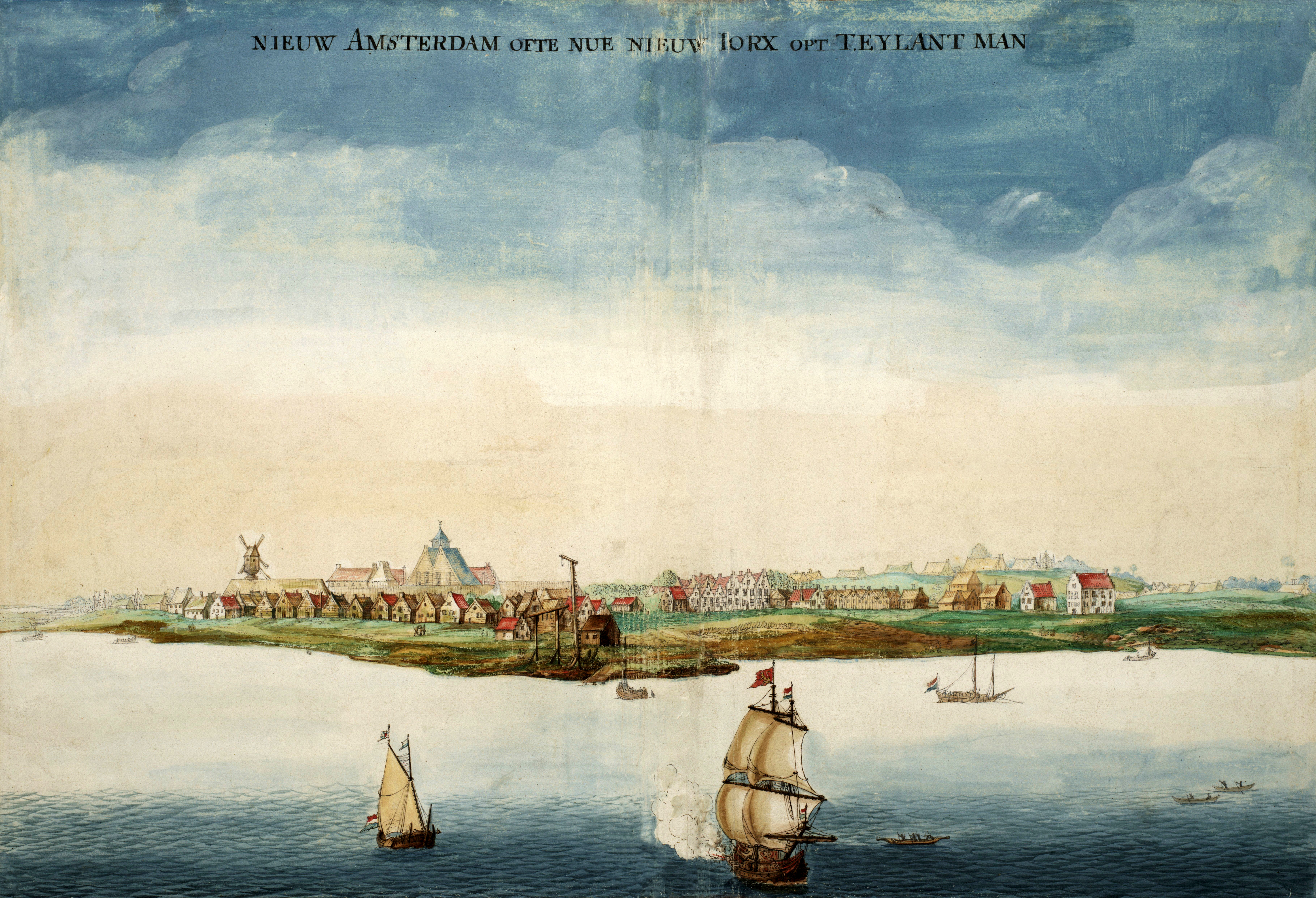
New Amsterdam in 1664

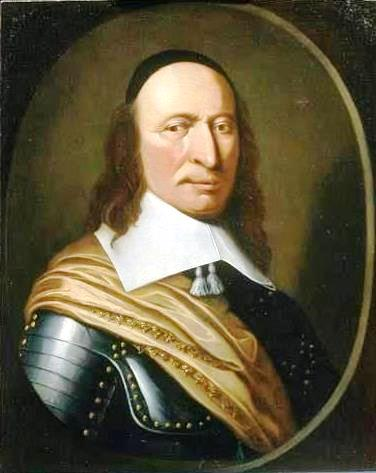
Peter Stuyvesant, Director-General of نيو نذرلاند (New York). His provincial capital, نيو أمستردام, was located at the southern tip of the island of مانهاتن

.

## مملكة الأراضي المنخفضة المتحدة (1815- 1839م)

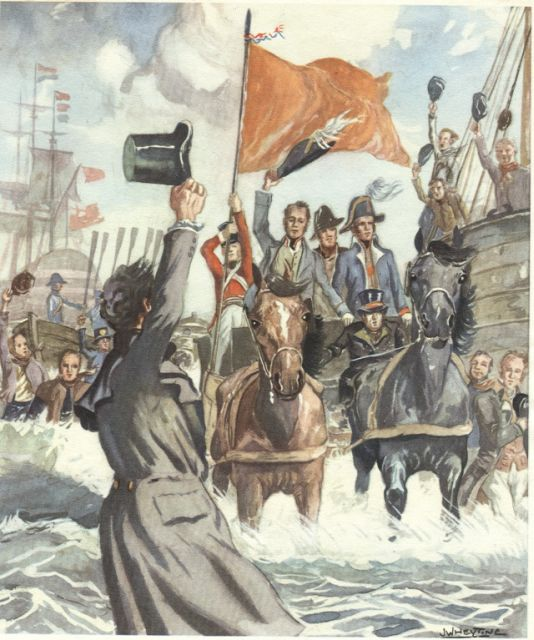
Landing of the future king فيلم الأول at Scheveningen on 30 November 1813 by Johan Willem Heyting (1915-1995)

### المملكة الدستورية

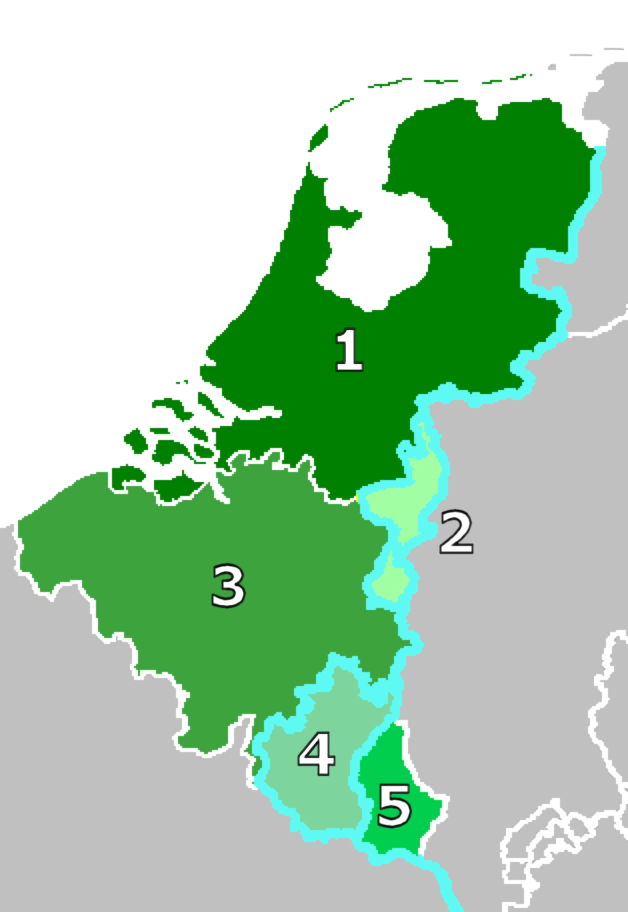
The هولندا، بلجيكا، لوكسمبورغ and دوقية ليمبورغ (1839-1866) in 1839
1, 2 and 3 United Kingdom of the Netherlands (until 1830)
1 and 2 هولندا (after 1830)
2 دوقية ليمبورغ (1839-1866) (in the German Confederacy after 1839 as compensation for Waals-Luxemburg)
3 and 4 بلجيكا (after 1839)
4 and 5 لوكسمبورغ (borders until 1839)
4 لوكسمبورغ (مقاطعة) (Waals-Luxemburg, to Belgium in 1839)
5 لوكسمبورغ (German Luxemburg; borders after 1839)
In blue, the borders of the الاتحاد الألماني.

|  |

## التطور الصناعي والديمقراطي (1840- 1900م)

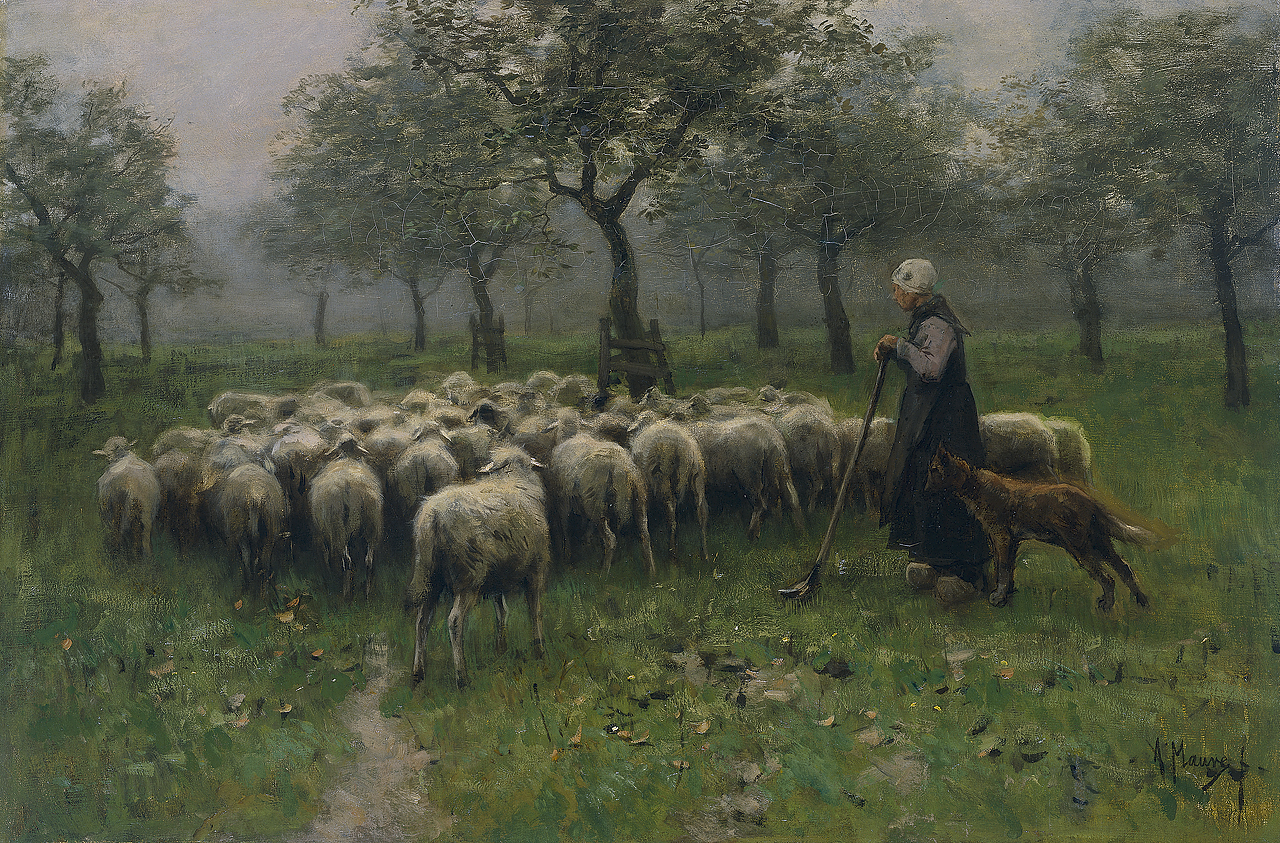
Shepherdess With a Flock of Sheep by Anton Mauve (1838–1888), of the Hague School

### الدين وإنقسام طوائف المجتمع

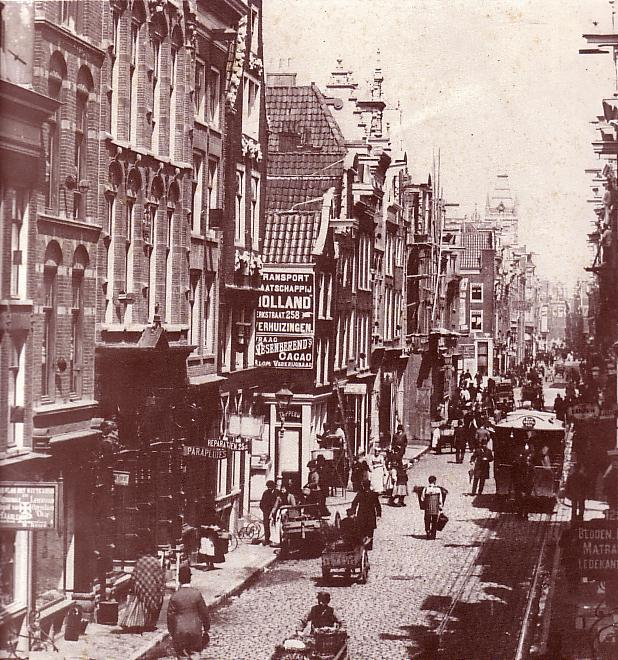
Street in Amsterdam in 1891 (nl looking towards Muntplein)

[[ملف:|تصغير|يسار|Traditional religion within the Netherlands and Flanders:
]]

### ازدهار الفنون والثقافة والعلوم
شهدت فترة أواخر القرن التاسع عشر نهضة ثقافية. أحيت مدرسة لاهاي المذهب الواقعي في الرسم (1860-1890). وكان الرسام فينسنت فان غوخ الشهير عالميا من هولندا، إلّا أنه قضى معظم حياته المهنية في فرنسا. كما ازدهرت الآداب والموسيقى والعمارة والعلوم. كان يوهانس ديديريك فان دير فالس (1837–1923) أحد ممثلي رواد العلوم فهو شابٌ من الطبقة العاملة علَّم نفسه الفيزياء ونال درجة الدكتواره من جامعة ليدن التي كانت حينها من أولى جامعات البلاد، وفاز بجائزة نوبل عام 1910 عن اكتشافاته في الثرموديناميك. وفاز هندريك لورنتز (1853–1928) وتلميذه بيتر زيمن (1865–1943) بجائزة نوبل في الفيزياء بالتشارك عام 1902. وبرز من العلماء الآخرين عالم الأحياء هوغو دي فريس (1848–1935) الذي يعود له الفضل في إعادة اكتشاف علم الوراثة المندلي.

## 1900 إلى 1940م

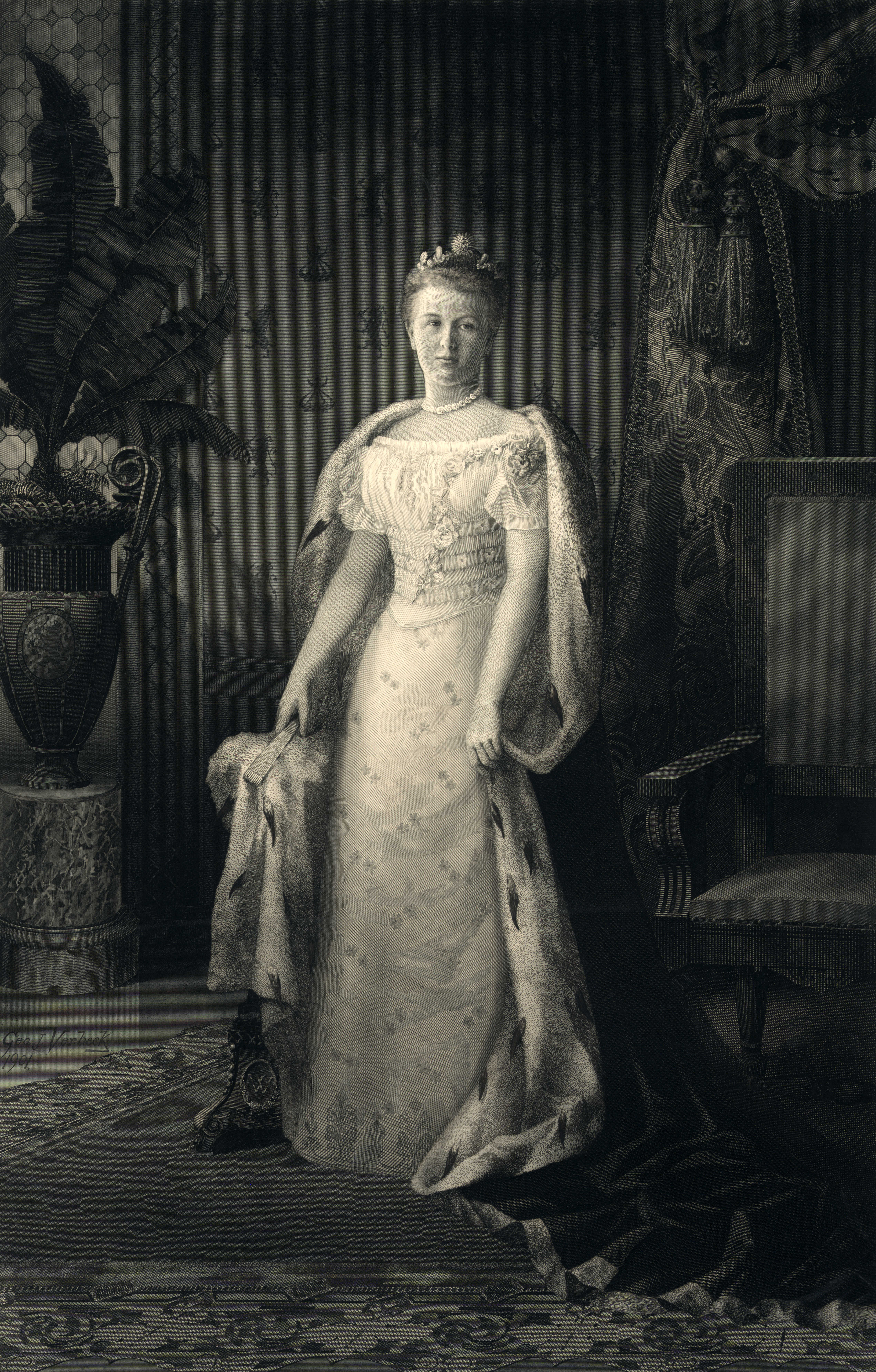
فيلهلمينا ملكة هولندا خلال الفترة الممتدة منذ 1890 إلى 1948

اتبعت البلاد سياسة محافظة دينية منذ مطلع القرن العشرين وحتى بعد انتهاء الحرب العالمية الثانية. كما نهجت الأراضي المنخفضة سياسة الحياد في الحرب العالمية الأولى. غزت ألمانيا البلاد في عام 1940 إبان الحرب العالمية الثانية، لجأت الملكة وليامينا وأعضاء الحكومة إلى لندن. قام النازيون باعتقال وقمع الآلاف في السنوات القادمة. أعلنت الأراضي المنخفضة الحرب على اليابان عام 1941. احتل اليابانيون في العام المقبل جزر الهند الهولندية (أندونيسيا). انزل الحلفاء قواتهم عام 1944 في أرنهايم وتمكنوا من تحرير البلاد بغضون عام 1945. عادت العائلة الحاكمة والحكومة إلى البلاد ووقعت اتفاقية البنلوكس للاعفاء الجمركي بين الأراضي المنخفضة، بلجيكا واللوكسمبورغ، التي دخلت حيز التنفيذ في عام 1948، ثم أصبح لاحقاً اتحاداً اقتصادياً عام 1958. أودت أقوى عاصفة بحرية منذ القرن الخامس عشرعام 1953 بحياة المئات وتشريد الآلاف. دخلت الأراضي المنخفضة في سلسة من الاتفاقيات السياسية والاقتصادية مع جيرانها الأوروبيين أولها كان عام 1951، عندما أُسست المجموعة الأوروبية للفحم والحديد، التي كانت نواة الاتحاد الأوروبي. كما كان اتفاق ماسترخت الذي وُقع في مدينة ماسترخت الهولندية عام 1992 كان أساس الاتحاد الأوروبي، الذي دخل حيز التنفيذ في العام المقبل.

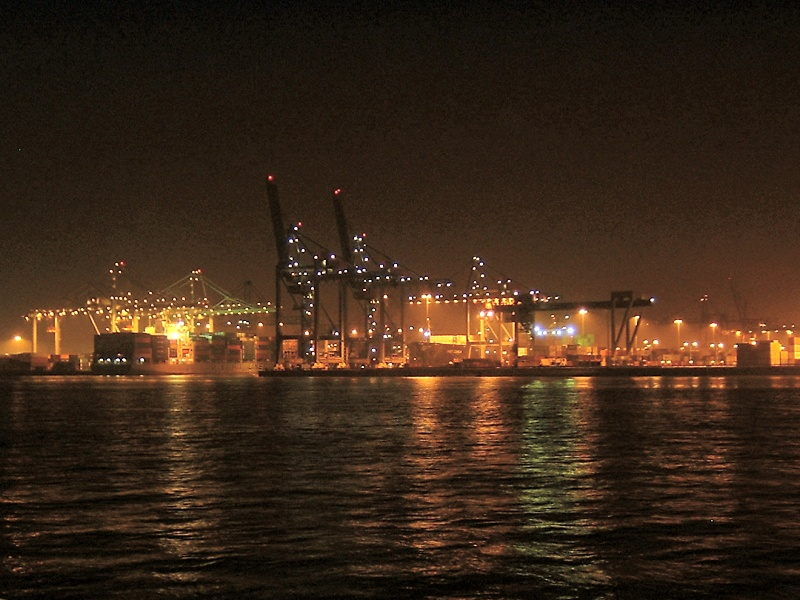
ميناء روتردام

### التركيز الإستعماري

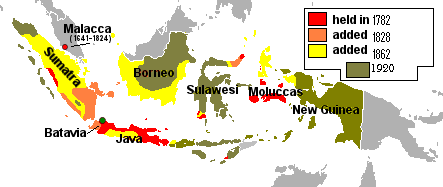
Map of the الهند الشرقية الهولندية showing its expansion from 1800 to 1942

### الحياد أثناء الحرب العالمية الأولى

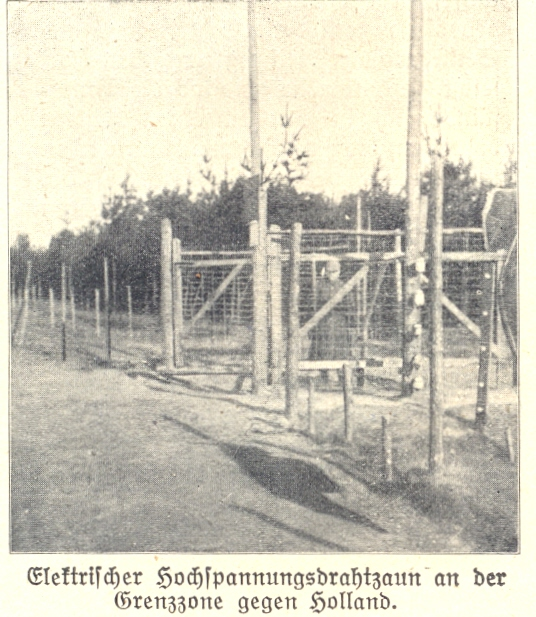
Electrified fence along the border between the Netherlands and بلجيكا during the الحرب العالمية الأولى

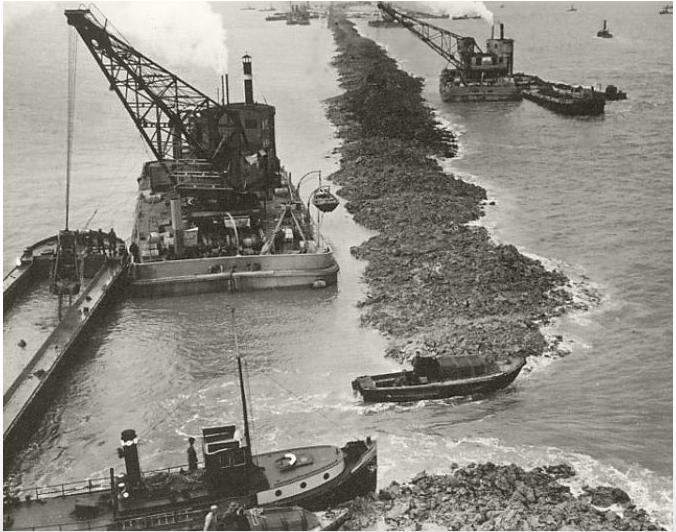
The أفسلاوتدايك, the dike closing off the زاوديرزي, was constructed between 1927 and 1933. Public works projects like this were one way to deal with high unemployment during the الكساد الكبير.

## الحرب العالمية الثانية

### الغزو والاحتلال النازي

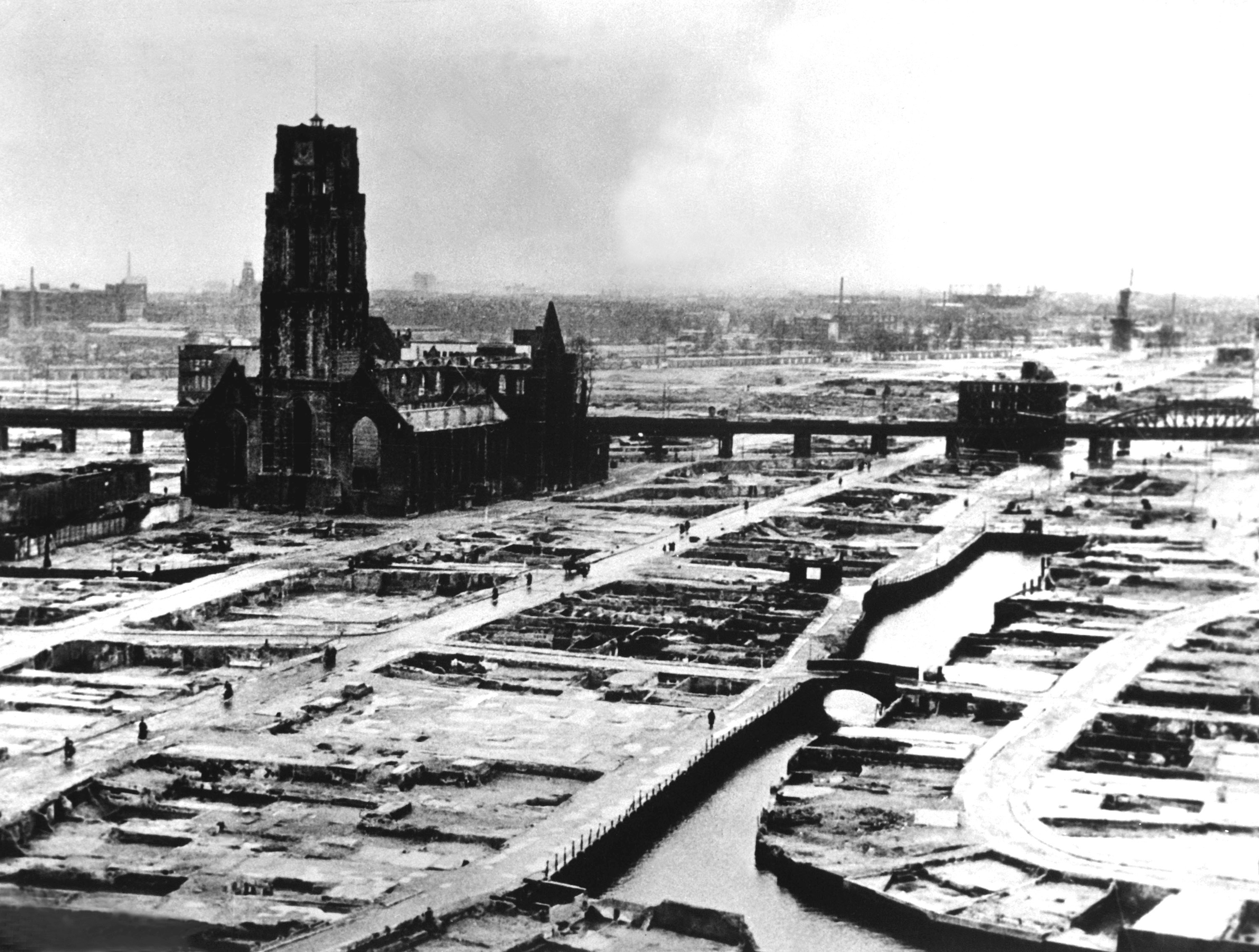
لحِقَ الدمار بروتردام نتيجة القصف الألماني يوم 14 مايو عام 1940. وقُتِل 814 شخص جراء عملية قصف روتردام.

أعلنت هولندا حيادها بعد اندلاع الحرب العالمية الثانية عام 1939. ومع ذلك شنت ألمانيا النازية هجوما على هولندا وبلجيكا يوم 10 مايو 1940، وسرعان ما اجتاحت معظم أراضي البلدين. بدا واضحا أن قتال الجيش الهولندي مثّل عبئا لم يأخذه النازيين بالحسبان حيث كُبِح الهجوم من الجبهة الشمالية وأُوقف هجوم الجهة الوسطى تدريجيا بالقرب من جريبيبيرغ وقُتِل الكثير من القوات المجوقلة كما وقعوا أسرى في غربي البلاد.
توقف الاقتتال في العديد من المواقع بحلول يوم 14 مايو ولم يستطع الجيش الألماني تحقيق تقدم يذكر، ما دفع لوفتفافه إلى قصف روتردام ثاني أكبر مدينة هولندية وأدى إلى مقتل زهاء 900 شخص وألحقَ دماراً واسعاً بوسط المدينة وشُرِدَ 78,000 شخصا.
أعلنت هولندا يوم الخامس عشر من شهر مايو استسلامها بعد القصف والتهديدات الألمانية بقصف مدينة أوتريخت. ولم يشمل الاستسلام مقاطعة زيلند التي قاتلت فيها القوات الفرنسية والفرنسية المغربية جنبا إلى جنب مع القوات الهولندية. لجأت العائلة المالكة وبعض أعضاء القوات المسلحلة إلى المملكة المتحدة. وانتقل بعض أعضاء العائلة المالكة في نهاية المطاف إلى العاصمة الكندية أوتاوا إلى حين تحرير البلاد من الاحتلال الألماني، وولِدت الأميرة مارغريت في المنفى بكندا.
تصاعد الامتعاض الشعبي من الألمان بالتزامن مع اشتداد وطأة الاحتلال مما دفع الكثير من الهولنديين للالتحاق بصفوف المقاومة. وفي نفس الوقت تعاون البعض مع النظام النازي فقد تطوع الآلاف من الشباب الهولنديين للقتال وراء خطوط الجبهة الروسية مع الفافن إس إس وعملت العديد من الشركات لصالح الألمان.

### المحرقة في هولندا

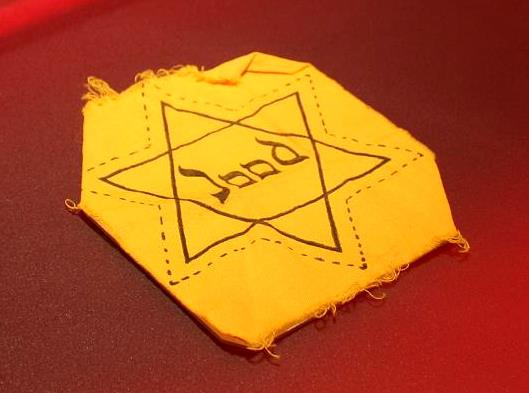
نجمة داود الصفراء وعليها كلمة «يهودي» باللغة الهولندية (Jood)

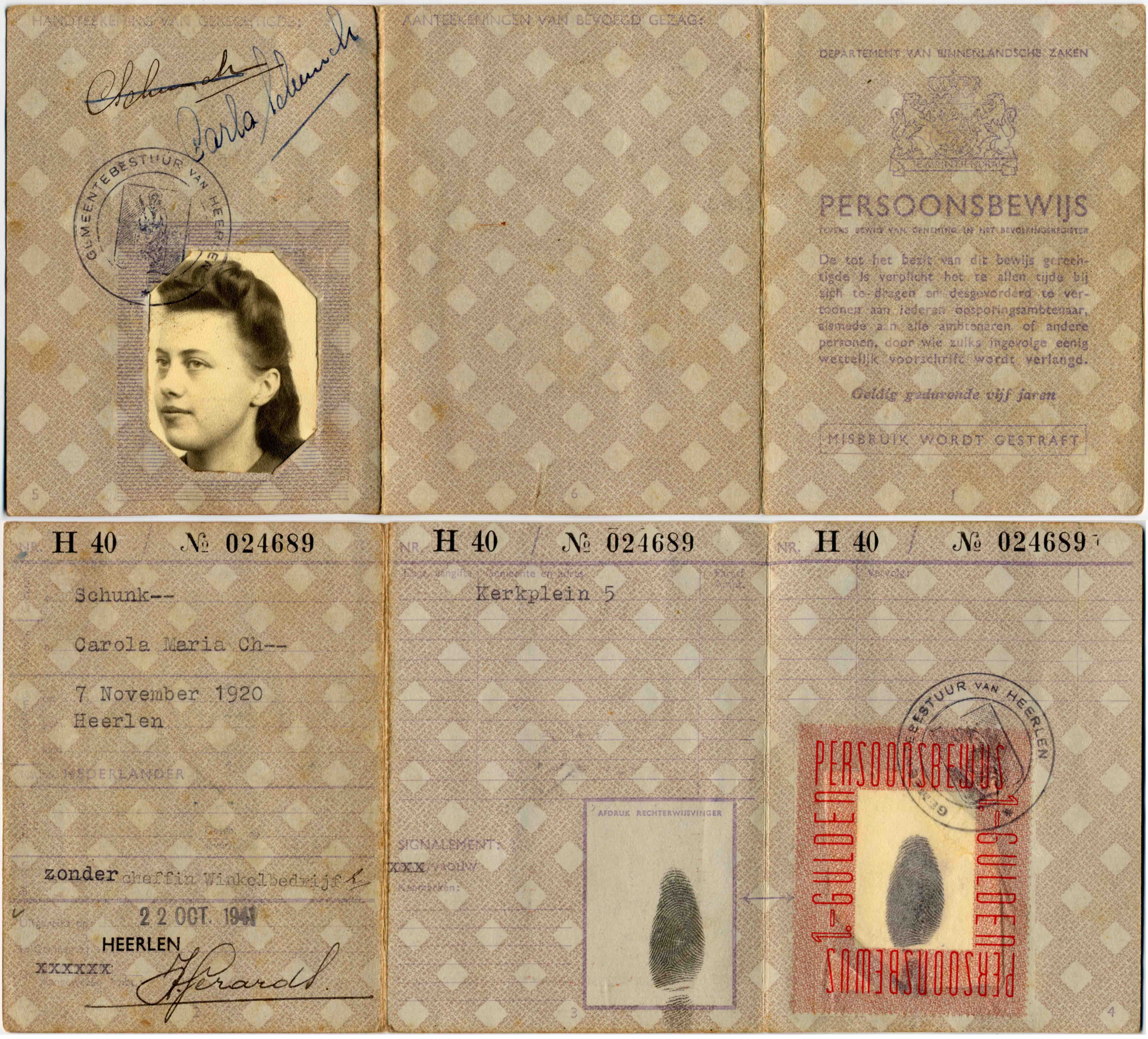
وثائق الهوية التي أُصدِرت للشعب الهولندي خلال الحرب

بلغ عدد اليهود في هولندا عند بداية الحرب حوالي 140,000 نسمة. وما لبث أن بدأ اليهود الهولنديين بالمعاناة من آثار الاضطهاد بعد الاحتلال الألماني للبلاد بفترة وجيزة. ونجا بانتهاء الحرب حوالي 40,000 يهودي، ولم يبقى على قيد الحياة سوى حوالي 1,000 يهودي تقريبا من أصل المئة ألف يهودي من الذين لم يختبئوا من قوات الاحتلال النازية.
نالت آن فرانك التي قضت في المحرقة شهرة عالمية واسعة بعيد وفاتها بعدما عثر والدها أوتو فرانك وهو الناجي الوحيد من العائلة على مذكراتها التي كتبتها إبان اختبائها من النازيين في أحد منازل أمستردام.

### الحرب في الهند الشرقية الهولندية
أعلنت هولندا الحرب على إمبراطورية اليابان في 8 ديسمبر عام 1941 بعد يوم من الهجوم على بيرل هاربر. كانت الحكومة الهولندية في المنفى في لندن قد نسقت منذ وقت طويل مع كل من المملكة المتحدة والولايات المتحدة بغية قطع إمدادات النفط عن اليابان. قامت القوات اليابانية بغزو الهند الشرقية الهولندية يوم 11 يناير عام 1942. استسلم الهولنديون في 8 مارس بعدما أنزلت اليابان قواتها على جاوه. قام اليابانيون بإلقاء القبض على المواطنين الهولنديين وجميع المنحدرين من أصولٍ هولندية والذين يُطلق عليهم الإندو واحتجِزوا في معسكرات اعتقال خاصة أو أرغِموا على العمل سخرةً. استطاعت الكثير من السفن والطائرات وقوات العسكر الهولندية الوصول إلى منطقة آمنة في سيناريو مشابه لما حصل في هولندا حيث تمكنت غالبية القوات الهولندية من الوصول إلى أستراليا والتي اتخذتها منطلقا لقتال العدو.

### الآمال الزائفة وهانجر فينتر والتحرير

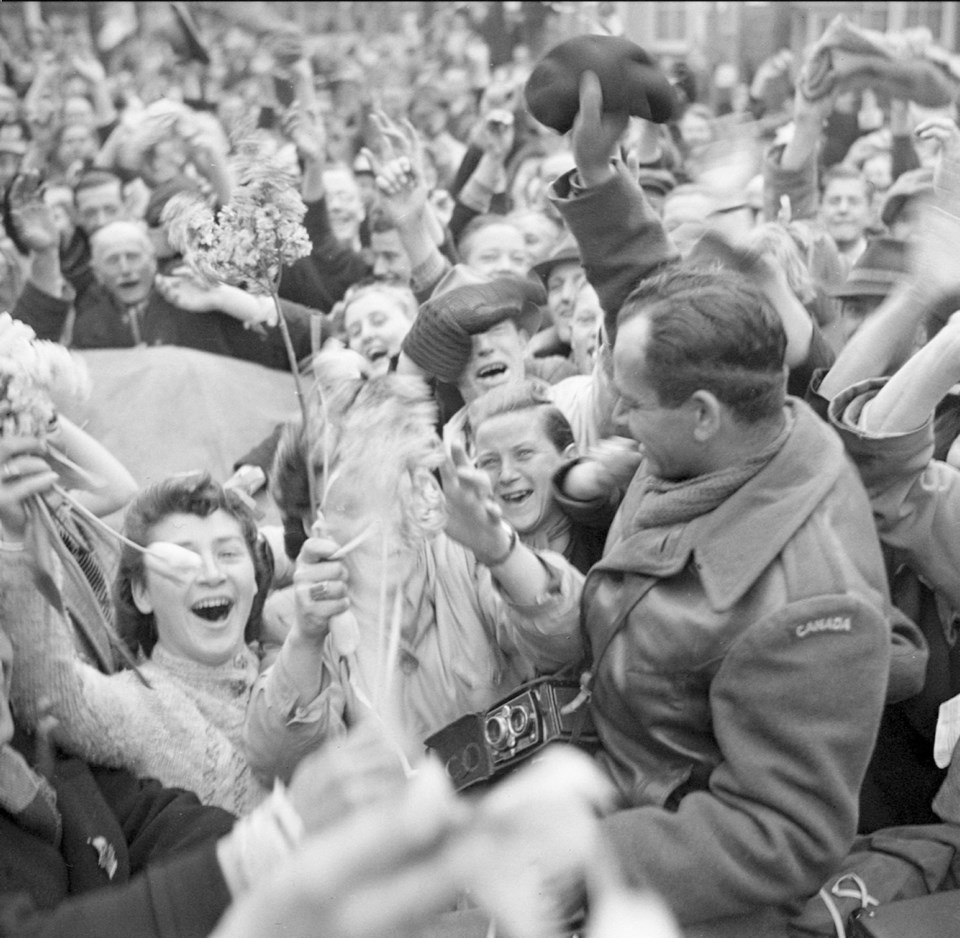
مدنيون هولنديون يحتفلون بوصول طلائع الجيش الكندي الأول في أوترخت بعد استسلام ألمانيا - بتاريخ 7 مايو عام 1945

كان سير عمليات القتال بطيئاً بعد عملية إنزال قوات الحلفاء على الجبهة الأوروبية في نورمندي خلال شهر يونيو من عام 1944، واستمر الوضع على حالِه حتى تم الحسم بانتصار الحلفاء في معركة نورمندي في أغسطس 1944. اندحرت القوات الألمانية في أوروبا الغربية وحققت قوات الحلفاء تقدماً سريعاً باتجاه الحدود الهولندية. نفّذ كل من الجيش الكندي الأول والجيش البريطاني الثاني عدة عمليات عسكرية على التراب الهولندي بدءاً من سبتمبر من نفس العام. جازف الحلفاء وشنوا عملية ماركت جاردن يوم 17 سبتمبر وهدفت للسطيرة على الجسور الواقعة على ثلاثة أنهار حيوية في جنوبي هولندا. أخفقت القوات البريطانية والأمريكية والبولندية في السيطرة على الجسر الواقع على نهر نيديرراين في مدينة آرنم رغم القتال المستميت الذي خاضه الحلفاء ضد النازيين.
حُرِرَتْ المناطق الواقعة جنوبي نهر الراين إبان الفترة الممتدة من سبتمبر حتى ديسمبر عام 1944، ومنها مقاطعة زيلند التي تم تحريرها في (معركة شيلت) خلال المدة ما بين شهري أكتوبر ونوفمبر من نفس العام، وأدى هذا إلى فتح أنتورب أمام سفن الحلفاء. أحكم الجيش الكندي الأول سيطرته على (الخط الساكن) الممتد على طول نهر ماس في الفترة من ديسمبر 1944 حتى فبراير 1945.
ظلت بقية البلاد واقعة تحت الاحتلال حتى ربيع عام 1945. تعمد النازيون قطع إمدادات الطعام في محاولةٍ منهم لكبح جماح المقاومة الهولندية التي جُبِهوا بها. وأسفر هذا عن وضعٍ متأزم كاد يدنو من المجاعة في جسامته في مدن البلاد خلال فترة ما يُعرف بشتاء الجوع (1944–45). وجُهِزت مطابخ الحساء ولكن لقي الكثير من الناس ضعيفي البنية حتفهم. ولم يسمح النازيون بدخول المساعدات الغذائية الإغاثية حتى قبيل عدةِ أيام من انتصار الحلفاء في الحرب.
احتفل المدنيون الهولنديون بوصول الفيلق الكندي الأول في أوترخت بعد استسلام ألمانيا في 7 مايو عام 1945.

### أحداث ما بعد الحرب
وما أن انتهت الحرب حتى أُخِذَ بالثأر من الذين تواطئوا مع النظام النازي، فجرت محاكمة المفوض النازي بهولندا أرتور زايس إنكفارت في نورنبيرغ.
سعت هولندا خلال أوائل السنوات التي أعقبت الحرب مراراً لتوسيع رقعة أراضيها عبر اقتطاع وضم أجزاء من الأراضي الألمانية المجاورة لها. ظلت الولايات المتحدة ترفض باستمرار الخطط الهولندية الساعية لاقتطاع أجزاء كبيرة نسبيا من ألمانيا، ولكن سمح مؤتمر لندن عام 1949 لهولندا باقتطاع وضم جزء صغير. أعادت هولندا معظم الأراضي التي اقتطعتها من ألمانيا بتاريخ 1 أغسطس عام 1963.
كانت عملية التوليب الأسود خطة وضعها وزير العدل الهولندي كولفشخوتن عام 1945 هدفت لطرد جميع الألمان من هولندا. أسفرت العملية التي استمرت من 1946 حتى 1948 عن ترحيل 3691 ألماني ما يعادل نسبة 15% من مجموع الألمان القاطنين في هولندا. بدأت العملية في أمستردام يوم 10 سبتمبر عام 1946 بعدما أُخرِج الألمان وعائلاتهم من منازلهم بالقوة في منتصف الليل وأُمهِلوا ساعة واحدة لجمع أمتعتهم، وسُمِح لهم بأخذ 100 خولده. وصادرت الحكومة بقية الممتلكات. وأُخِذوا إلى معسكرات اعتقال بالقرب من الحدود الهولندية-الألمانية وكان أكبرها معسكر ماريينبوش الواقع بالقرب من نايميخن.

## الرخاء والاتحاد الأوروبي (1945- الآن)
اتسمت السنوات التي تلت الحرب بأنها كانت عصيبة وعانت البلاد من الشُحّ ونقص الموارد كما أصابتها عدة كوارث طبيعية. وأعقب هذا تطبيق برامج أشغال عامة على نطاق واسع وحصول تعافي اقتصادي بالإضافة إلى الاندماج أوروبياً والتحوّل التدريجي نحو نظام دولة الرفاه.
وفُرِض تقنين على العديد من السلع سرعان ما أن أنتهت الحرب ومنها السجائر والأقمشة ومساحيق الغسيل والقهوة وحتى الأحذية الخشبية كانت قد قُنِّنَت. كما وشهدت هولندا على أثر الحرب عجزاً في الإسكان. عرفت هولندا أثناء خمسينات القرن العشرين هجرة جماعية إلى الخارج ولا سيما إلى كل من كندا وأستراليا ونيوزيلندا. أسهمت الجهود التي بذلتها الحكومة والهادفة لتخفيض الكثافة السكانية إلى التشجيع على الهجرة للخارج حيث دفعت بحوالي نصف مليون هولندي لمغادرة البلاد بعد الحرب. فشلت هولندا في الإبقاء على جزر الهند الشرقية حيث نالت إندونيسيا استقلالها عام 1945، وترك نحو 300,000 مواطن هولندي وحلفائهم من الإندونيسيين الجزر.
شهدت الساحة السياسية تحوّلاً في الحكومات الائتلافية المتعاقبة. أدت الانتخابات البرلمانية التي أُقيمت عام 1946 إلى صعود حزب الشعب الكاثوليكي (KVP) كأكبر حزب في البلاد وتبِعه حزب العمال الاشتراكي (PvdA). شكَّل لوي بيل مجلس وزراء ائتلافي جديد بتاريخ 3 يوليو عام 1946، وكان هذا أول مجلس وزراء مُنتخب ديمقراطياً بعد الحرب. بدأت الولايات المتحدة بتقديم مساعدة اقتصادية كجزء من خطة مارشال في عام 1948، وهو ما عمل على ضخ التمويل القيّم في الاقتصاد الوطني وتعزيز تحديث قطاع الأعمال وتشجيع التعاون الاقتصادي.
أفضت انتخابات عام 1948 إلى تشكيل ائتلاف حاكم جديد برئاسة فيليم دريس من حزب العمَّال. وتولى دريس منصب رئاسة الوزراء على أربع فترات متتالية حتى عام 1958. وشهدت ولايته في المنصب عدة تطورات سياسية كبرى بدءاً من انتهاء السيادة الاستعمارية لهولندا وإعادة الهيكلة الاقتصادية وإرساء دولة الرفاه الهولندية وتحقيق التعاون والتكامل الدولي وتمثَّل في تشكيل كل من البنلوكس ومنظمة التعاون الاقتصادي والتنمية وحلف شمال الأطلسي (الناتو) والجماعة الأوروبية للفحم والصلب والسوق الأوروبية المشتركة.

### طفرة المواليد وإعادة البناء الاقتصادي

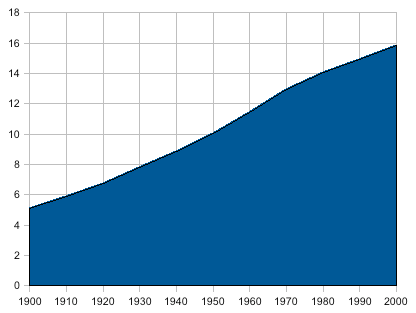
نمو السكان خلال الفترة الممتَّدة من عام 1900 حتى عام 2000

تميَّزت هذه الفترة بالنسبة للعديدين بكونها فترة تفائل، وذلك بالرغم من المشاكل والتحديات الاقتصادية الاجتماعية. أعقب الحرب طفرة في المواليد حيث أقدمَ الشباب والشابات على الزواج وتأسيس عائلات لم يستطيعوا تأسيسها فيما مضى بسبب الحرب. وكان هذا الجيل قد عانى الأمَّرين على أثر المشَّقات والأعباء التي خلَّفها الكساد العظيم وجحيم الحرب، إذ أرادوا بدأَ حياة جديدة أفضل من ذي قبل لا يشوبها الفقر والمجاعات والخوف والتقشف الشديد الذي كانوا قد عَهِدوه سابقاً. تصدَّرت ترجمة كتاب «رعاية الطفل» لطبيب الأطفال الأمريكي بينجامين سبوك مبيعات الكتب في البلاد. فقد بدت رؤيته للحياة العائلية المليئة بالمتعة والسعادة واليسر وعيش الزوجين كأقران متساويين بأنها الطريقة المُثلى لتحقيق السعادة العائلية في مقتبل حقبة تُبشر ببزوغ شمس الحرية والازدهار.
أًبقِيتْ الأجور ضمن حدود منخفضة وأُجِّلَ تعافي القطاع الاستهلاكي للمستويات التي كان عليها قبل الحرب بهدف السماح بإعادة إعمار وتأهيل البنية التحتية سريعاً. وشهدت معدَّلات البطالة تراجعاً خلال سنوات ما بعد الحرب ونما الاقتصاد بوتيرة سريعة رُغمَ معدَّلات الولادة المرتفعة. وأُعِيدَ بناء المدن المدمَّرة والبنية التحتية المتضررة. كما لعبت خطة مارشال دوراً أساسياً في تعافي الاقتصاد الهولندي بعد انتهاء الحرب لما أتاحته من تمويل وسلع ونتاج زراعي ومواد خام.
أضحت هولندا نشطة مجددًا على الساحة الدولية. وغدت الشركات الهولندية وتحديدًا شركتيّ رويال داتش شل وفيليبس من الشركات البارزة والمعروفة عالميًا. كان للعلماء والمهندسين ورواد الأعمال والفنانين الهولنديين إسهامات دوليَّة هامة في مجالات اختصاصاتهم. فعلى سبيل المثال أسهم علماء الاقتصاد الهولنديون ولا سيما يان تينبرخن (1903–1994)، وتيالينغ كوبمانز (1910–1985)، وهنري تيل (1924–2000) في مجالهم الأكاديمي تاركين بصمتهم في المنهجية الرياضية والإحصائية المعروف باسم الاقتصاد القياسي.
اتسمت الفترة الممتدة من عام 1973 حتى عام 1981 بانتهاء طفرة الستينيات الاقتصادية التي عاشتها أوروبا الغربية. كذلك عاشت هولندا سنوات من النمو الاقتصادي السلبي بعد ذلك. فقد أخذت معدلات البطالة بالارتفاع على نحوٍ ثابت وهو ما أدى إلى نموٍ سريع في الأعباء المالية المترتبة على مصاريف ومعونات الضمان الاجتماعي. وبلغ التضخم حد المراتب العشرية وتلاشت الفوائض في الميزانيات الحكومية. وعلى الجانب الإيجابي فقد طوِّرت موارد الغاز الطبيعي وهو ما وفَّر فائصًا تجاريًا خلال معظم هذه الفترة. سجل العجز العام مستويات مرتفعة. تركزت المكاسب الكبرى التي جناها الاقتصاد الهولندي في الفترة 1870-1930 وخلال الفترة 1950–1970 بحسب التحليل الاقتصادي طويل الأمد للباحثين هورلينغز وسميتس. في حين سجَّلت المكاسب الاقتصادية نسبًا أدنى في الفترة 1930–1945 وخلال السنوات التي أعقبت عام 1987.

### السيطرة على الفيضانات

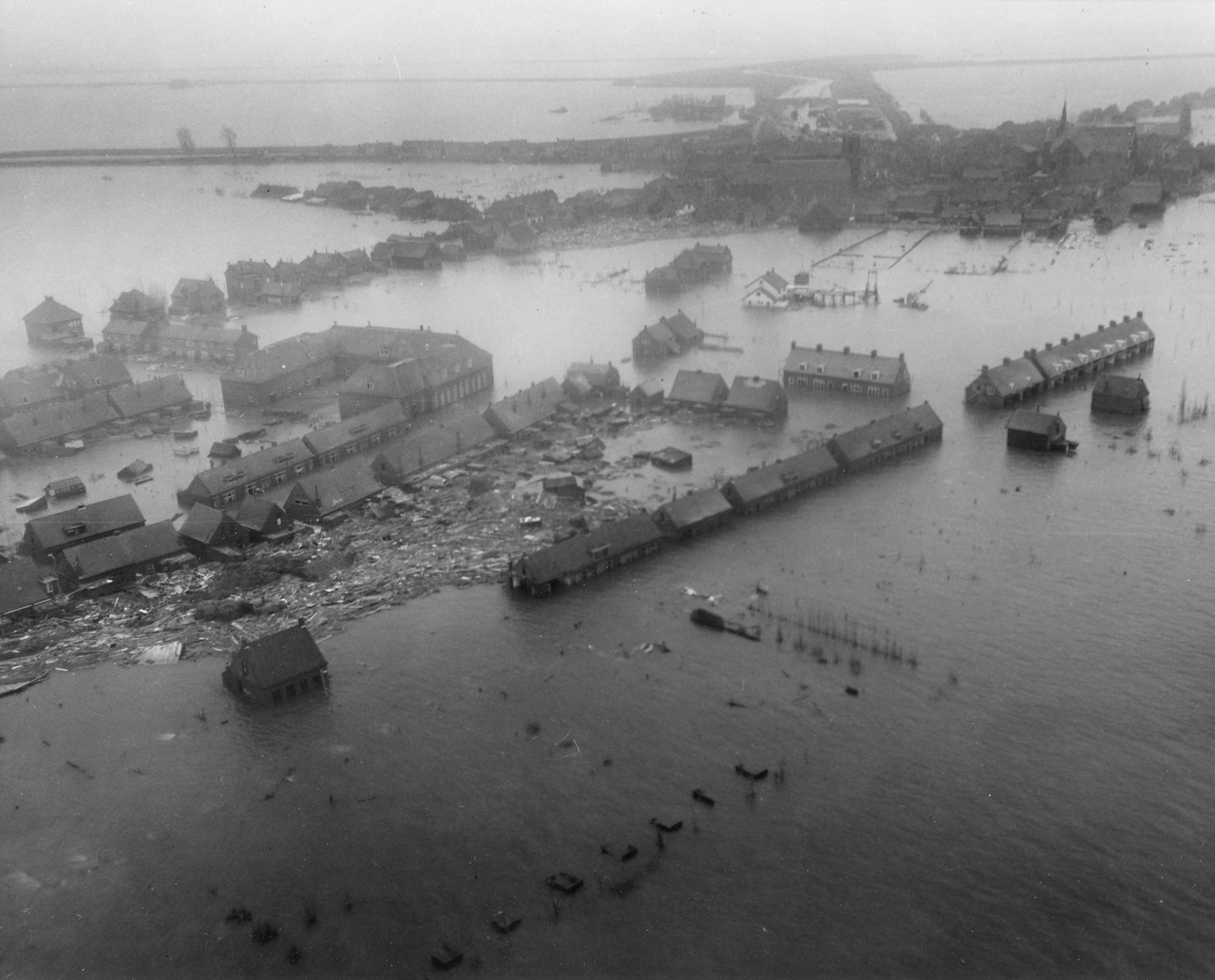
صورة جويَّة لبلدة غمرتها المياه في جنوب بيفلند عام 1953.

وقع آخر فيضان ضخم في هولندا في مطلع شهر فبراير عام 1953. أدت عاصفة عاتية إلى انهيار عدد من السدود في جنوب غرب هولندا. لقي أكثر من 1800 شخص حتفهم غرقًا جراء الغمر المائي الناجم عن ذلك.
قرَّرت الحكومة الهولندية على إثر ذلك المباشرة بتنفيذ برنامج ضخم للأشغال العامة (تحت اسم أعمال الدلتا) بهدف حماية البلاد من الفيضانات المستقبلية محتملة الوقوع. استغرق إنجاز هذا المشروع أكثر من ثلاثين عامًا. وأصبح حاجز عرام العواصف في أوسترسخيلده (وهو عبارة عن حاجز متطور لصد العواصف البحرية) جاهزًا للاستعمال في عام 1986. يستمر برنامج الدلتا الوطني في إدارة هذه الأشغال بالنيابة عن الحكومة بإشراف مفوَّض مستقل. تهدف هذه الأشغال إلى جعل هولندا مقاومة لتغير المناخ والفيضانات بحلول عام 2050.

### استقلال الأراضي المحتلة وتعدد الثقافات

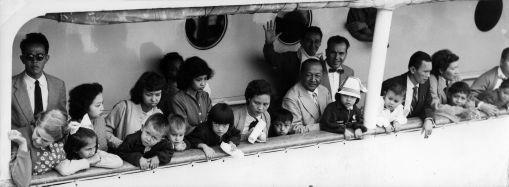
Arrival of the vessel Castel Felice with "Indos" (Dutch-Indonesian Eurasians) on the Lloydkade in Rotterdam, The Netherlands, 20 May 1958.

### السياسات الحديثة

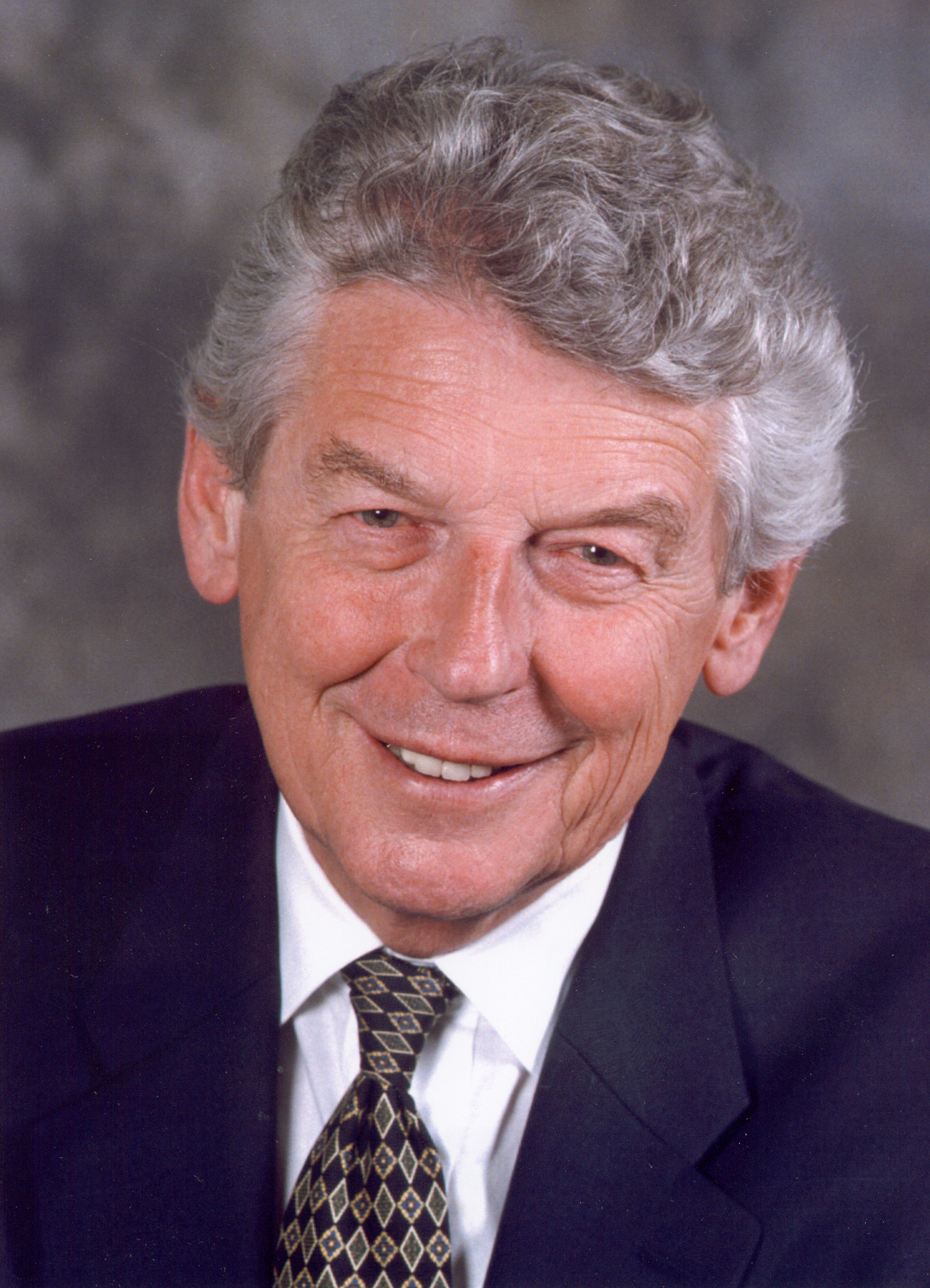
فيم كوك

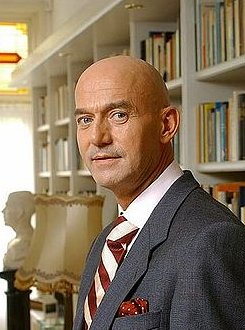
بيم فورتاين (1948–2002)